# 新山
新山市是马来西亚柔佛州的首府。距离首都吉隆坡335公里，距离新加坡市中心30公里。新山市是柔佛州乃至整个南马之政治、金融、工业、商业与贸易、物流和教育中心。大新山都会区是马来西亚的第二大都市圈，規模仅次于巴生谷（吉隆坡一帶），也是马来西亚主要城市中第二大经济体。
作为马来西亚半岛南部的金融和物流中心，新山的经济竞争力排名在马来西亚仅次于首都吉隆坡，也是马来西亚城市化发展最快的城市。新山是马来西亚和新加坡之间的两个边境门户之一，也是世界上最繁忙的国际边境口岸；通过新柔长堤、地不佬接驳列车和未来的柔新捷运，新山与新加坡建立了直接的陆路联系，这也是这座边境城市的主要经济驱动力。新山毗邻士乃国际机场和世界第 15 繁忙港口，丹绒帕拉帕斯港口。

## 释名
19世纪的新山原称丹绒布蒂里，当时该地仅是一个马来渔村。1858年，天猛公达因·依布拉欣登基后正式将该地命名为依斯干达布蒂里（Iskandar Puteri）。1862年1月31日，天猛公达因·依布拉欣驾崩，其子天猛公阿布峇卡登基，并于1866年1月1日改称该地为柔佛峇鲁（Johor Bahru）。
1900年代，新山的罗马拼写为“Johore Bahru”或“Johore Bharu”，马来文即“Johor Bahru”，但当时亦有“Johor Baru”和“Johor Baharu”之称，如今马来文的标准拼写已统一写作“Johor Bahru”，在马来西亚华语中称作“新山”。而中国大陆部分机构对该市则使用直译“柔佛巴鲁”。

## 历史

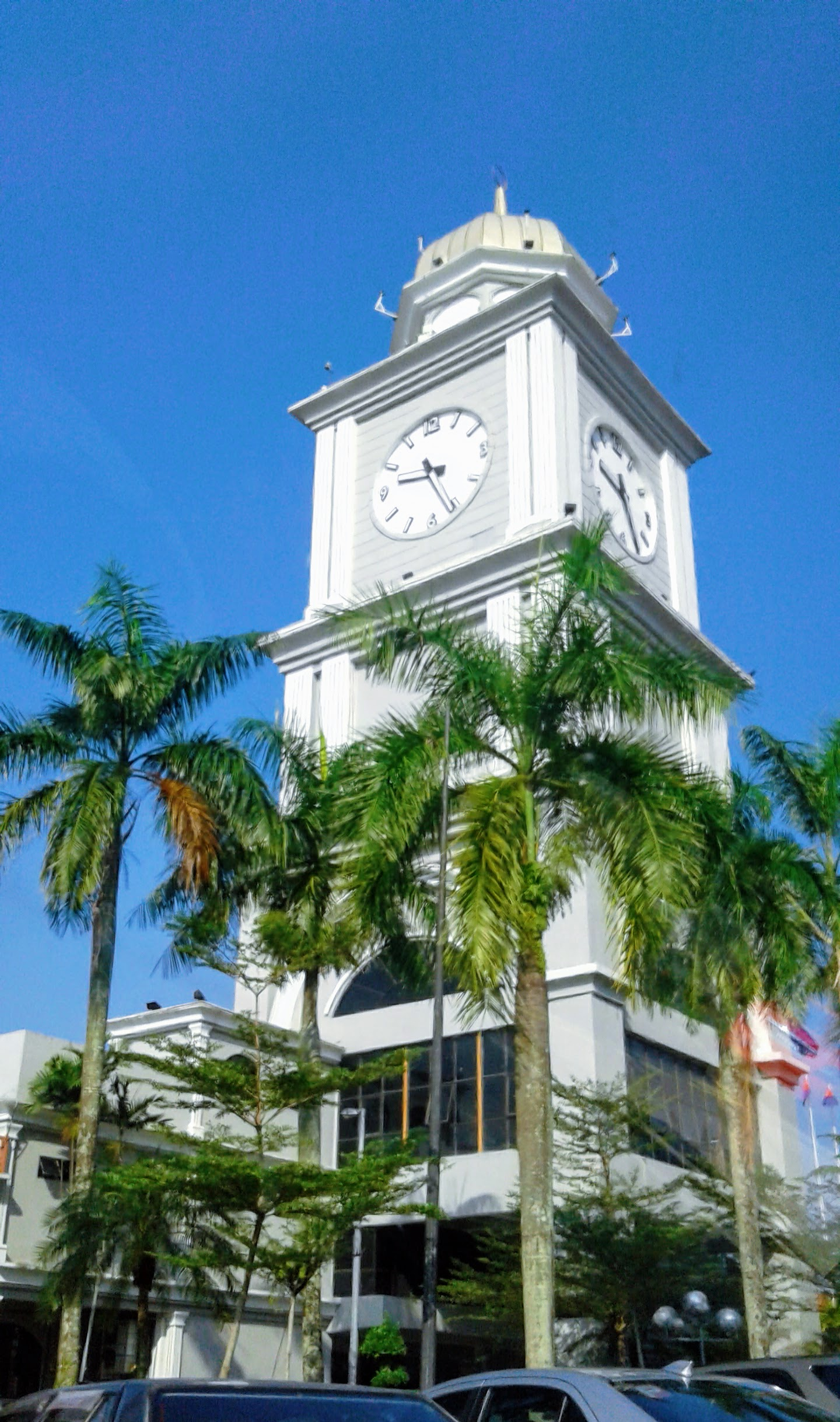
新山城市广场大钟楼

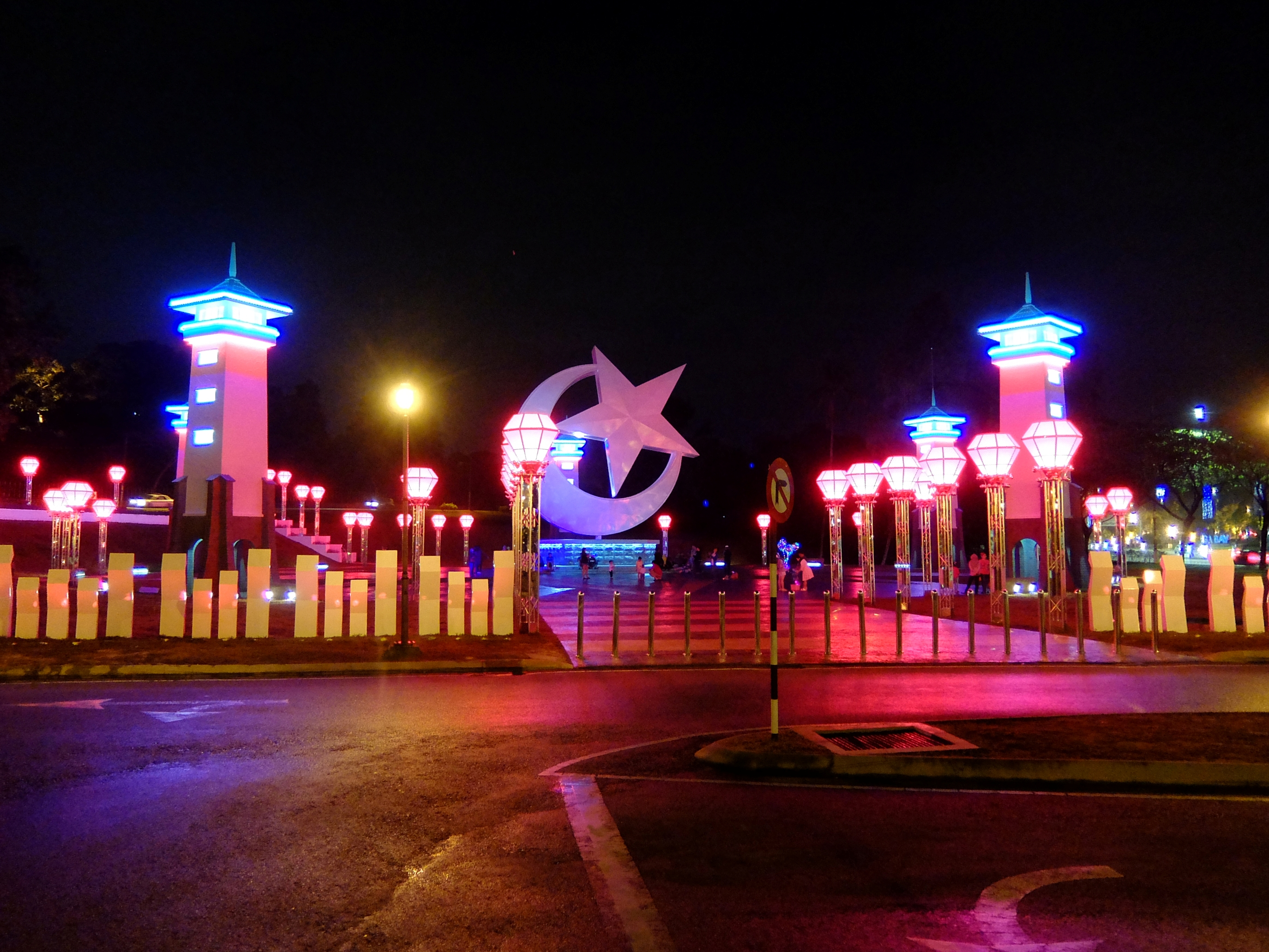
新山士林广场纪念碑

新山自1846年由陳開順率領逾大量潮州籍農民抵達陳厝港開墾種植胡椒及甘蜜，便是新山開埠之始。並於1855年，即柔佛天猛公王朝統治時期開埠，但仍稱原稱丹絨布蒂裡（Tanjung Puteri），1858年天猛公達因·依布拉欣登基後才命名為該地為依斯干達布蒂裡。
由於早期華人多由汕頭南下至此，且多為潮州籍貫，因此新山亦被稱作為「小汕頭」。现今的新山是马来西亚柔佛州首府及最大城市，其所属的新山县也发展成一座拥有两个市政厅规格（依斯干达公主城），一座市议会（巴西古当）的发达县份，之前的古来副县也于2008年自立新县。

### 天猛公達因·依布拉欣時期

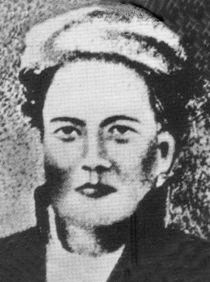
天猛公达因·依布拉欣建立了丹绒布蒂里，并将丹绒布蒂里更名为依斯干达布蒂里（现今的新山）

天猛公達因·依布拉欣在其統治期間，推行港主制度，吸引了許多閩南與廣東籍貫華人到依斯干達布蒂裡開墾種植甘蜜及黑胡椒；而當地的爪哇移民則負責鑿掘運河、鋪路和種植椰樹。
1844年10月9日，柔佛第一張港契發給華人港主阿川和萬成，授權其開墾柔佛士姑來河域。同年10月22日，柔佛第二張港契則發給陳開順，授權其開墾柔佛地不佬河域。1845年4月，天猛公依布拉欣又發出一張柔佛巫來由河及兩張柔佛地南河的港契。
1846年陳開順便率領大量潮州籍農民抵達地不佬河域，開墾種植胡椒及甘蜜，並且命名此地為陳厝港。
1855年，丹絨布蒂裡開埠，1858年才稱為依斯干達布蒂裡，而陳開順則被冊封為第一位華人甲必丹。由於早期華人多由汕頭再南下至此，且多為潮州籍貫，因此新山亦被稱作為「小汕頭」。

### 苏丹阿布峇卡时期
1866年，天猛公阿布峇卡將依斯干達布蒂裡改名為柔佛峇魯，成為柔佛新首府。

### 英治时期

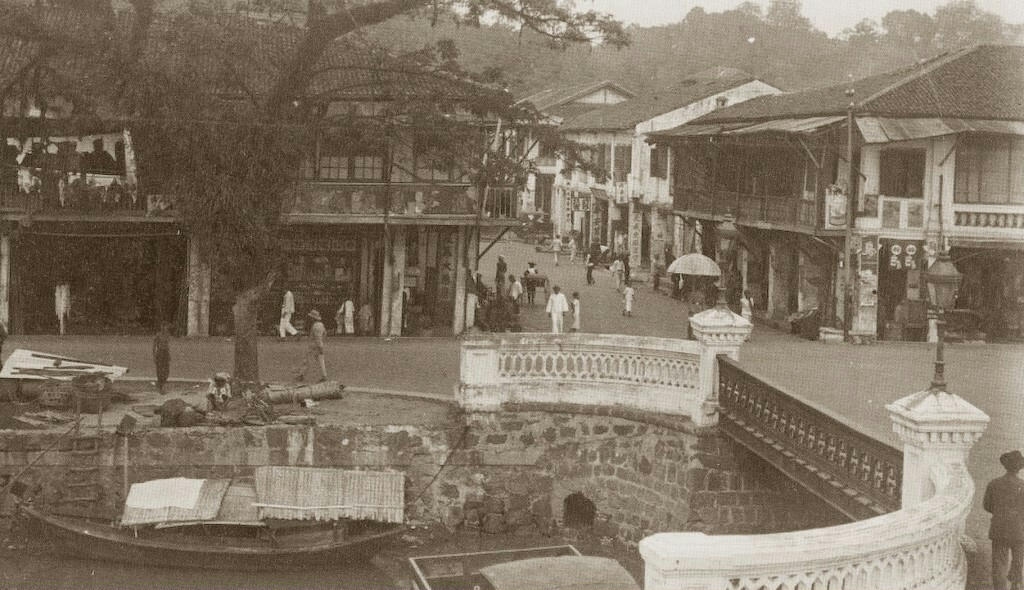
1920年代在新山市中心黄亚福街和翁固本街交界处的纱玉河

1914年，馬來聯邦的参政制度进入柔佛，使得该州直接受英国管制。在苏丹依不拉欣在位期间，新山见证了许多重要的发展。其中马来亚铁路于1909年完成延长铁路路线至新山、1923年新柔长堤正式竣工，以铁路与道路连接马来半岛与新加坡。新山在二战间期发展不多，英国殖民政府为了简化柔佛的行政管理而设立的柔佛秘书大楼苏丹依布拉欣大楼也于1940年竣工。

### 二战时期
馬來亞戰役於1941年12月8日爆發，日軍沿著馬來半島西海岸南下，英軍和其他盟軍撤退到新山；然而，隨著日軍在1942年1月29日進一步的對其轟炸，第二天英國人於撤退前，炸毀了到新加坡的堤道，以此作為阻止日軍在英屬馬來亞的更一步進逼。
日本時任司令官山下奉文於1942年1月31日攻入新山，並且中斷了該鎮的發展。
日本人隨後使用位於新山的武吉仕林王宮作為他們的主要臨時基地，策劃新加坡戰役的備戰，同時等待堤道修復。

### 馬來西亞時期
1963年馬來西亞成立後，新山繼續作為柔佛州首府，隨著城鎮的擴建和更多的新鄉鎮和工業建設，啟動了更廣泛的開發。
1994年1月1日，新山正式獲准升格為大城市，新山大钟楼广场便是于新山升格时早一个月建成以便纪念此事迹。
1990年代中期以來，馬來西亞中央政府與柔佛州政府投入資金发展新山市中心的黄亚福街与新柔长堤周边。2006年，依斯干達經濟特區計劃正式推行，而新山市中心乃重點發展之旗舰A区。2008年6月21日，原属新山县的古来副县升格为古来再也县。
自2014年1月1日起，新山和柔佛州的周休日调整为星期五和六。2015年11月23日，柔佛州務大臣卡立诺丁推介「新山中央商務區」計劃，並以柔佛蘇丹依布拉欣命名，以將新山發展成國際大都會。2016年1月初柔佛南部四个地方政府进行边界重划，使新山市的管辖区域进一步扩大至3萬9125公頃。
2017年11月22日，新山中區市議會獲准升格為依斯干達公主城市政廳（MBIP）独立成新城市，使柔佛州成為繼雪蘭莪和砂拉越之後馬來西亞第三個擁有兩座大城市的州屬。

## 地理

### 位置与地形

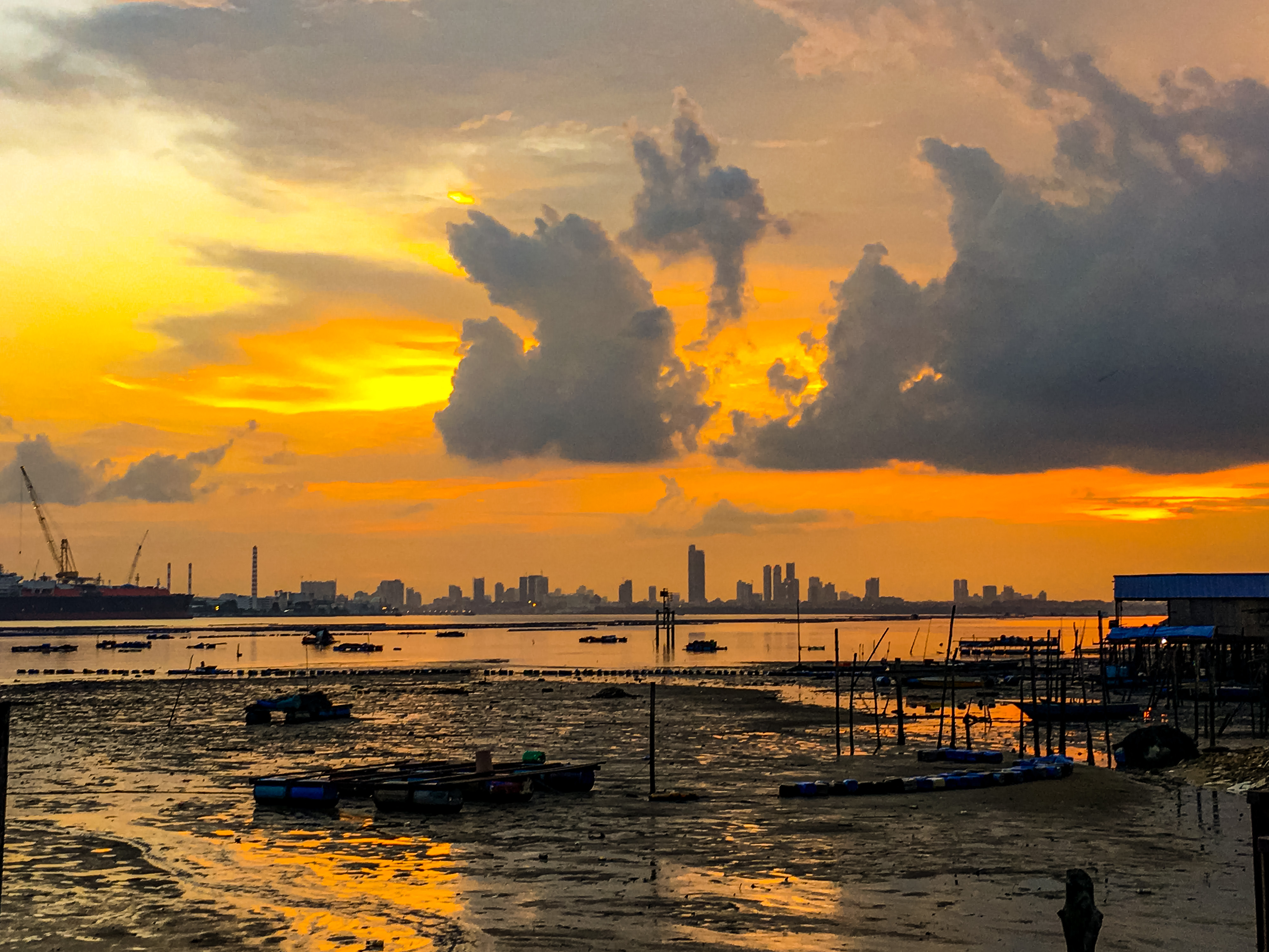
新山市为欧亚大陆最南端的城市，并与新加坡隔着柔佛海峡相望

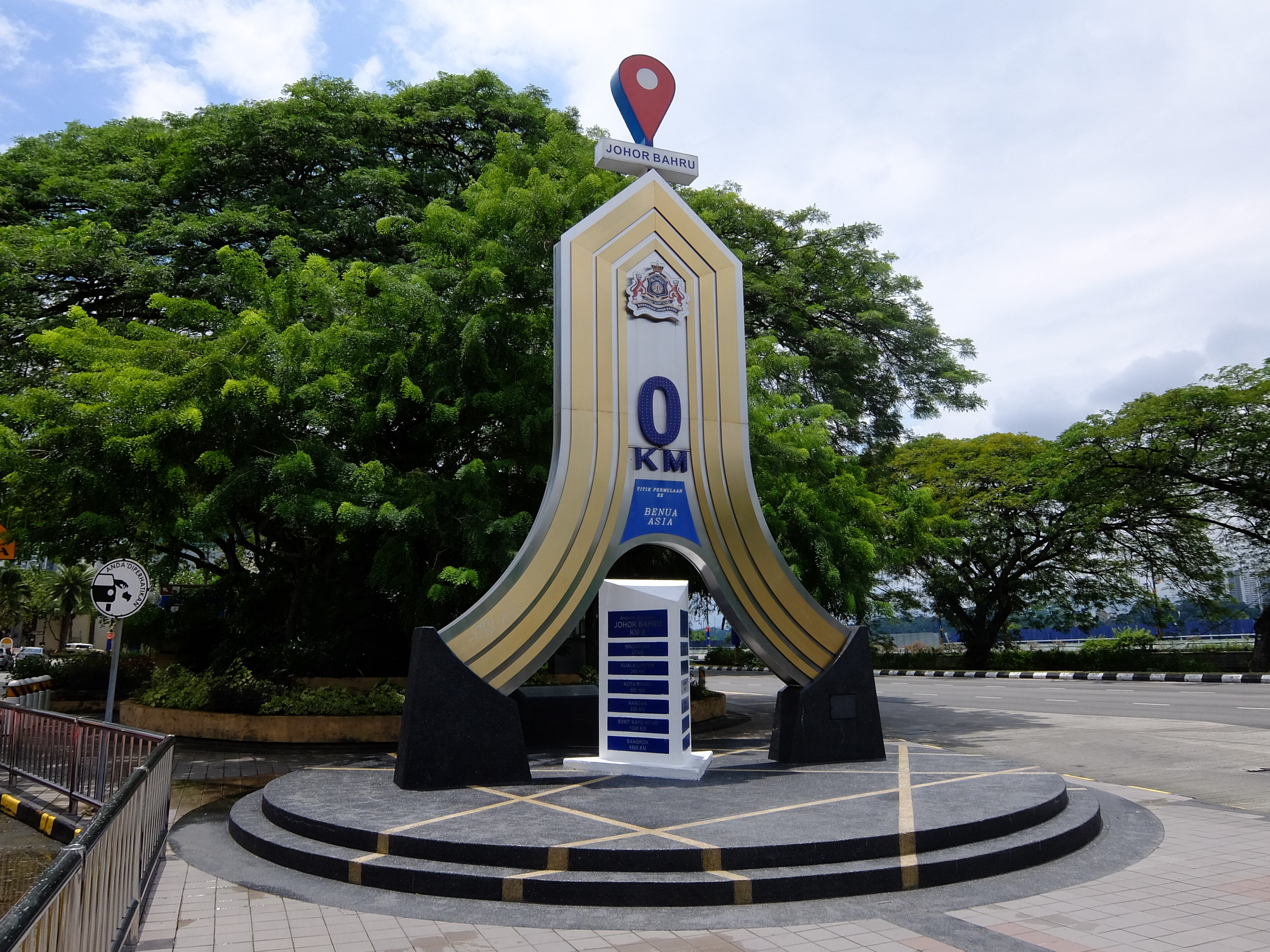
马来半岛零公里碑（Monument of Kilometre Zero Peninsular Malaysia）

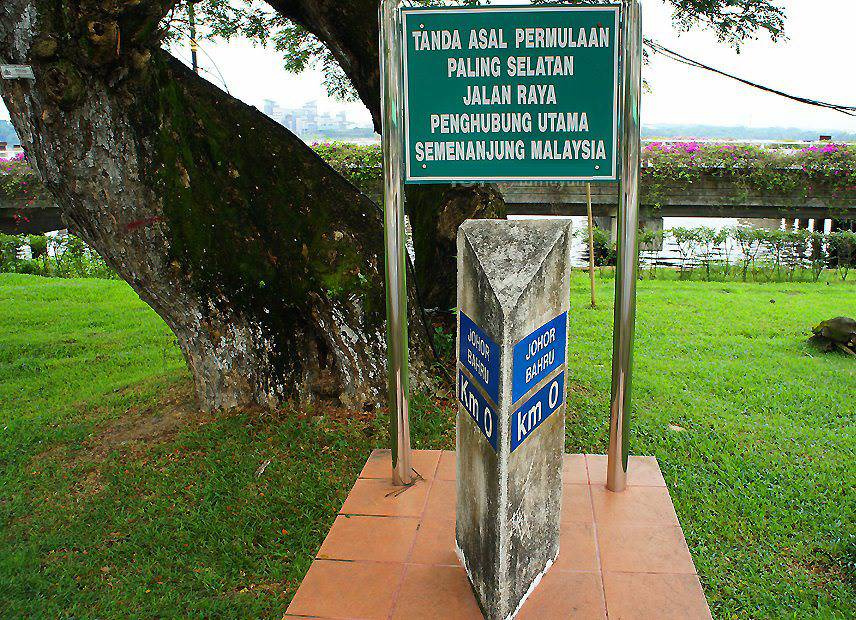
零公里碑原址（Original Monument of Kilometre Zero）象征欧亚大陆最南端

新山市是马来半岛乃至欧亚大陆最南边的城市，临近赤道，居北纬1°29′、东经103°44′，地处柔佛海峡北端，东、西、西北方分别与巴西古当、依斯干达公主城、古来等城市接壤，南方与新加坡隔海相望。该市海拔约32米，地势由北向南降低，地面波状起伏，平原和沼泽分布较广，河曲较多。2000年，新山的行政区面积从1933年原有的12.12平方（4.68平方英里）扩展至220平方（85平方英里），并在2015年进一步扩大至391.25平方（151.06平方英里）。

### 氣候

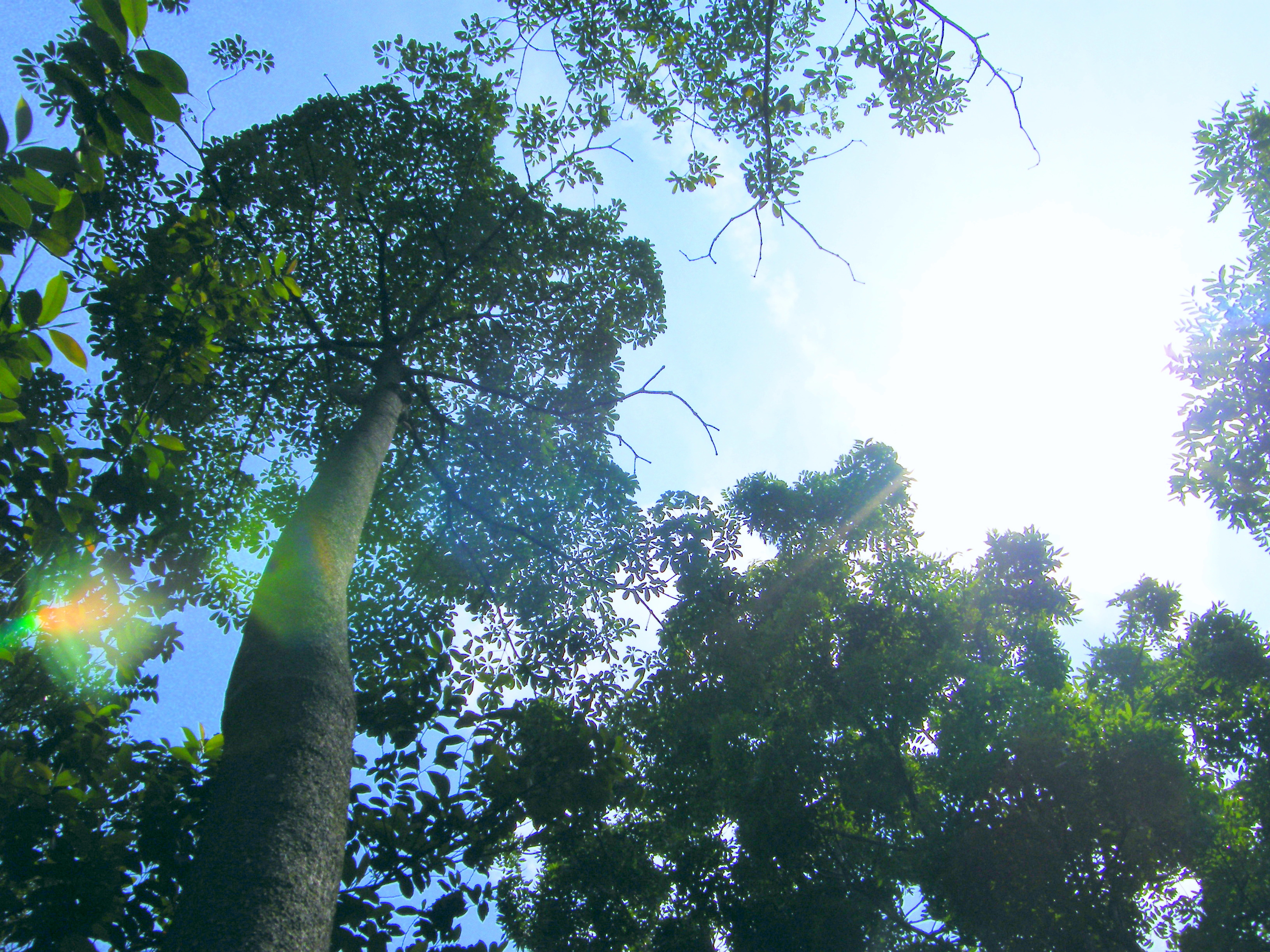
新山城市雨林（MBJB City Forest）属于热带雨林气候区

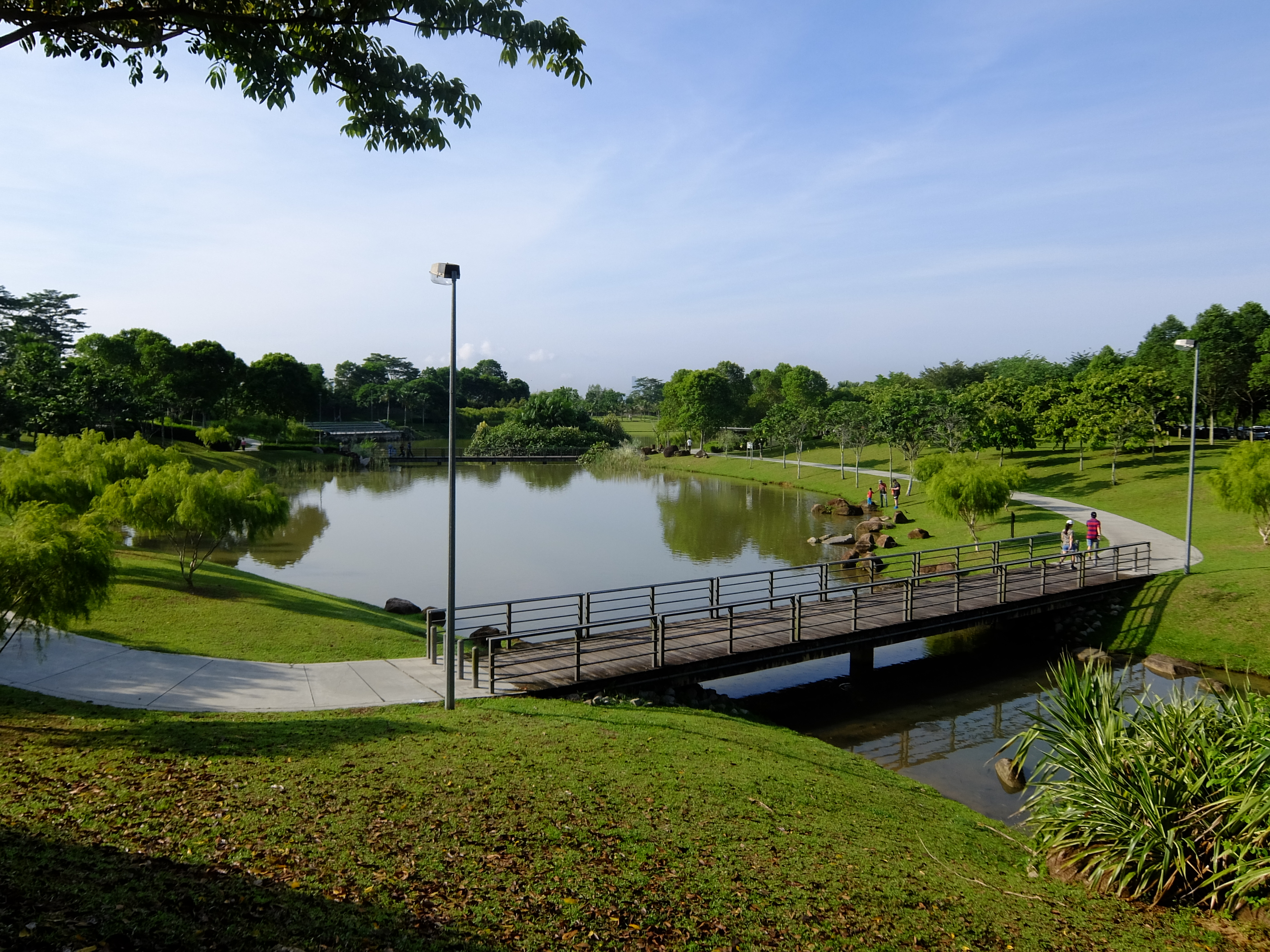
艺达高地公园（Adda Heights Park）

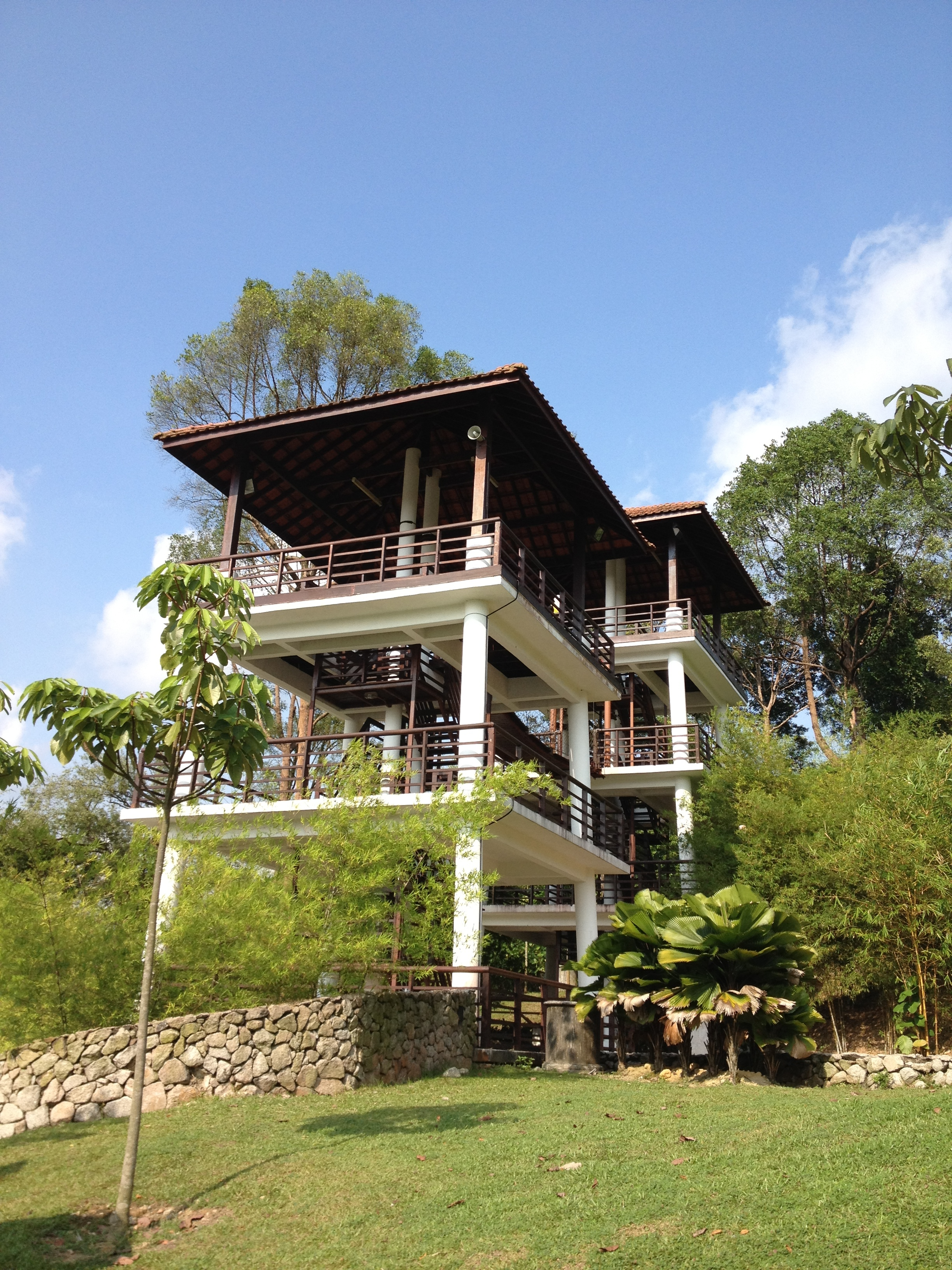
独立公园瞭望台（Taman Merdeka viewing tower）

新山气候属热带雨林气候中的赤道多雨气候，全年气温变化温和，日照充足，雨量充沛，湿度颇高。一年中全年平均高温达31.8 °C，其中以4月数据最高，平均为32.8℃；全年平均低温为22.5 °C，历史平均最低气温为1月21.9 °C。年降水量平均为2,355.5 mm，所记录平均降雨日于11月达最高记录，为数17天。新山於是十二月至翌年二月間吹拂東北季風，自東北方帶來強風及降雨；六月至八月間吹拂西南季風，則相對乾燥，其他月份風力較小。
| 新山（1974–2025）        | 新山（1974–2025） | 新山（1974–2025） | 新山（1974–2025） | 新山（1974–2025） | 新山（1974–2025） | 新山（1974–2025） | 新山（1974–2025） | 新山（1974–2025） | 新山（1974–2025） | 新山（1974–2025） | 新山（1974–2025） | 新山（1974–2025） | 新山（1974–2025） |
| 月份                     | 1月               | 2月               | 3月               | 4月               | 5月               | 6月               | 7月               | 8月               | 9月               | 10月              | 11月              | 12月              | 全年              |
| ------------------------ | ----------------- | ----------------- | ----------------- | ----------------- | ----------------- | ----------------- | ----------------- | ----------------- | ----------------- | ----------------- | ----------------- | ----------------- | ----------------- |
| 平均高温 °C（°F）        | 31.0 (87.8)       | 32.0 (89.6)       | 32.5 (90.5)       | 32.8 (91.0)       | 32.5 (90.5)       | 32.1 (89.8)       | 31.5 (88.7)       | 31.5 (88.7)       | 31.5 (88.7)       | 31.8 (89.2)       | 31.3 (88.3)       | 30.6 (87.1)       | 31.8 (89.2)       |
| 平均低温 °C（°F）        | 21.9 (71.4)       | 22.0 (71.6)       | 22.4 (72.3)       | 22.9 (73.2)       | 23.1 (73.6)       | 22.9 (73.2)       | 22.4 (72.3)       | 22.4 (72.3)       | 22.4 (72.3)       | 22.6 (72.7)       | 22.7 (72.9)       | 22.4 (72.3)       | 22.5 (72.5)       |
| 平均降雨量 mm（）        | 187.3 (7.37)      | 151.4 (5.96)      | 209.6 (8.25)      | 250.1 (9.85)      | 189.8 (7.47)      | 142.0 (5.59)      | 172.0 (6.77)      | 207.9 (8.19)      | 196.7 (7.74)      | 220.1 (8.67)      | 244.9 (9.64)      | 251.8 (9.91)      | 2,423.6 (95.42)   |
| 平均降雨天数（≥ 1.0 mm） | 12                | 11                | 13                | 16                | 17                | 13                | 14                | 13                | 13                | 16                | 17                | 15                | 171               |
| 来源：世界气象组织       |                   |                   |                   |                   |                   |                   |                   |                   |                   |                   |                   |                   |                   |

### 水文

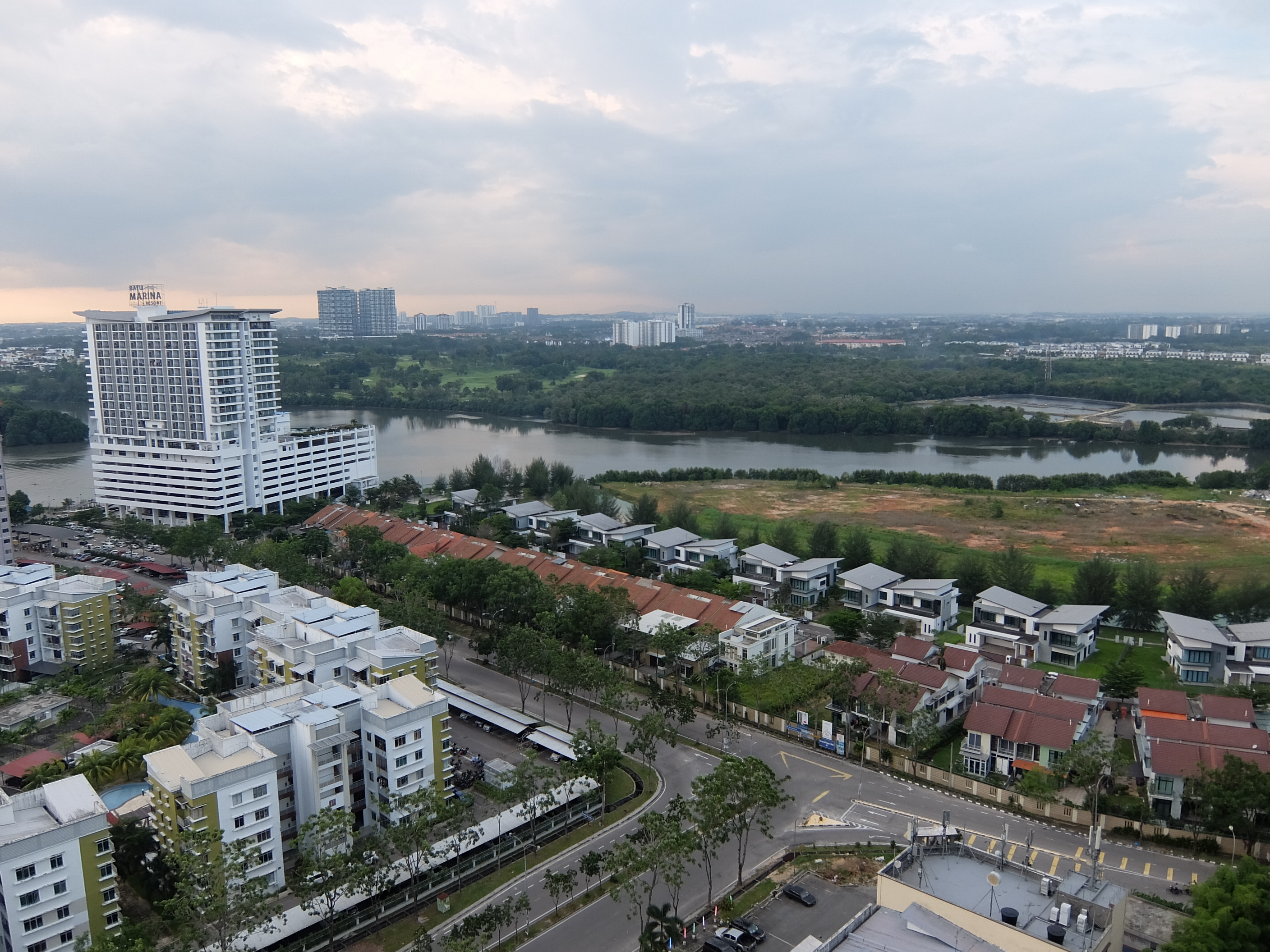
新山地不佬河

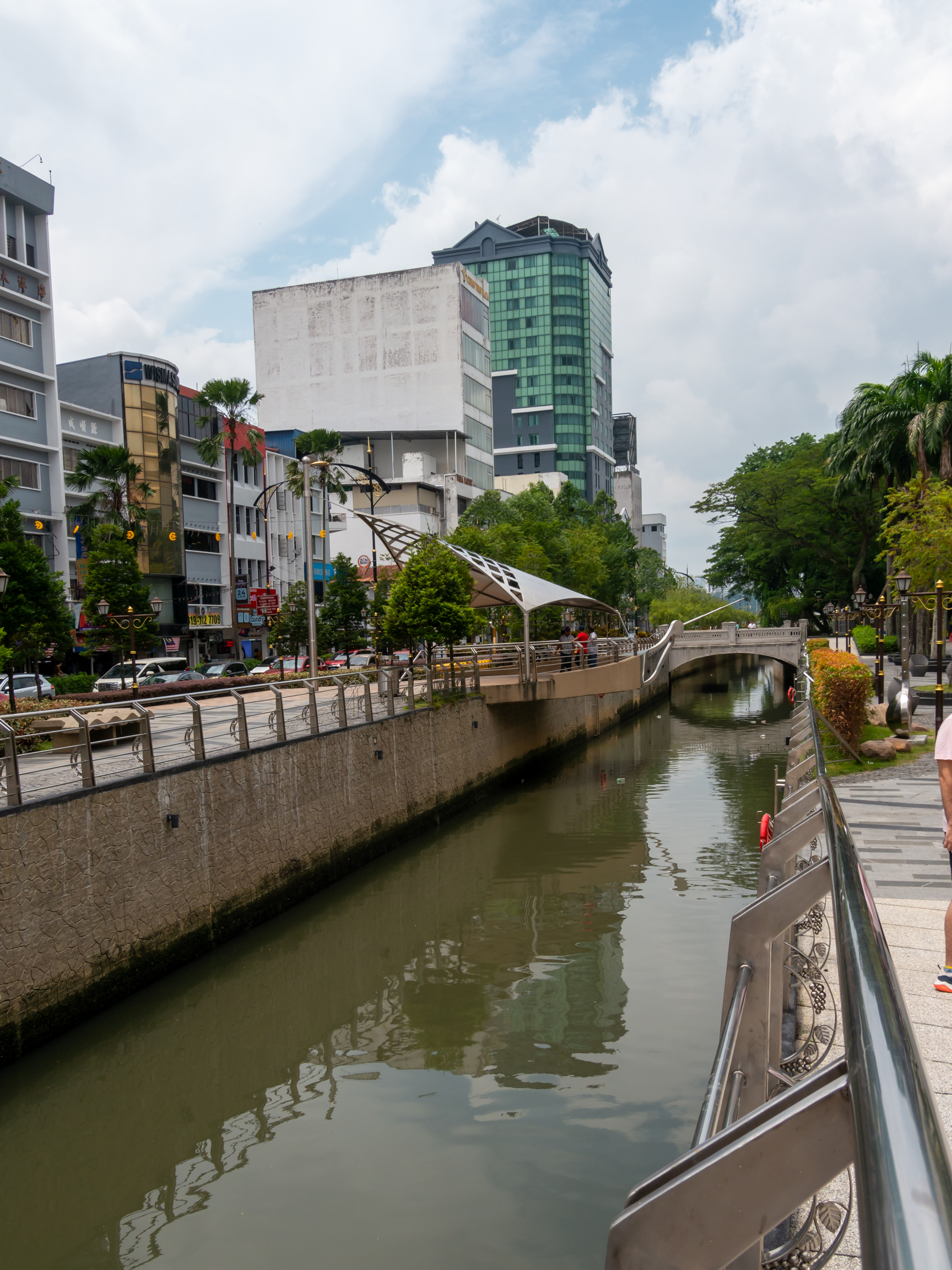
新山纱玉河

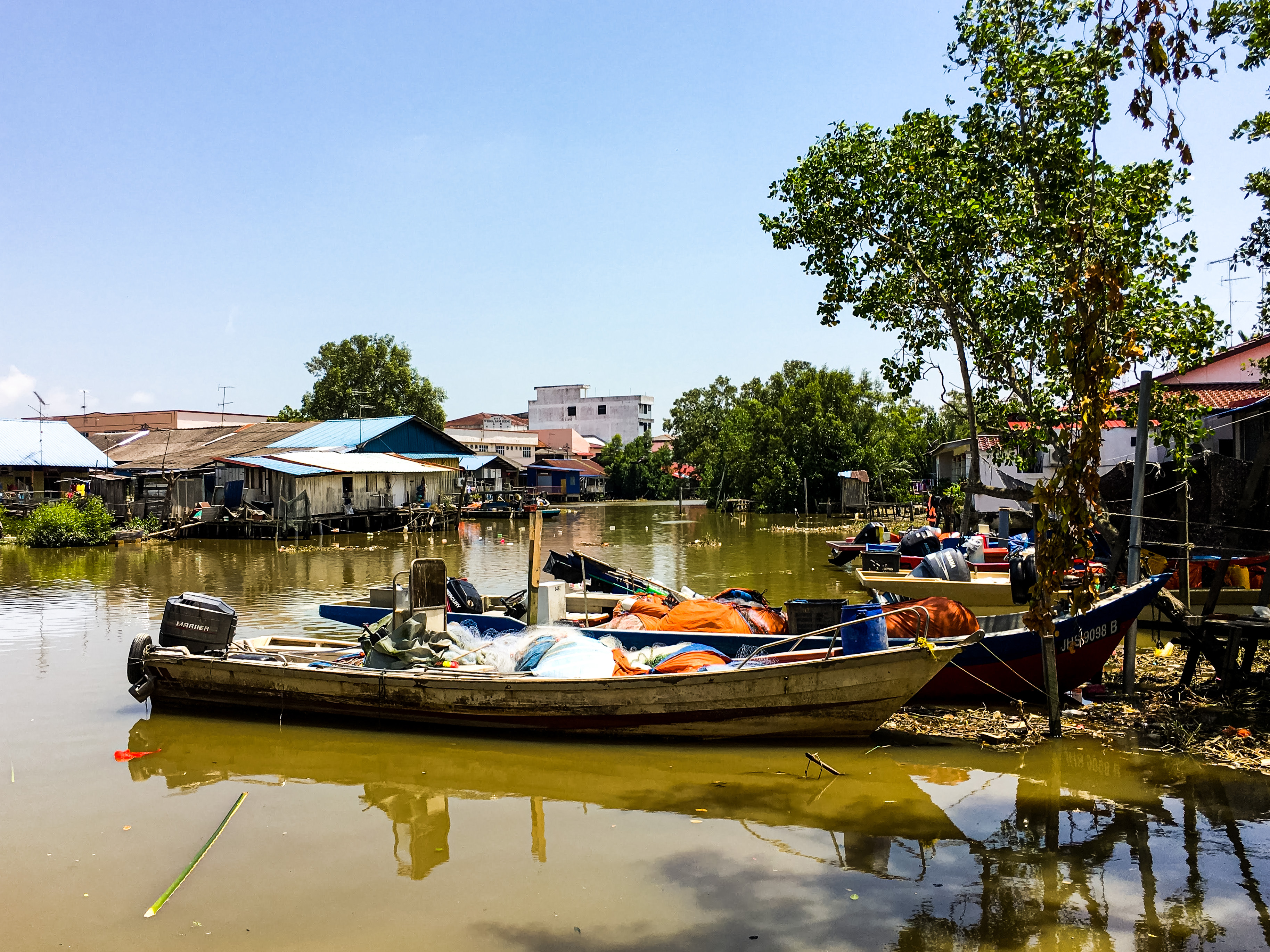
新山的渔村，主要以渔业为经济来源

新山市主要河川有西面的士姑来河、东面的地不佬河和市中心的纱玉河等，两河之间的平地即为新山市中心所在地。而获悉近年新山的河流水质受到污染，柔佛州政府也已拨款1亿令吉用以整治市内12条河流。新山水资源普遍依赖埔来山的埔来水库，并通过埔来山滤水站供应予在地居民。

## 政治

### 行政区划

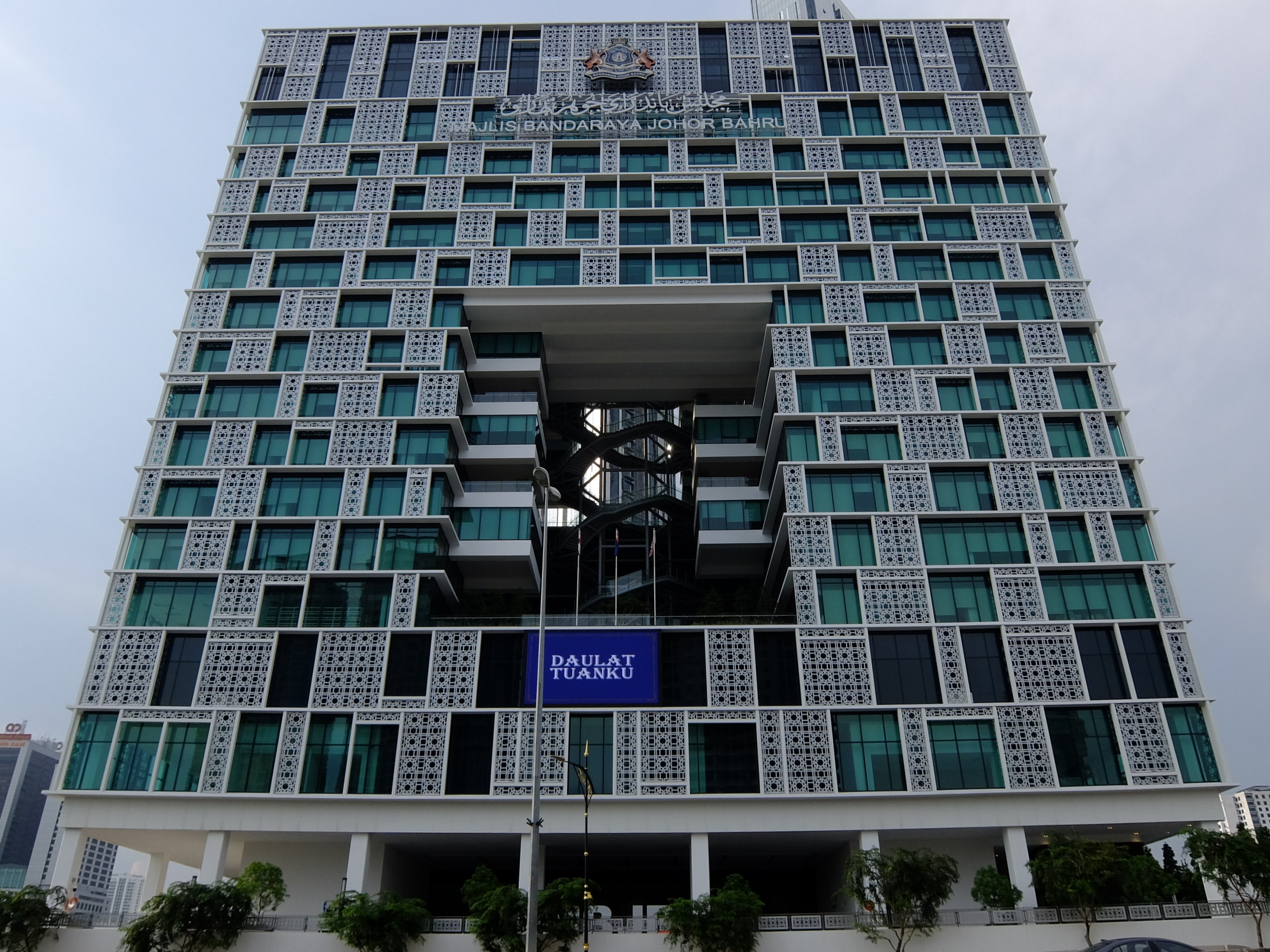
新山市政厅

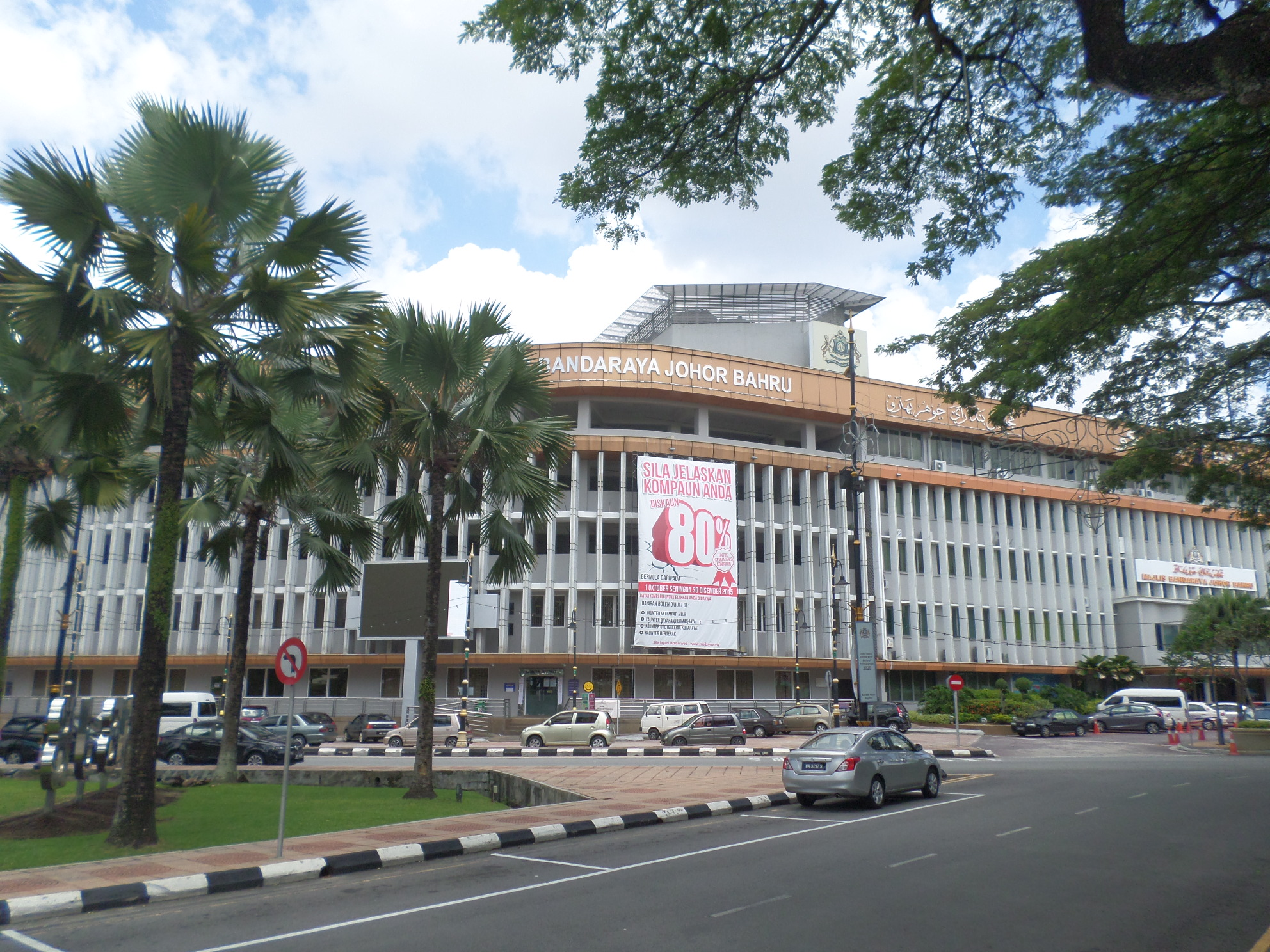
新山旧市政厅

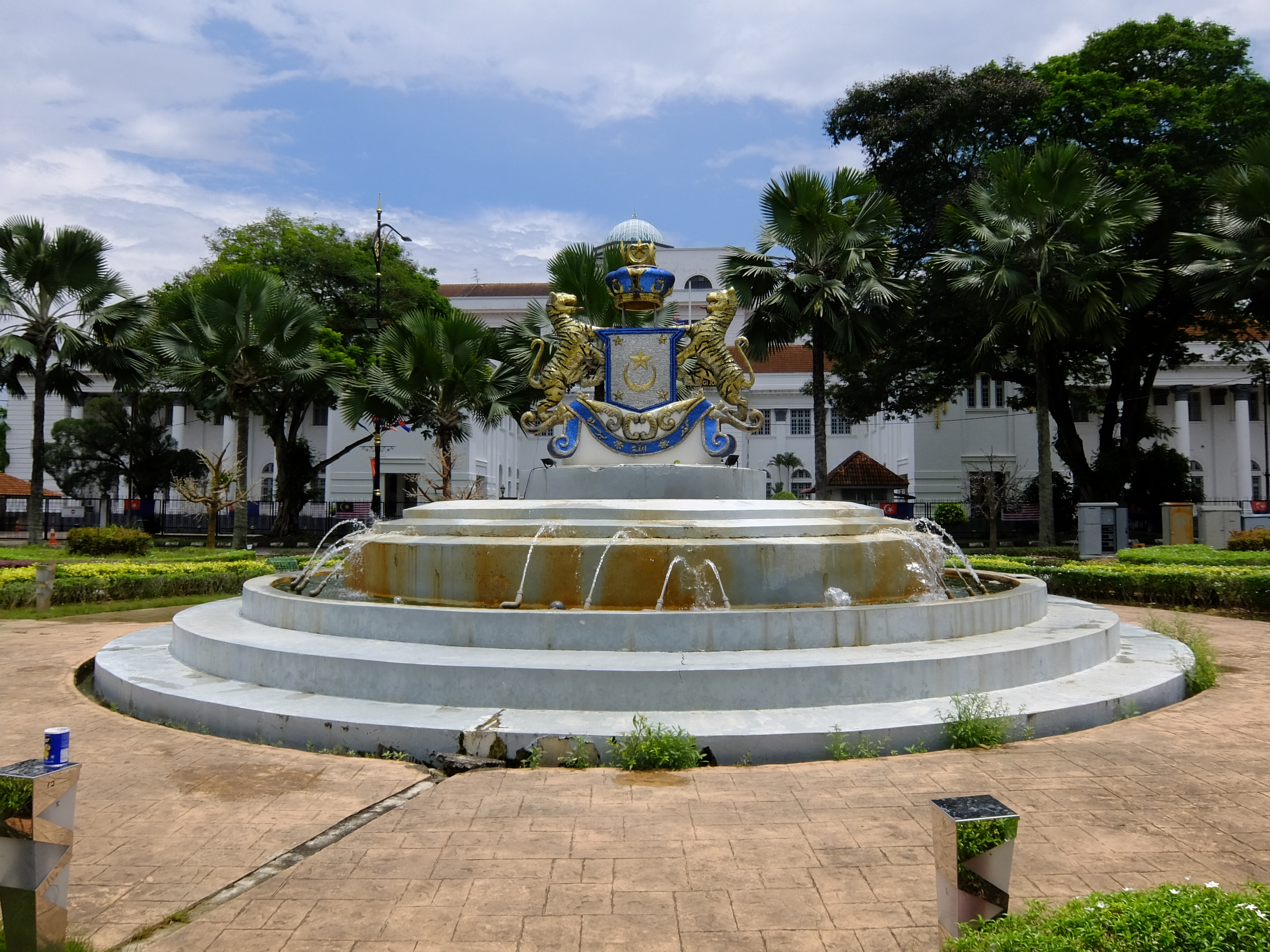
VOA纪念碑

新山都市圈主要涵盖几个地方政府。而新山县下辖的三个地方政府分别是新山市政厅、依斯干达公主城市政厅和巴西古当市政厅。其他两个地方政府分别为古来县的古来市议会和笨珍县议会。
新山市政厅于1994年1月1日创立，主要管理新山市区，下分市中心、陈厝港（Kangkar Tebrau）、地不佬、甘拔士、拉庆、马芝迪（Majidee）、顺利花园（Maju Jaya）、茂奥斯汀、班兰、巴西柏兰宜、柏兰宜（彩虹花园）、百万镇、岭顶、淡杯、南滨北（Tasek Utara）15个地方政府行政区域。

### 法院和法律执行

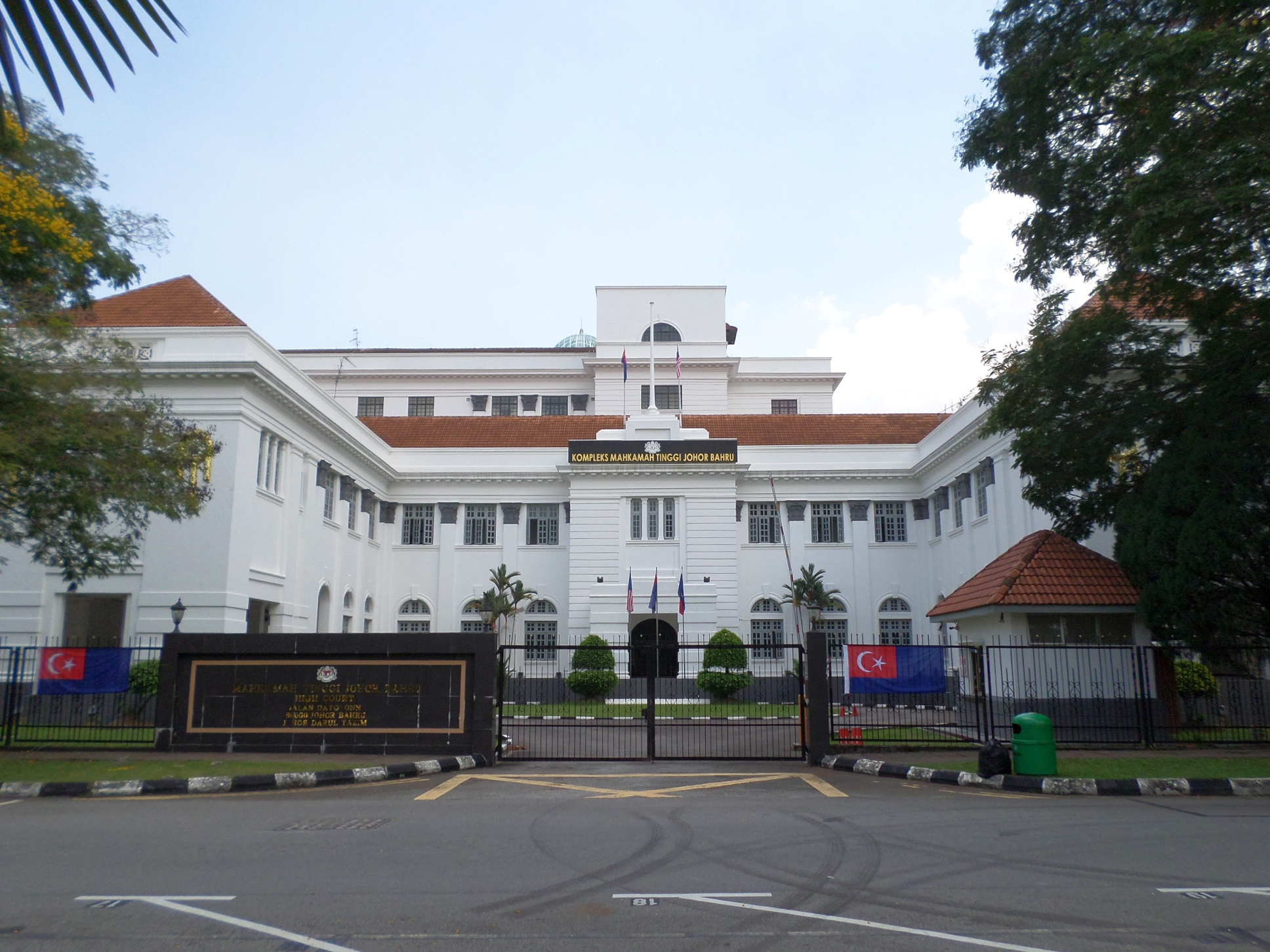
新山市高等法院

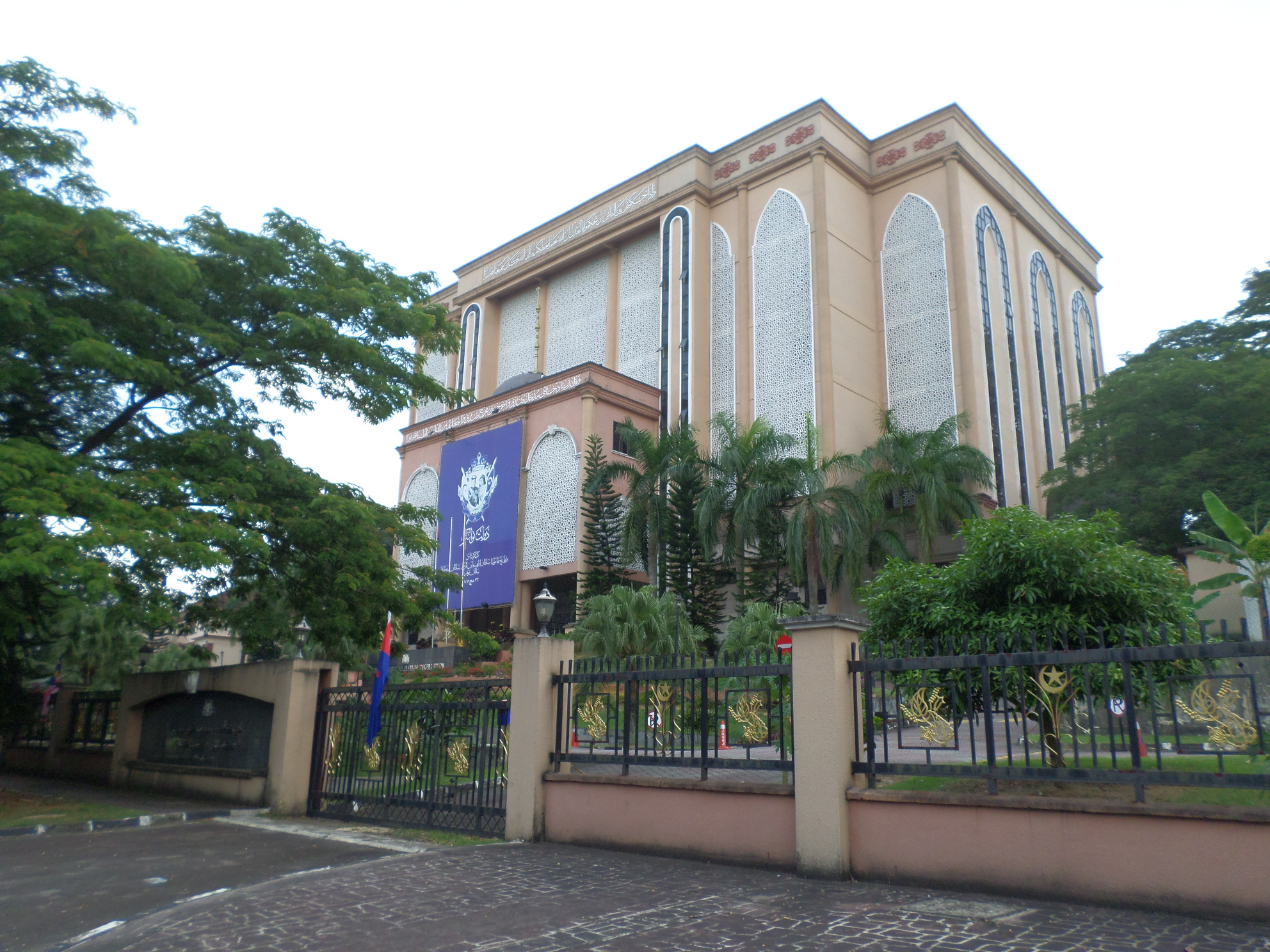
柔佛州伊斯兰法院

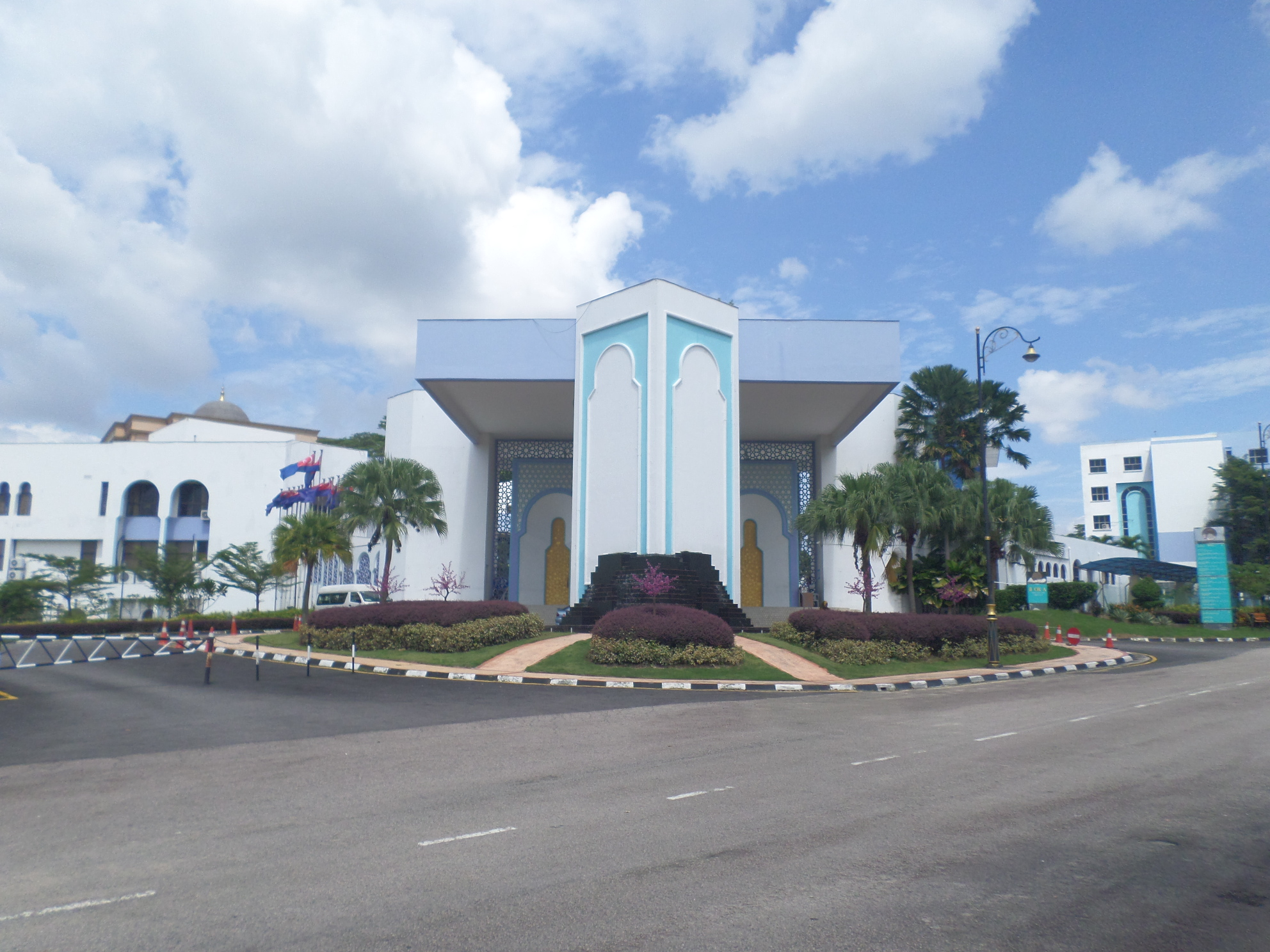
柔佛州伊斯兰中心

新山市高等法院位于拿督翁路（Jalan Dato' Onn）。届会和地方法院位于亚逸莫勒路（Jalan Ayer Molek），而伊斯兰教法的另一个法院位于阿布峇卡路（Jalan Abu Bakar）。

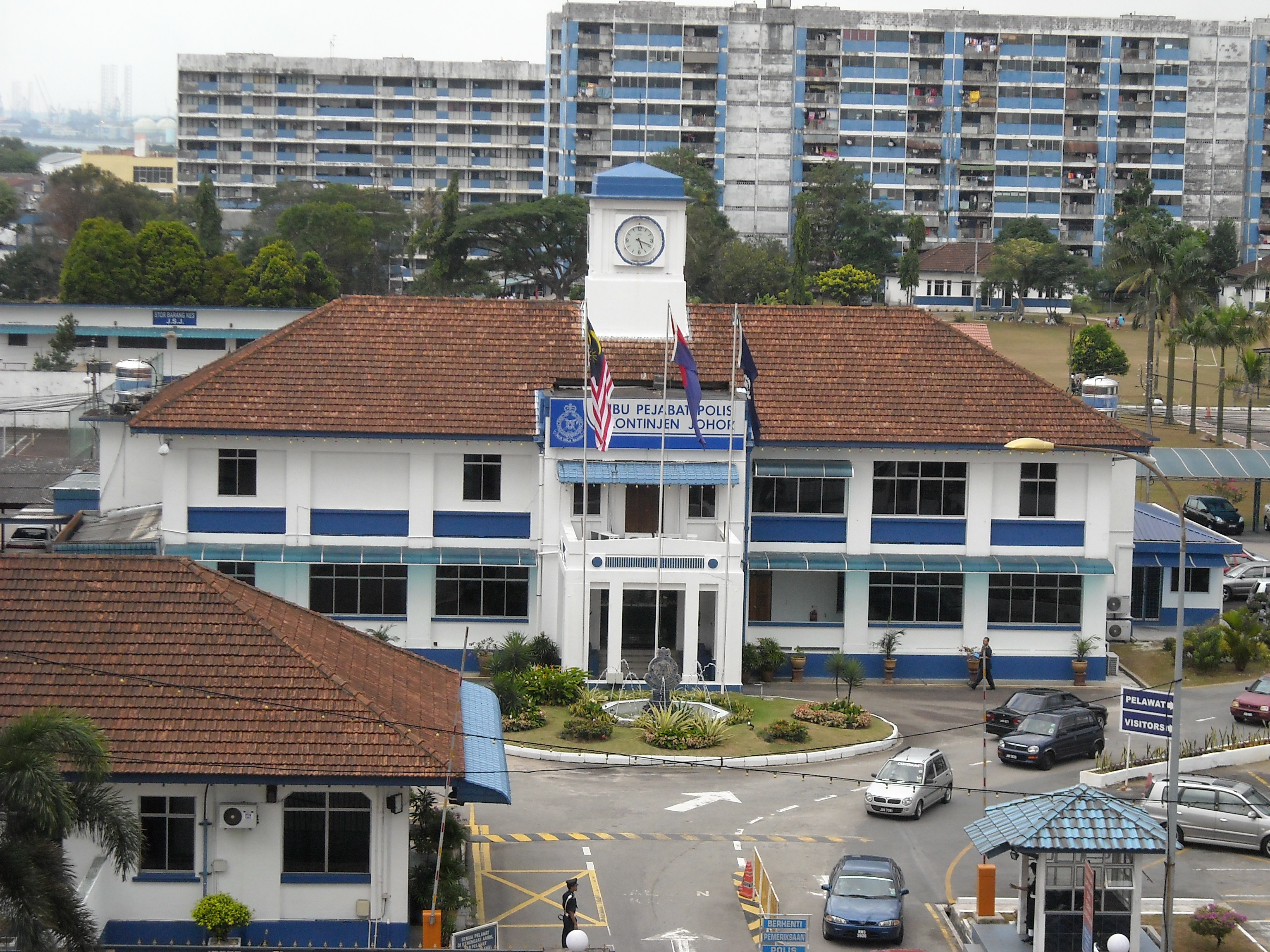
柔州警局总部

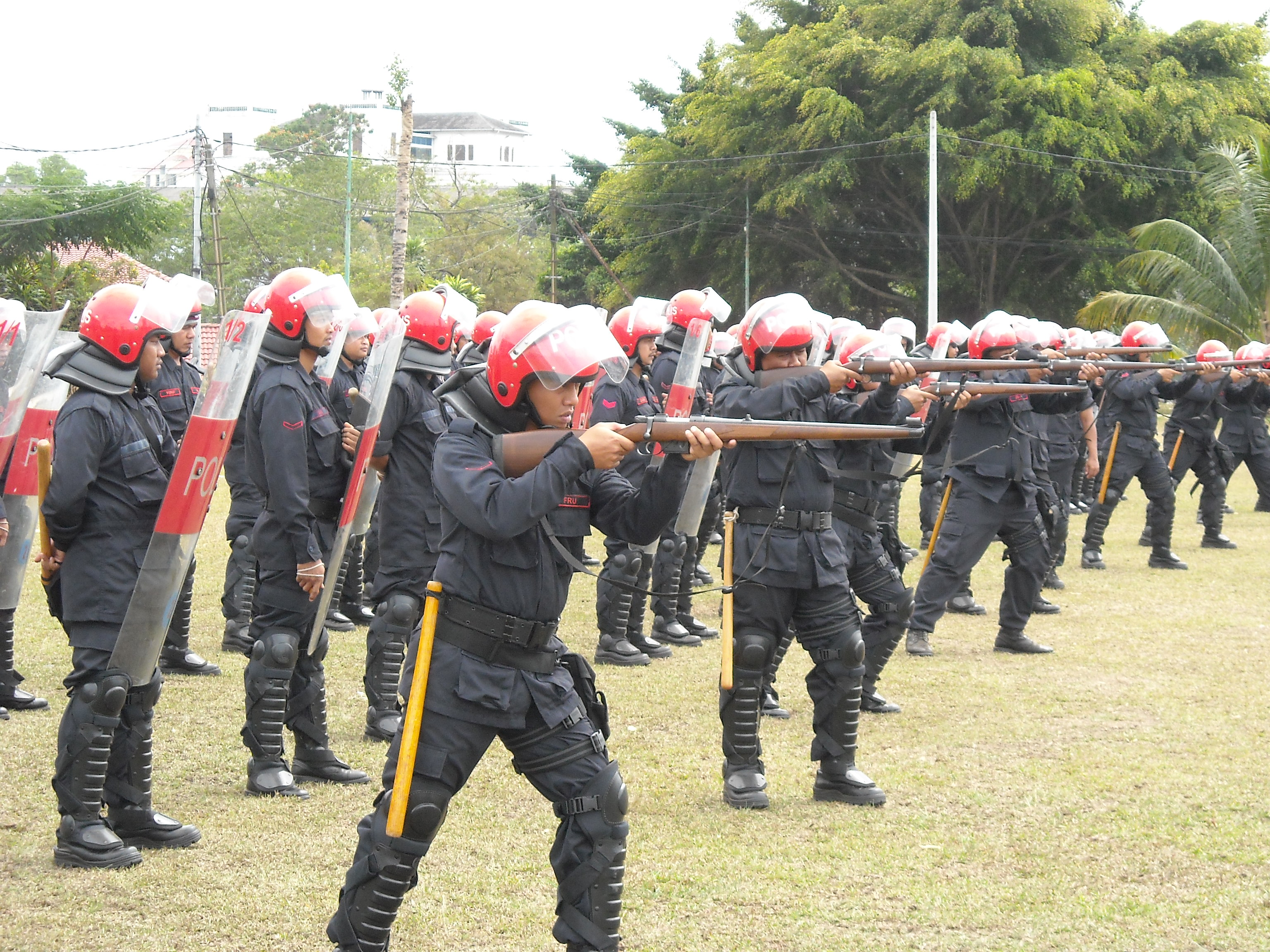
联邦后备部队

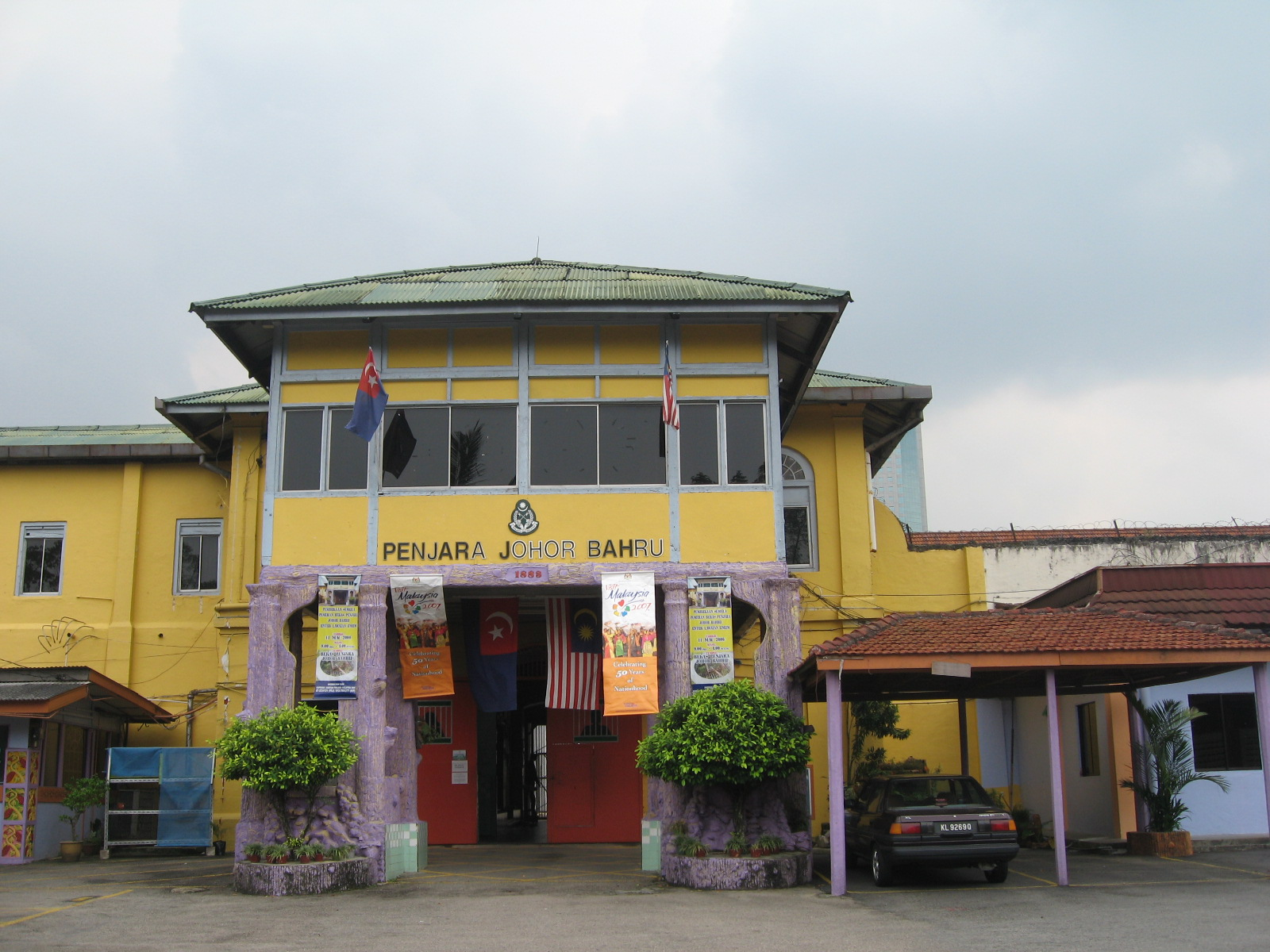
新山监狱

柔佛州特遣队总部位于地不佬路（Jalan Terbau）。柔佛州新山市南部地区警察总部，也作为警察局，位于市中心的梅德鲁姆街（Jalan Meldrum）。新山南部地区交通警察总部是沿着地不佬路的一个独立实体，靠近市中心。新山北部地区警察总部和北部地区交通警察总部位于士姑来，距离市中心以北约20公里。在柔佛州新山地区，大约有11个警察局和7个派出所（Pondok Polis）。柔佛州新山监狱位于亚逸莫勒路沿线的城市，但在2005年12月运作了122年后被关闭，其职能移交给了距柔佛州新山约110公里的居銮一个扩大的监狱。与马来西亚其他地区一样，该市大多数警察局都设有其他临时禁闭室或牢房。

## 经济

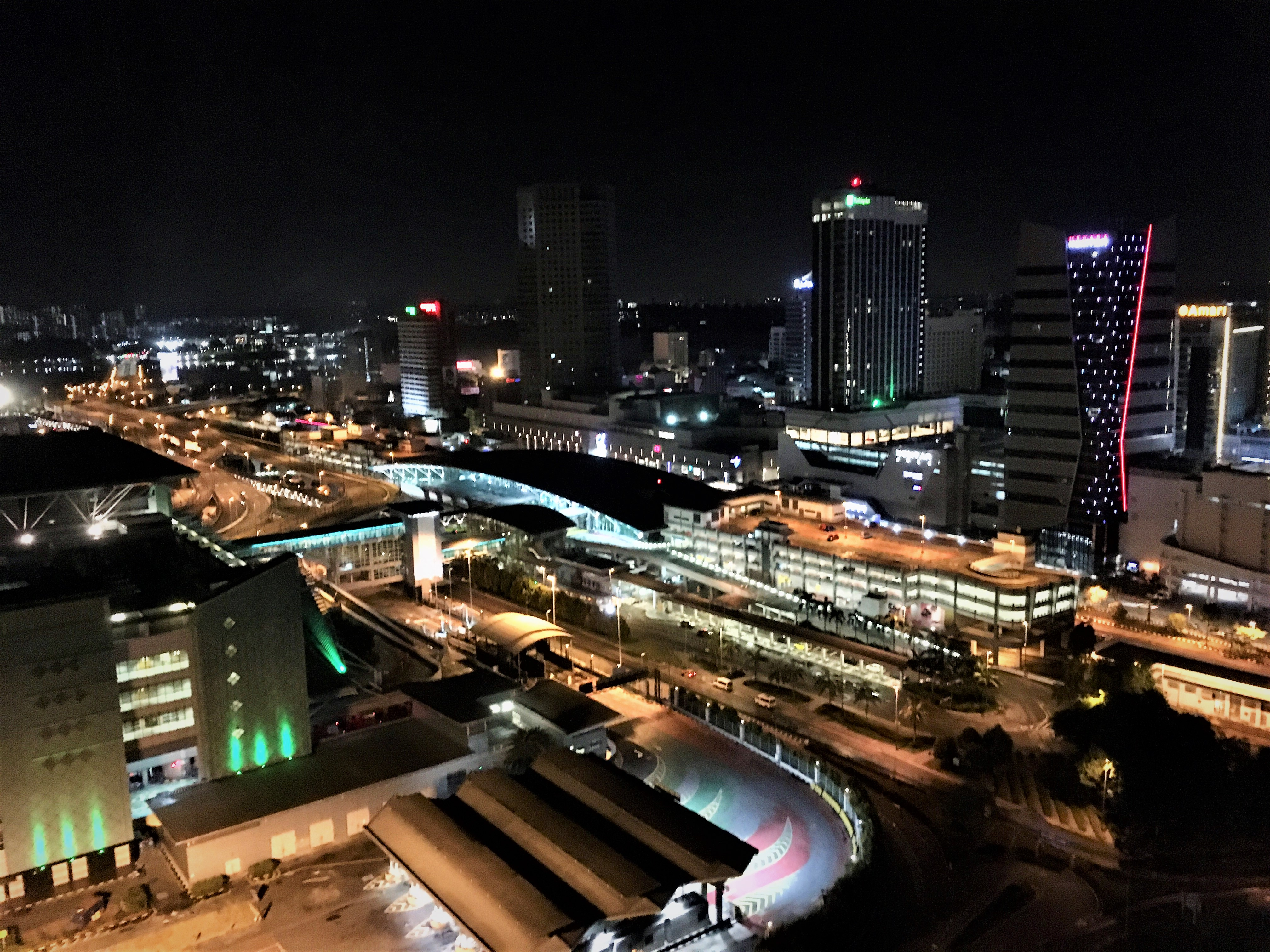
新山市中心、苏丹依斯干达关税局大厦和新山中央车站

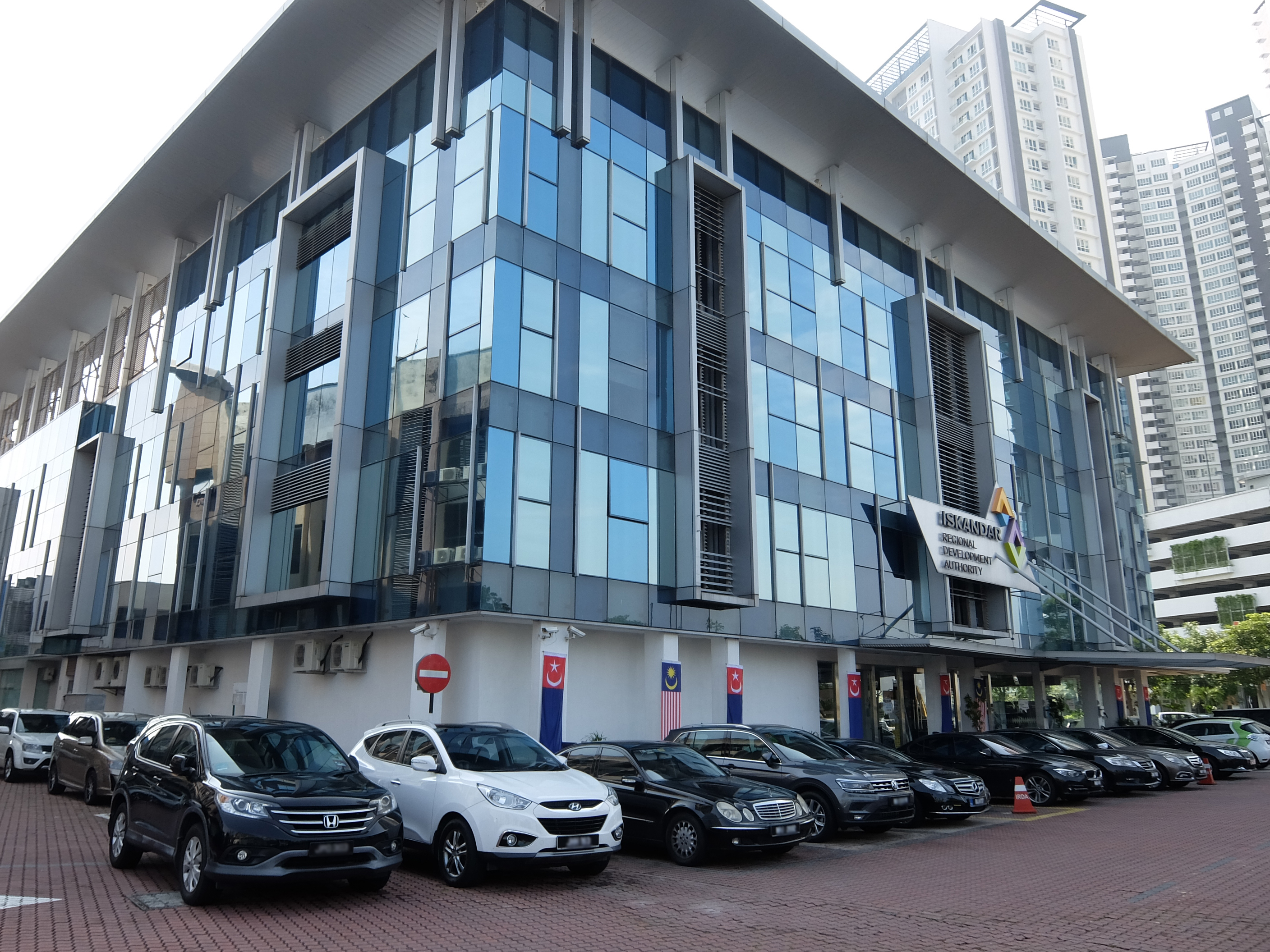
依斯干达区域发展局（Iskandar Regional Development Authority）

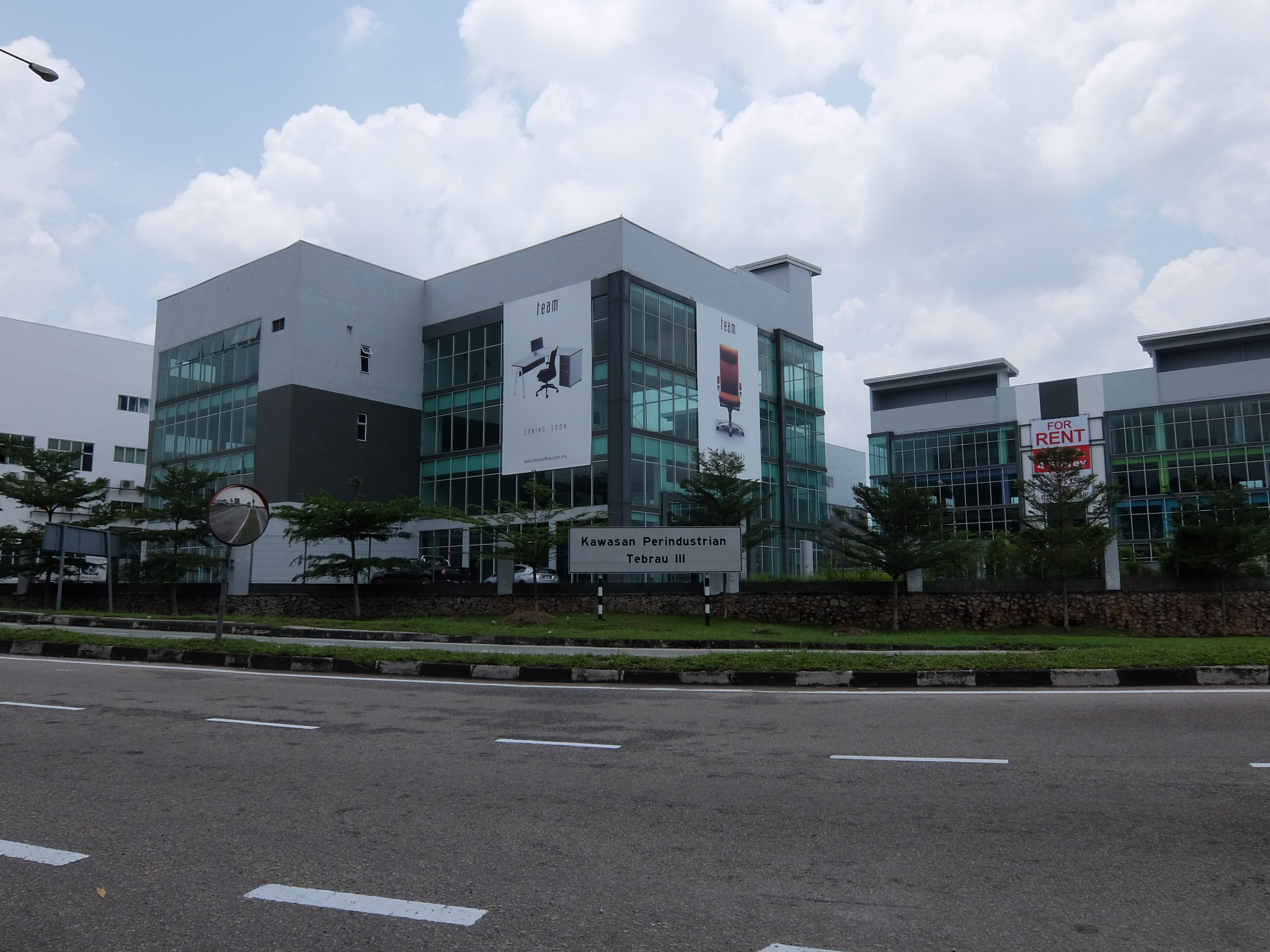
位于地不佬区的工业园（Tebrau III Industrial Area）

新山位于印度尼西亚－马来西亚－新加坡三角区内，是重要的工业、运输与商业城市，城市化率达93%，全国排名第二，仅次于首都吉隆坡。此外，新山也有马来西亚经济重镇之称，其对于马来西亚的经济贡献也是全国第二高的（以城市来排名）。新山的经济发展主要集中在第三产业，每年有数以千计来自印尼、新加坡与其他国家的游客到此游览，主要经济活动包括金融、商业零售、艺术文化、医疗保健、旅游、塑料制造业、电器、食品加工等行业。新山隔岸为邻国新加坡，两地关系密切，称作「新新关系」。许多新加坡公民经常到访新山甚至常居此处，在该市发展投资与贸易，为新山大量引入新加坡元外汇市场，促进了零售业的发展。
自九十年代起，由于新币兑马币的汇率持续走高，同样工作资历的条件下在新加坡可以得到更高的薪金，导致大批马来西亚公民选择在新加坡工作。据估计，大约有30万左右的马来西亚公民在新加坡工作，其中每日往返两地的大马公民高达约15万名，因此两地的关卡在上班时间特别拥挤。
2014年，柔佛调整周休日为周五与周六，以方便穆斯林朝拜。这项举措促进了当地的旅游业，许多外国和其他州属的人也因周休不同而前往旅游观光。新山也是马来西亚与亚洲主要的会议及会展中心之一，其中新山国际会展中心常举办大型的展销活动。此外，新山也是马来西亚首座奉行低碳经济的城市。

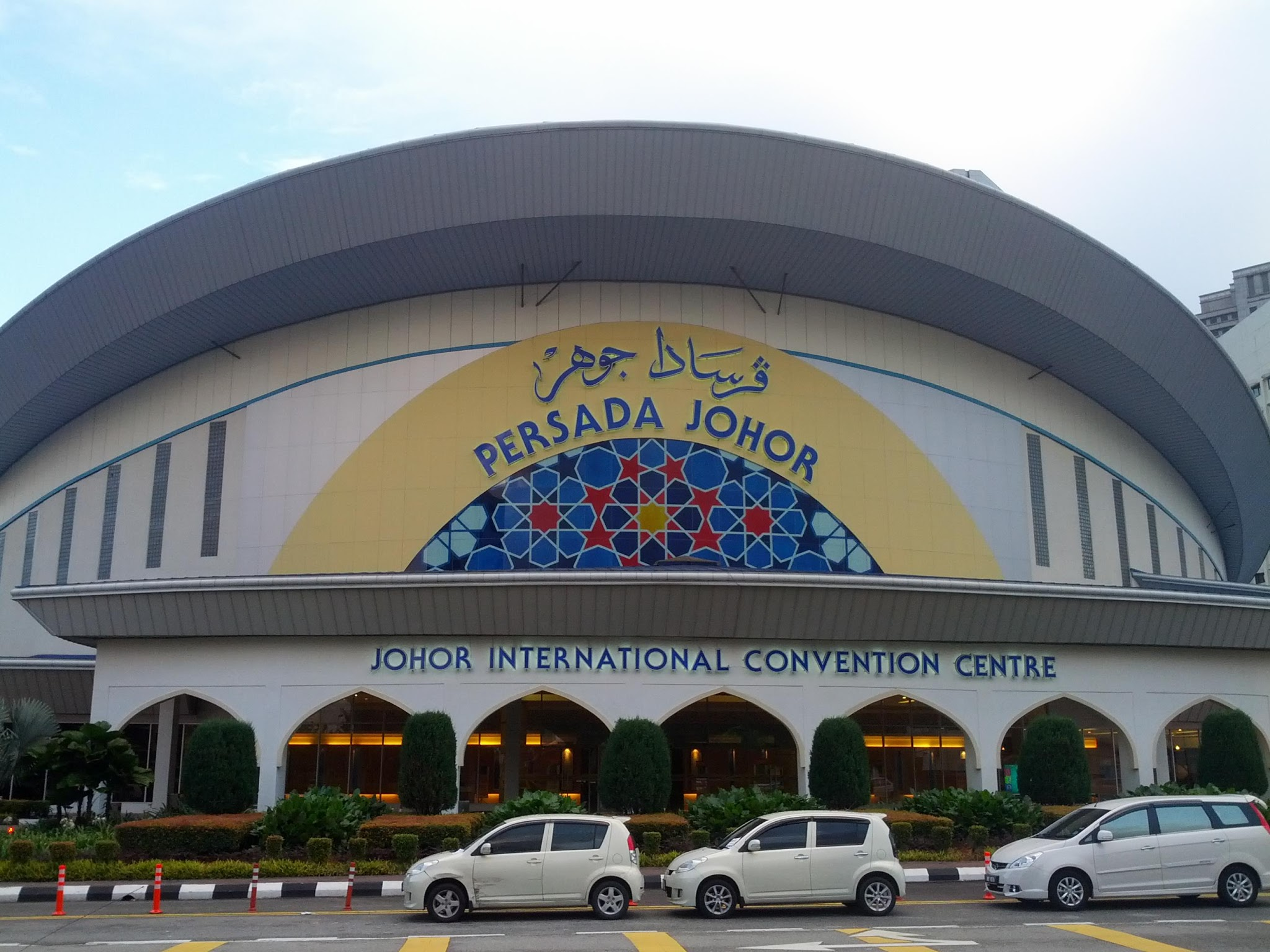
新山国际会展中心（Persada Johor International Convention Centre）

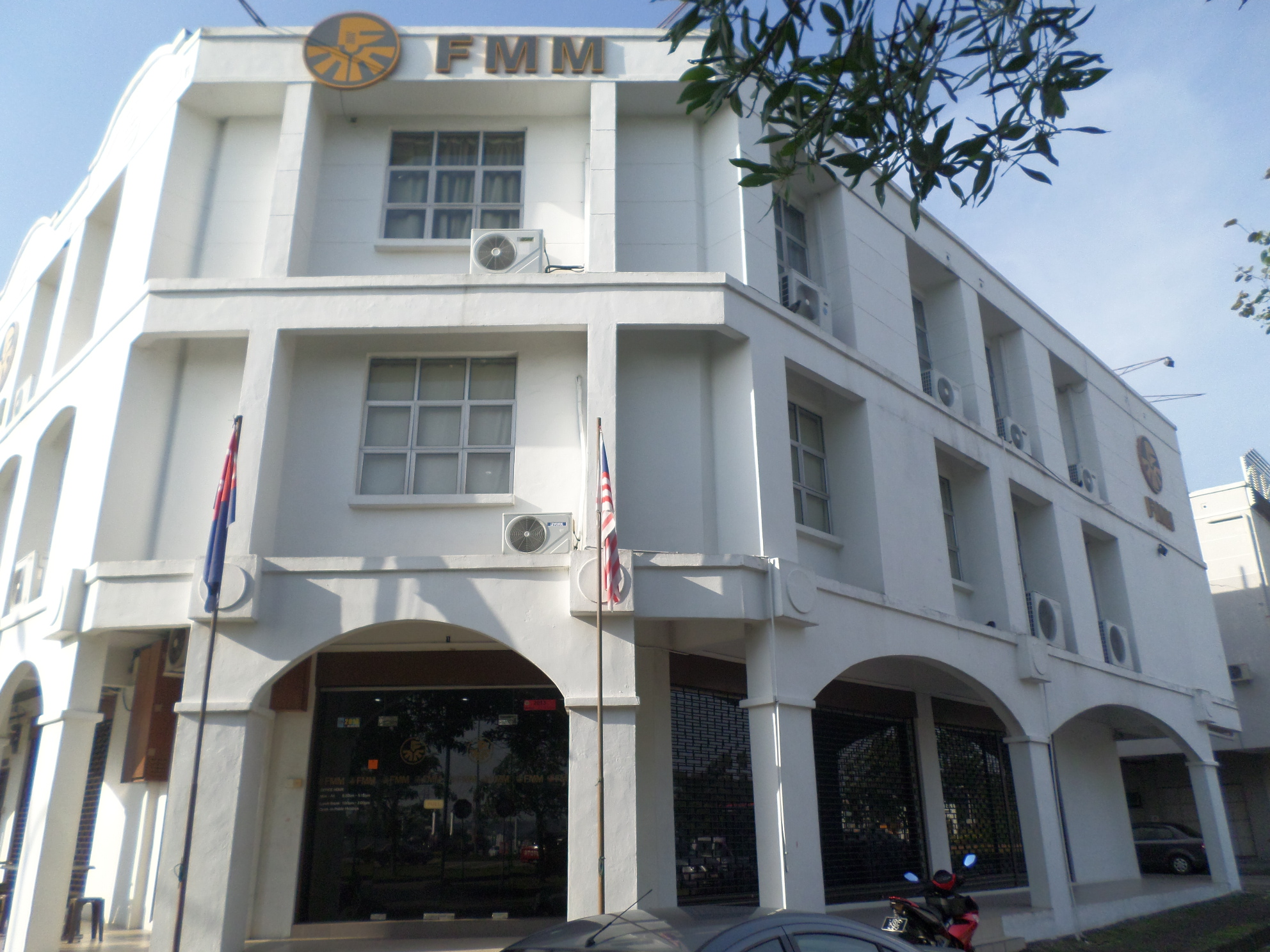
柔佛马制造商联会（Federation of Malaysian Manufactures in Johor）

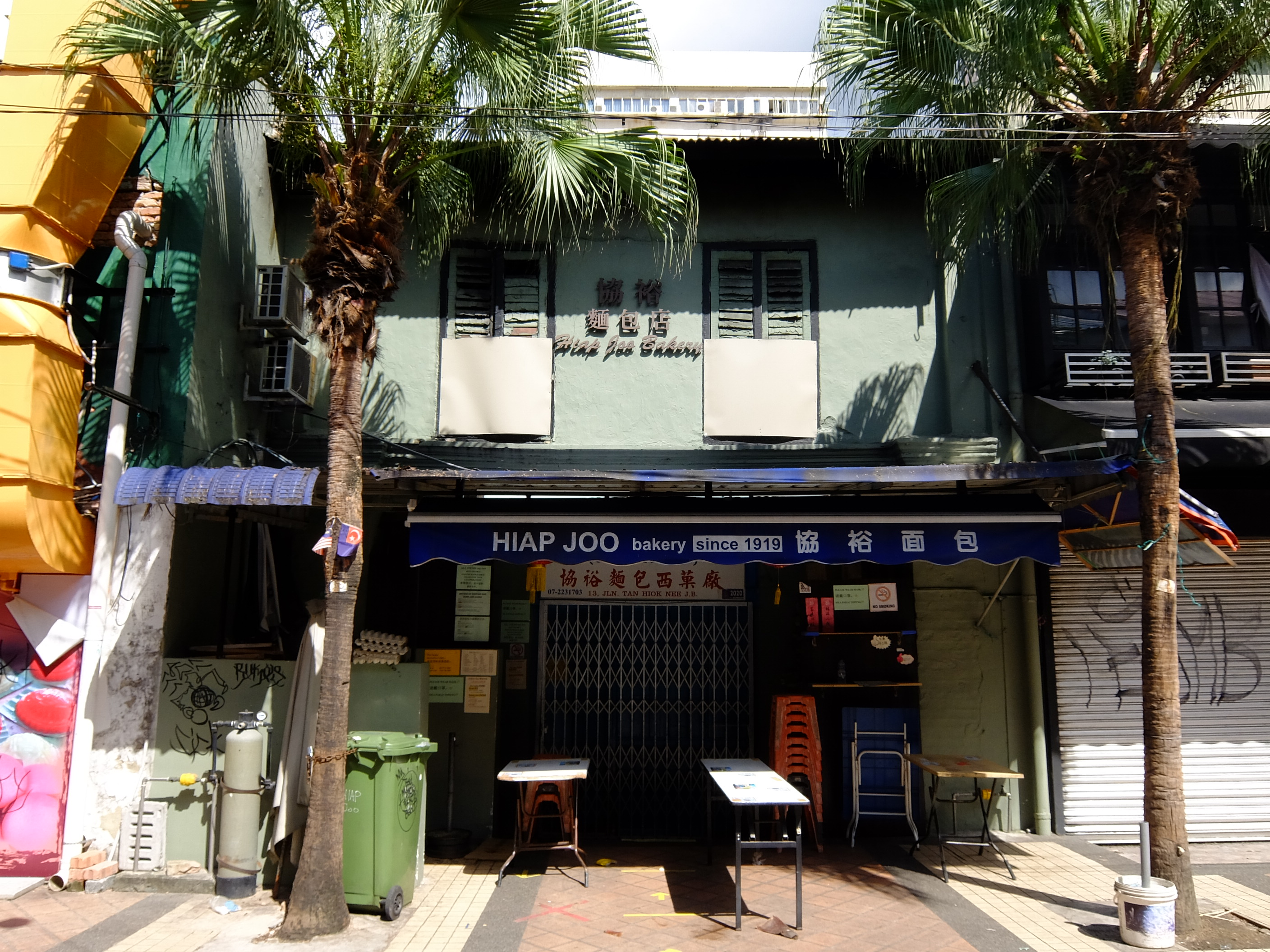
協裕麵包西菓廠（Hiap Joo Bakery）,开业于1919年

新山都市圈主要的重型工业区位于东边的巴西古当和丹绒浪沙，中小型工业区主要集中于地不佬、淡杯、士乃、士姑来、古来等地。在海运方面，新山都市圈共有二个运营海港，分别为巴西古当港和丹戎帕拉帕斯港，两港也设有主要作电子、资源与石油化学的精炼厂和造船用途的工业区。新山亦吸引众多外资入驻设立厂房，多来自新加坡和中国，其他国家如美国、西班牙等均在此地设厂。
新山的老字号企业迄今仍犹存，其中开业于1919年的協裕麵包西菓廠，位于陈旭年街，以手工制作与炭火燒烤闻名。创立於1953年的福公司，原是位于兆南街的小店铺，现扩展为遍布马来西亚各地的著名轮胎店，是新山企业界的龙头之一。永健集团（三脚标），创立于1937年，其著名产品为三脚标清热水，产品亦外销至新加坡与印尼等邻国。

## 人口
2020年马来西亚人口普查显示，大新山都市圈的人口为1,711,191，仅次于大吉隆坡都市圈，是马来西亚第二大都市圈。
| 2020年新山市人口普查 | 2020年新山市人口普查 | 2020年新山市人口普查 |
| 种族                 | 人口                 | 百分比               |
| -------------------- | -------------------- | -------------------- |
| 马来人               | 362,204              | 42.21%               |
| 土著（不含马来人）   | 12,413               | 1.45%                |
| 华人                 | 351,599              | 40.97%               |
| 印度人               | 64,693               | 7.54%                |
| 其他                 | 4,952                | 0.58%                |
| 非马来西亚公民       | 62,257               | 7.25%                |
| 总计                 | 858,118              | 100.00%              |

新山的华人主要是从19世纪时从中国南下移民到新山后便在此地定居。潮州人是新山华人最大的族群，占当地35-40%的华人人口总数。来自福建南部的閩南人则有20-25%。廣府人、客家人及海南人各占10-15%。

### 语言

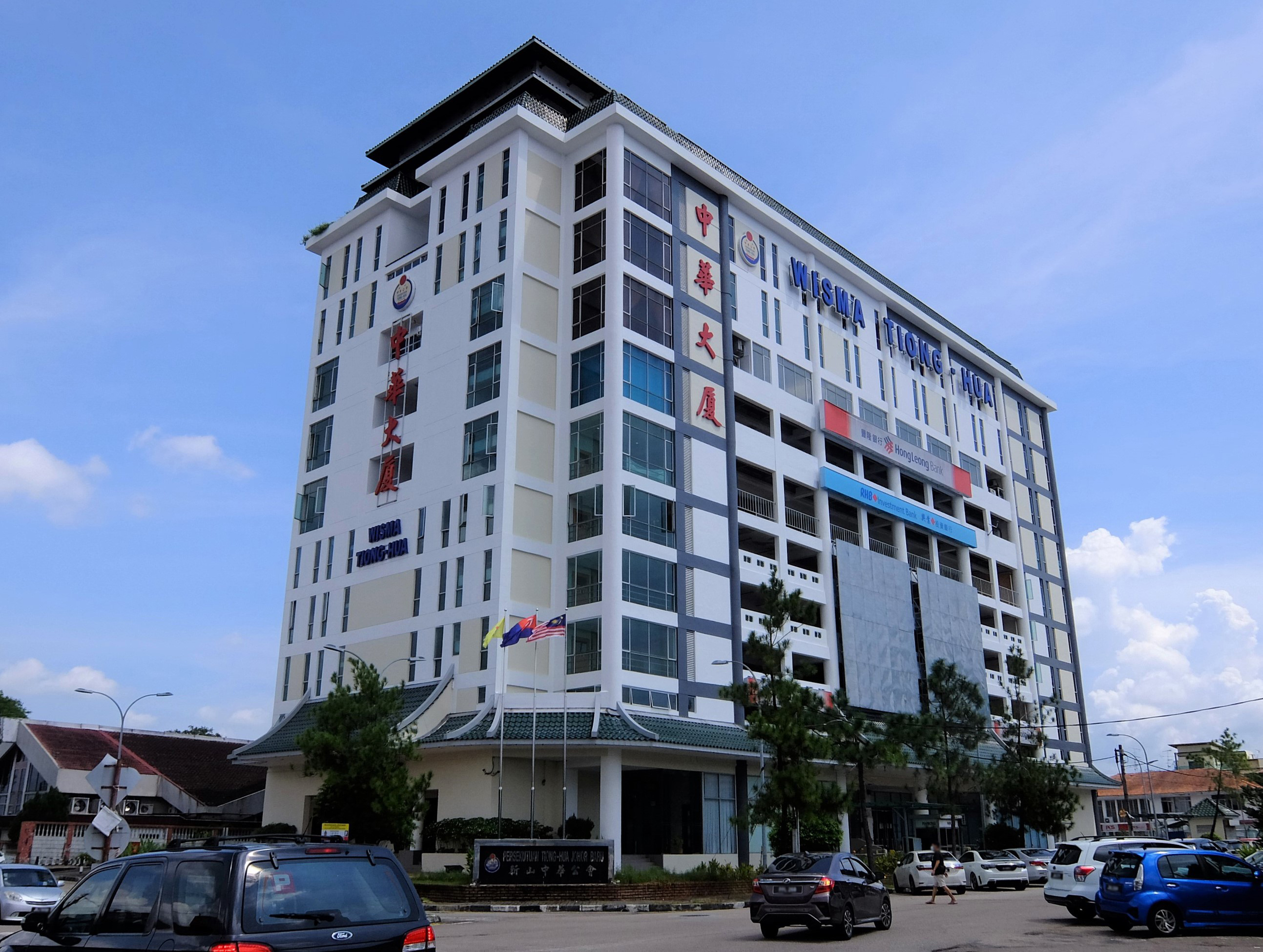
新山中华大厦

如同其他马来西亚城市，马来人主要使用马来语，华人则使用马来西亚式华语，主要方言有福建话和潮州話。印度人通用在印度南部流行的淡米尔语，也有些许使用泰卢固语和旁遮普语。在英国教育制度下就读的新山市民则使用马来西亚式英语。
早期的华人社群是以福建话和潮州话作为通用语言，但从1970年代起随着新加坡推广使用华语为通用语言，新山华社群也跟随新加坡转用华语。

## 建筑

### 特色建筑

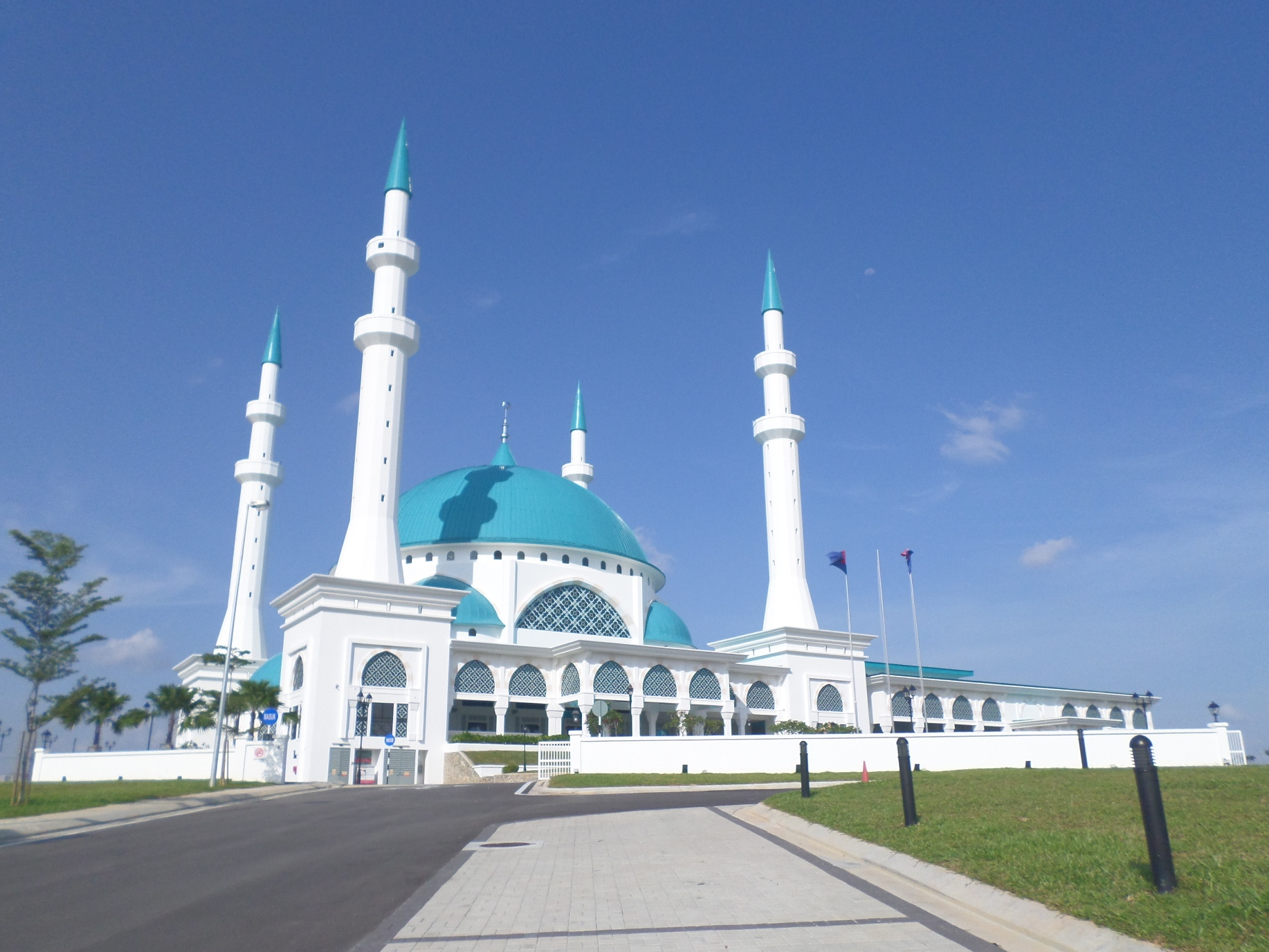
苏丹依斯干达清真寺

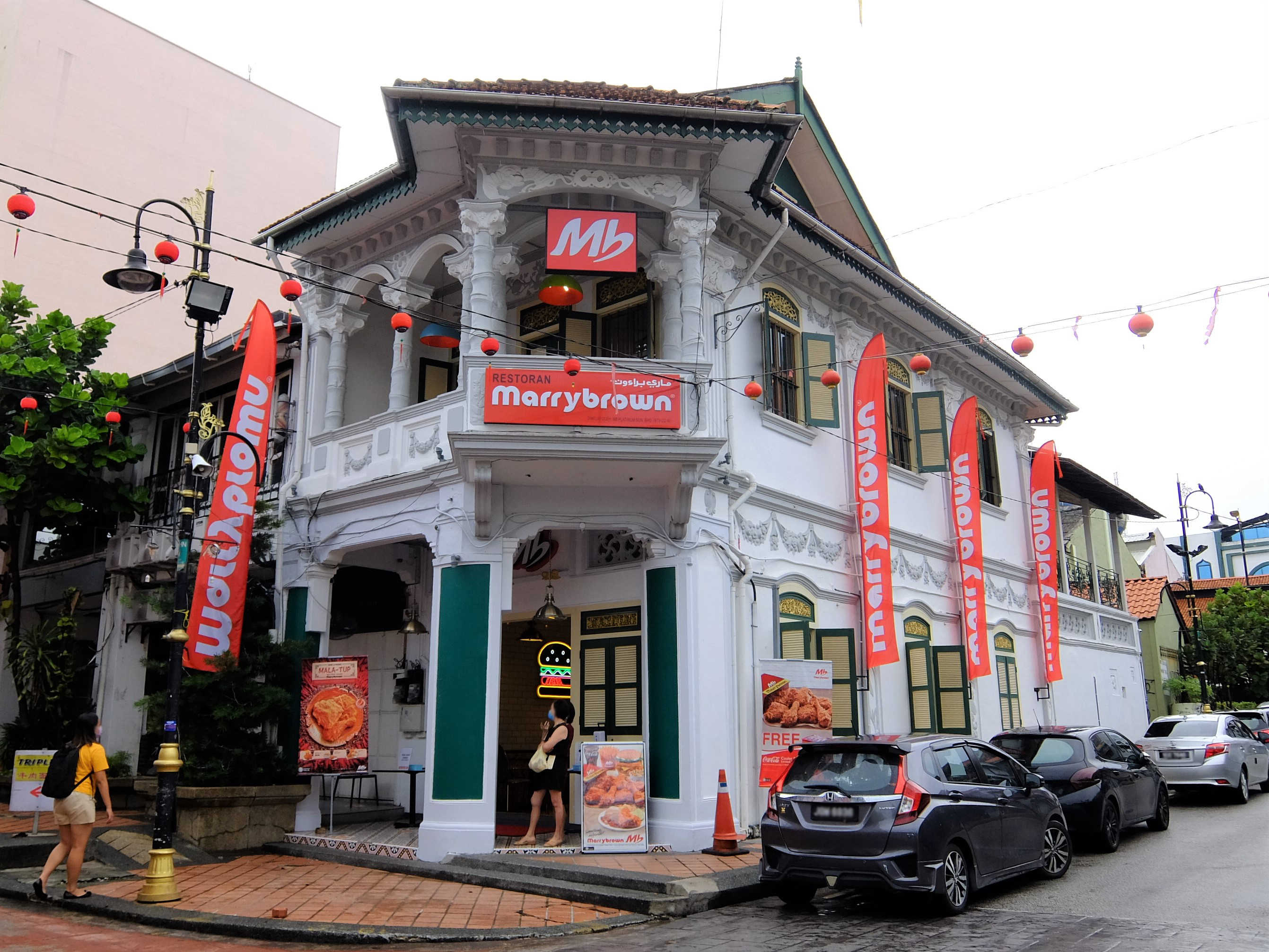
陈旭年文化街红楼

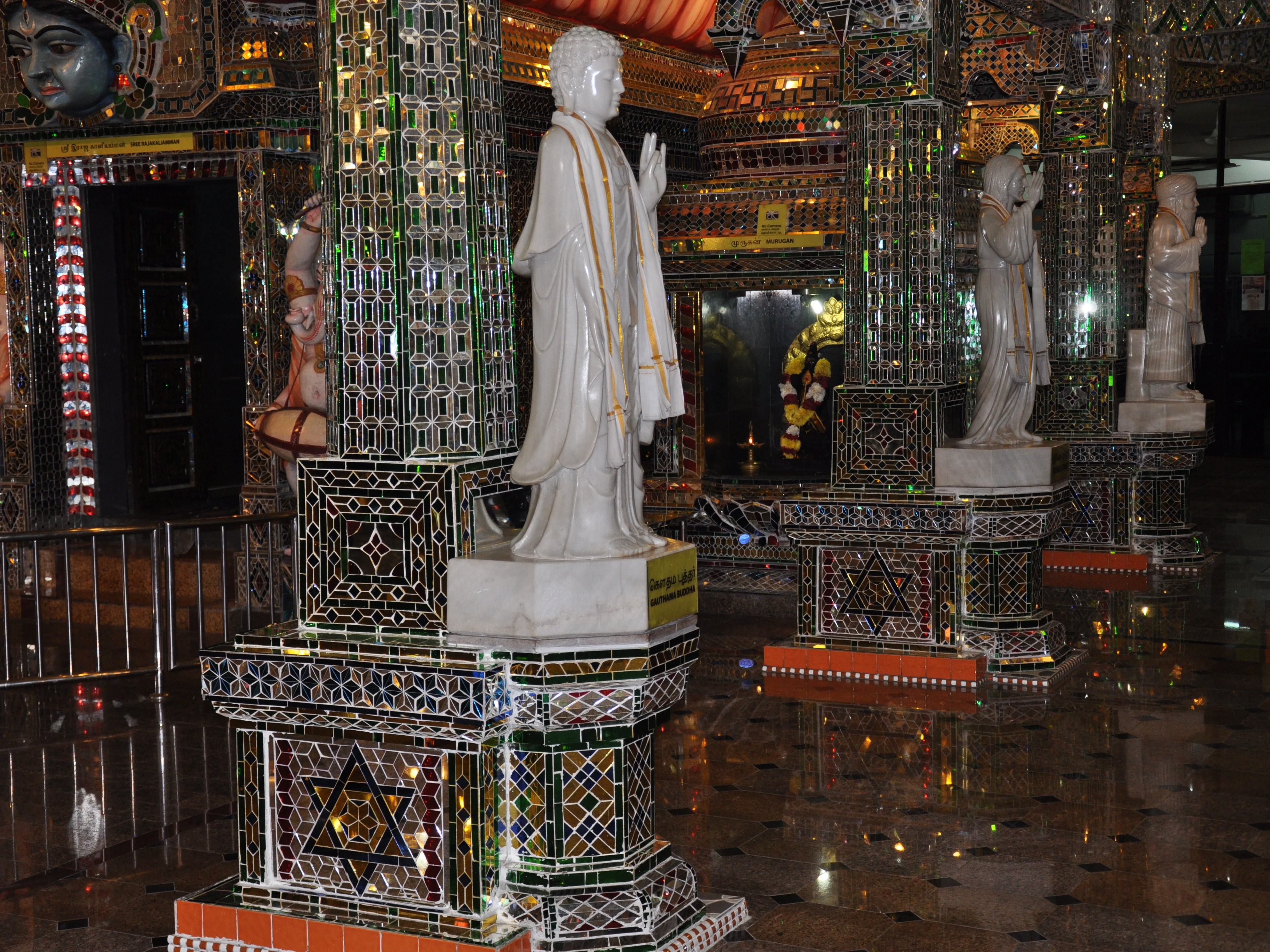
新山玻璃兴都庙

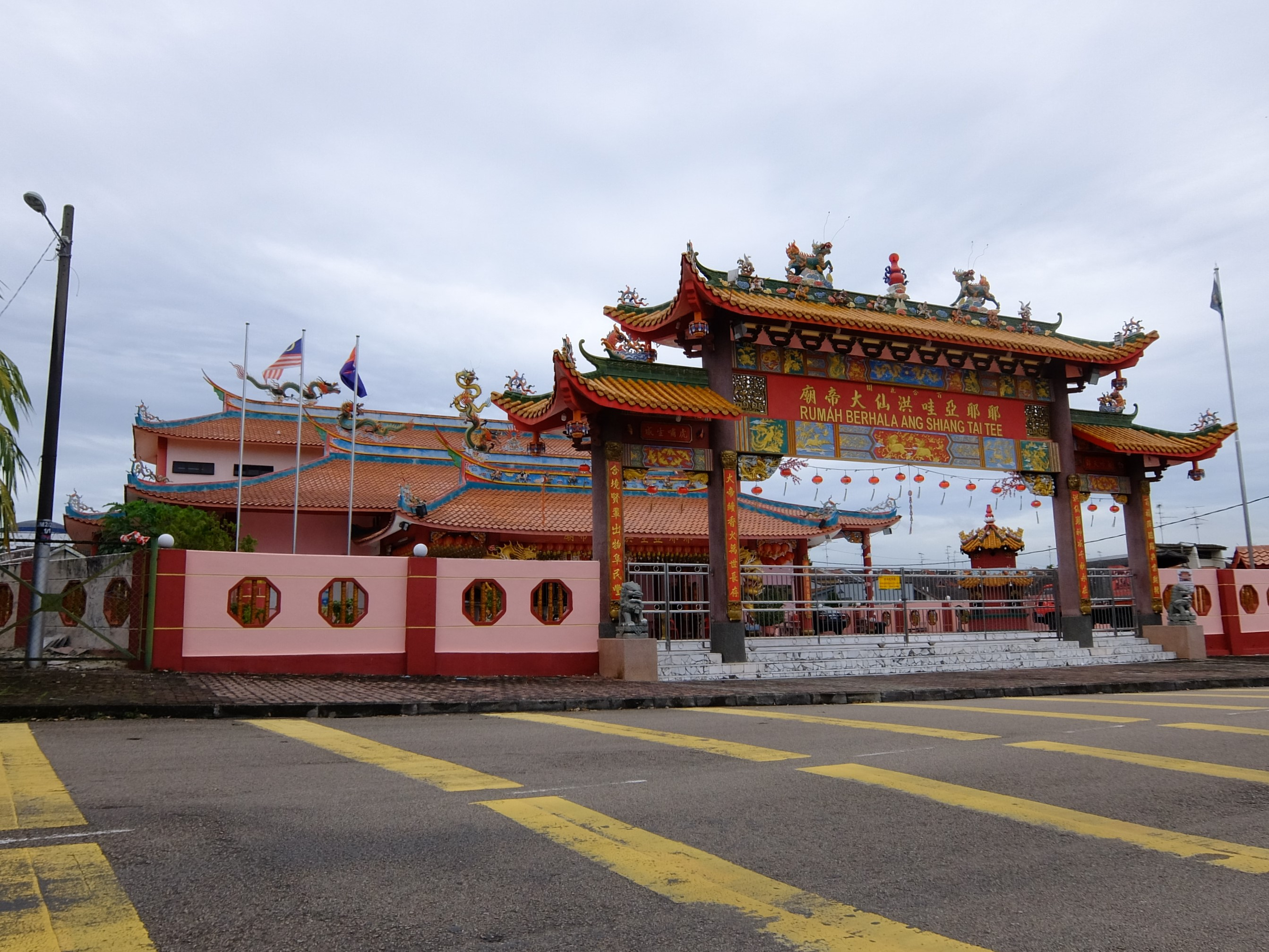
百合花园的耶耶亚哇洪仙大帝庙

新山拥有许多特色建筑，其中新山玻璃兴都庙（英語：Arulmigu Sri Rajakaliamman Temple）建于1928年，是世界第一个玻璃兴都庙，也是新山最古老的兴都庙。而新山的苏丹阿布峇卡清真寺则是柔佛州的州清真寺，建于1892年，以柔州发展之父苏丹阿布峇卡命名。其他则有新山邮政局、红楼、新山中央警署、柔佛古庙、新山亚逸摩力监狱、苏丹伊布拉欣大厦、新山旧火车站、苏丹旧御林军总部等。

### 城市建设

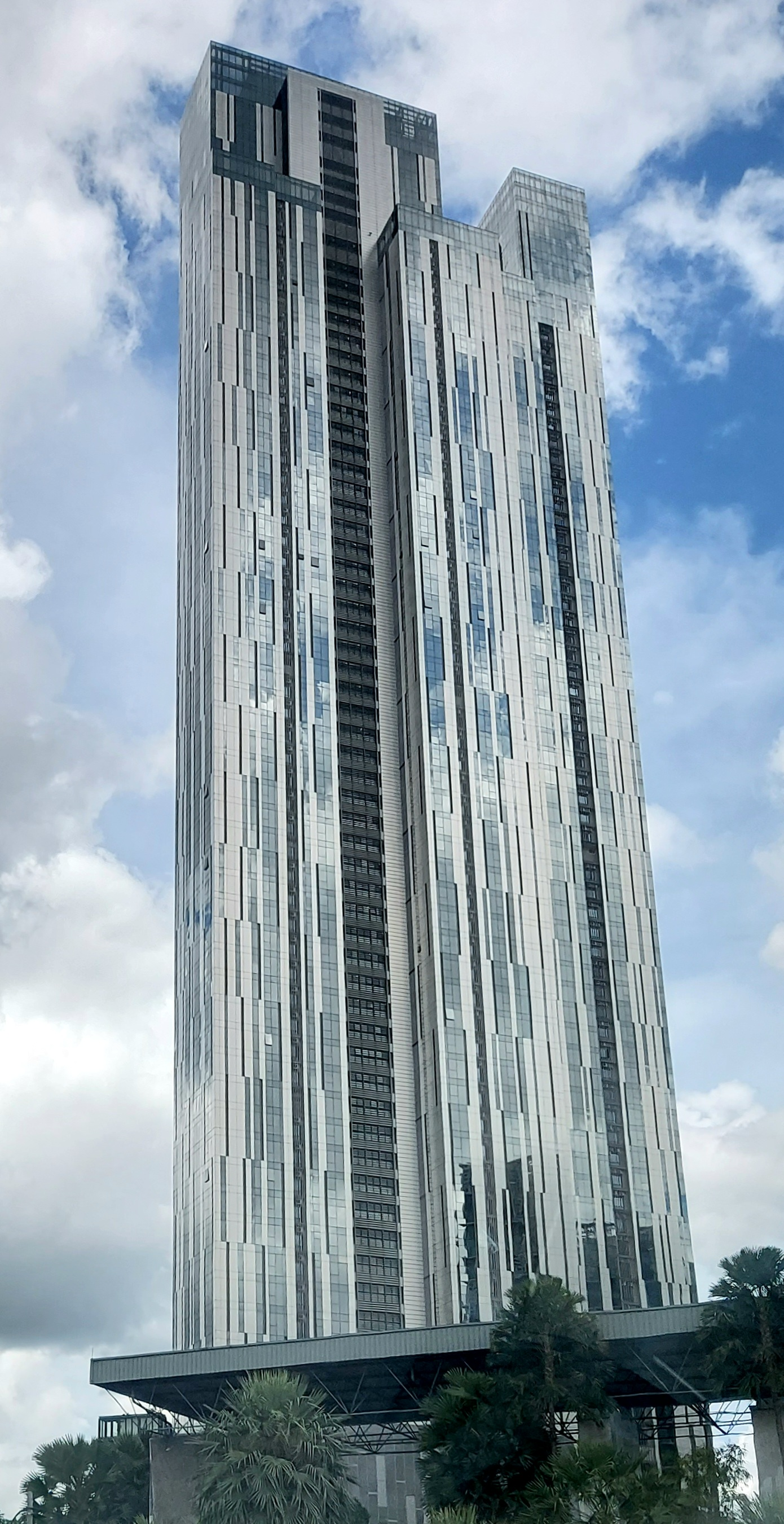
御庭阁（The Astaka）

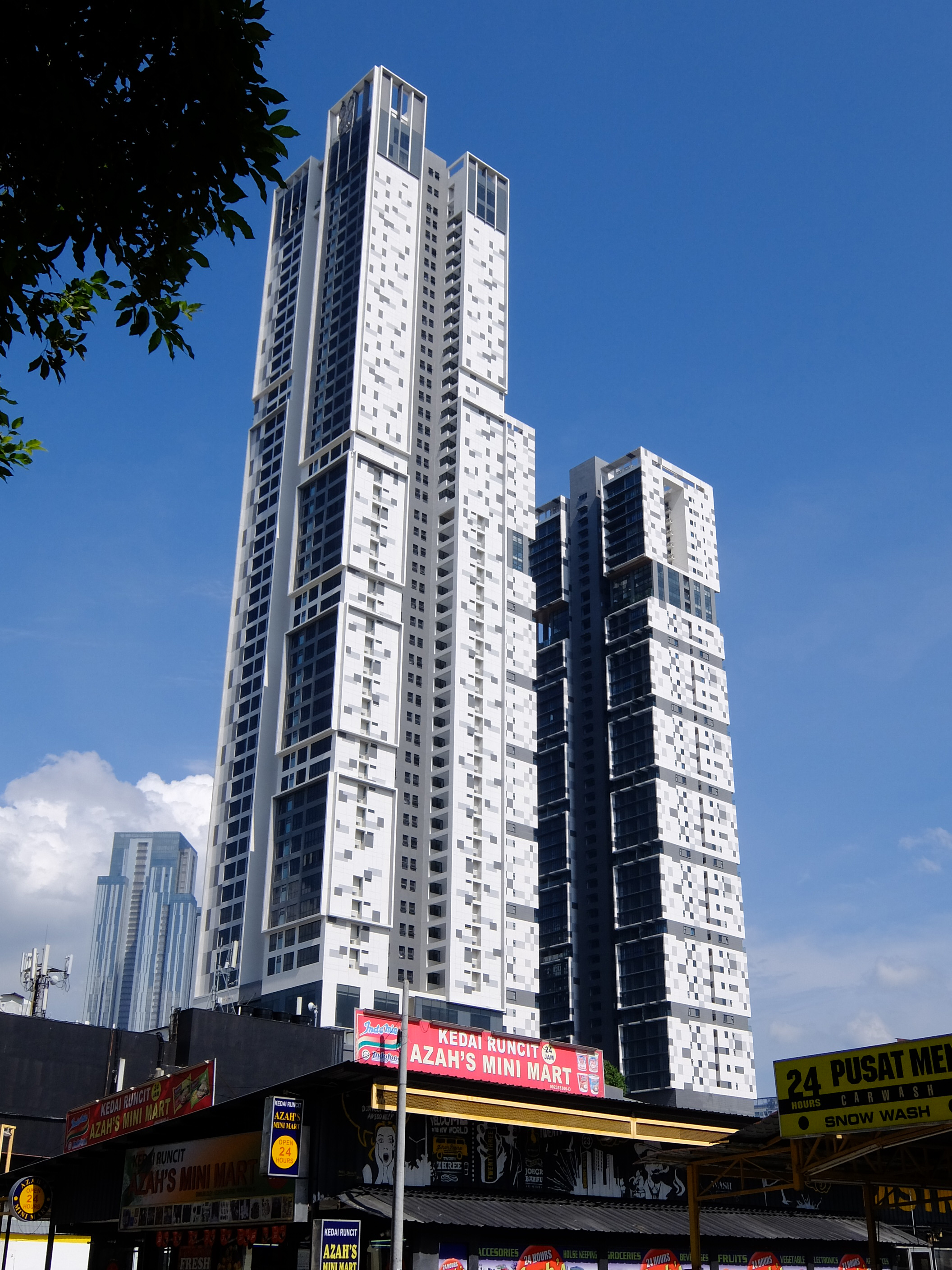
实达天空88（Setia Sky 88）

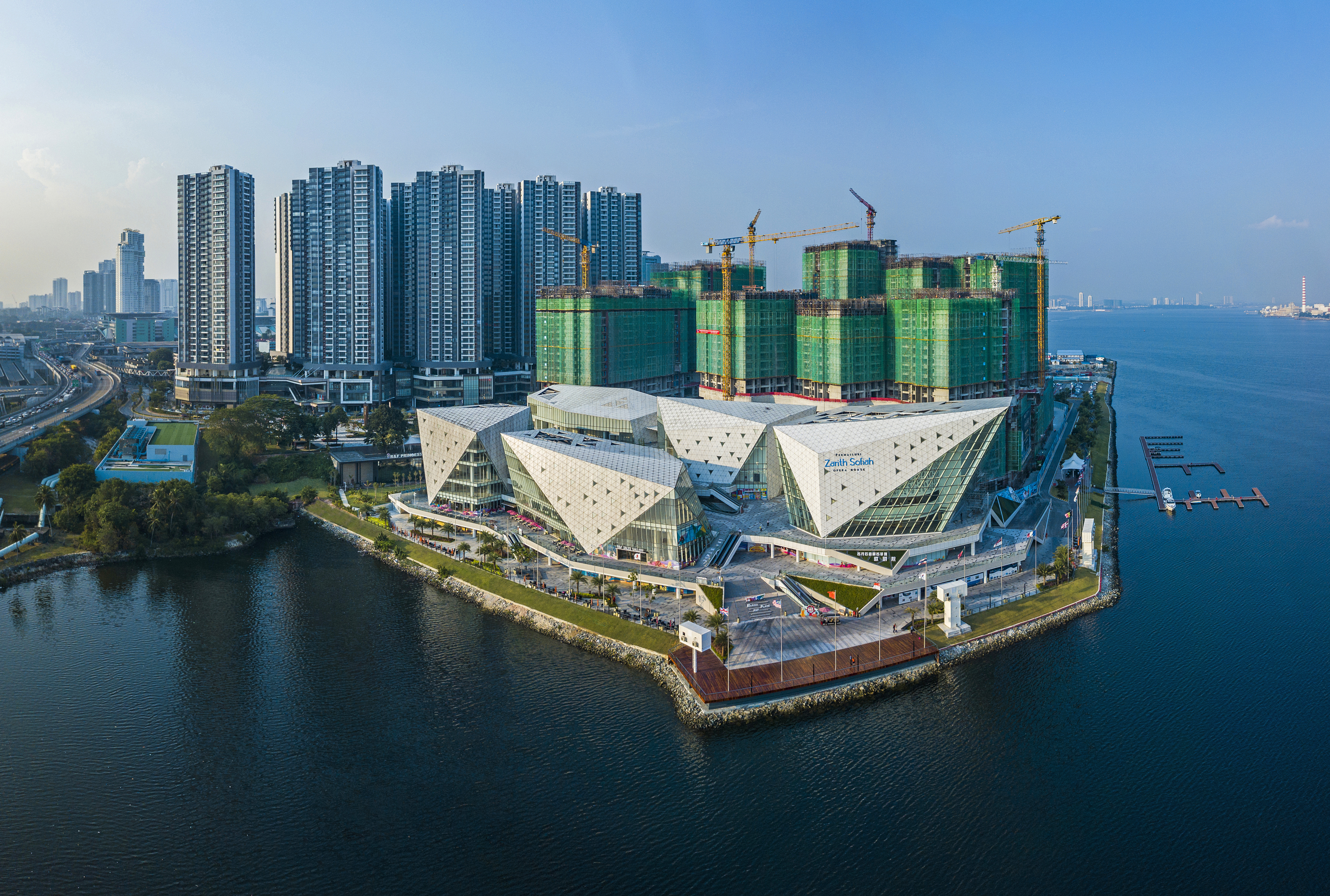
苏丹后查丽苏菲雅歌剧院

新山真正意义上第一座摩天大楼为161米高的新山地标大厦，建于1998年。建成时为新山甚至南马20世纪最高的摩天大楼。
新山市的摩天大楼在2018年共有200多座，大多数不超过300米，截至目前新山市最高以及第二高的建筑皆坐落于旺武吉盛荣的御庭阁A座和B座，楼高度分别为279米和256米，其中A座曾是全东南亚最高住宅公寓，目前为马来西亚最高住宅公寓；第三高为220米的实达天空88公寓的ALTUS公寓，而在中国富力地产占地116英亩的“富力公主湾”发展计划下，更高的80楼酒店地标建筑（总高550米）尚在筹建过程中。
新山属沿海城市，发展计划多涉及填海，如在柔佛海峡扩建长堤，或填充地不佬河与士姑来河岸的沼泽地以兴建住宅等工程。其他发展中的海滨综合项目还包括富力公主湾项目、绿地集团项目及丽阳金海湾项目。新山市政厅也计划通过邀请艺术家来美化市区以将新山打造成有活力的遗产城市。

## 交通

### 陆路

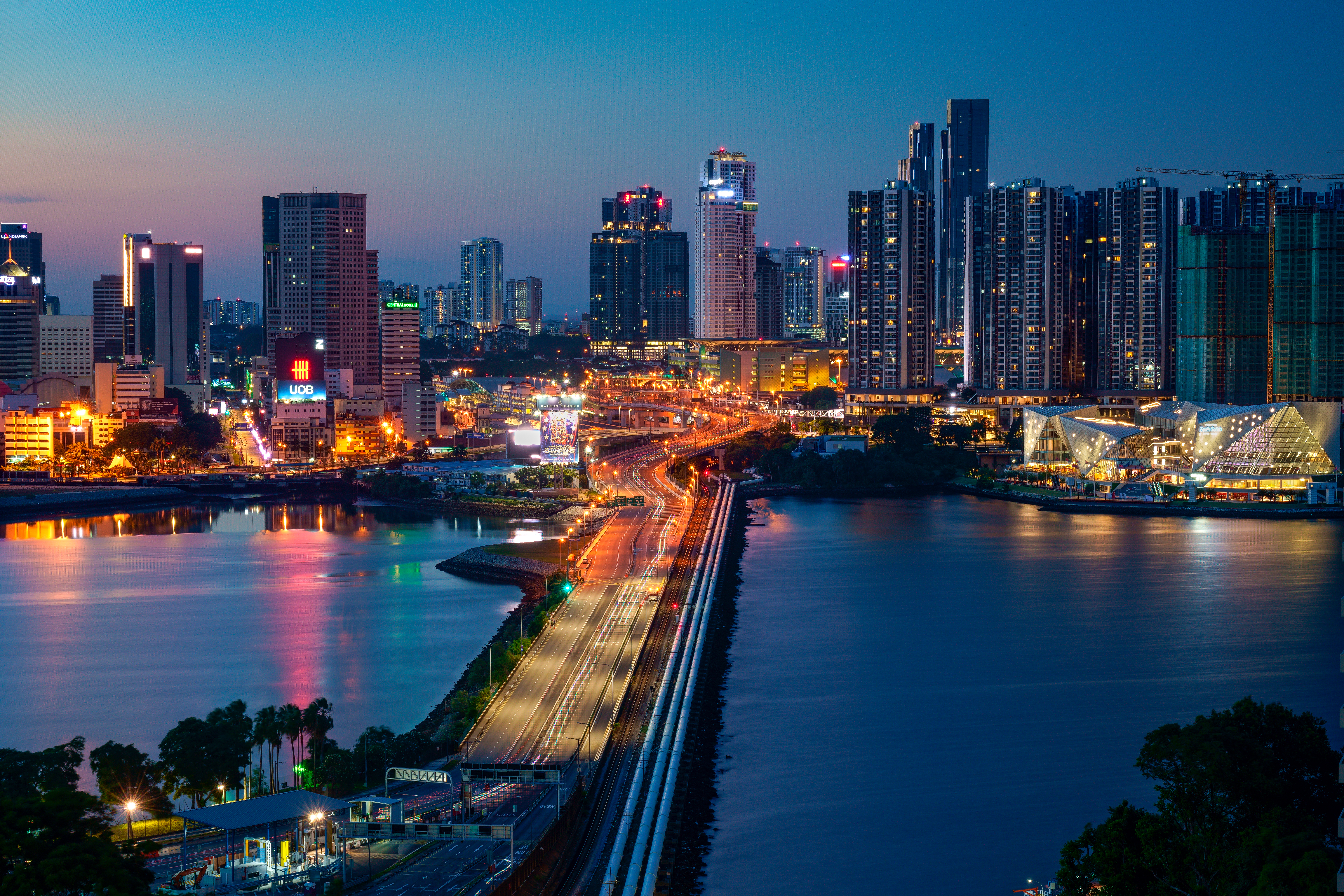
新柔长堤

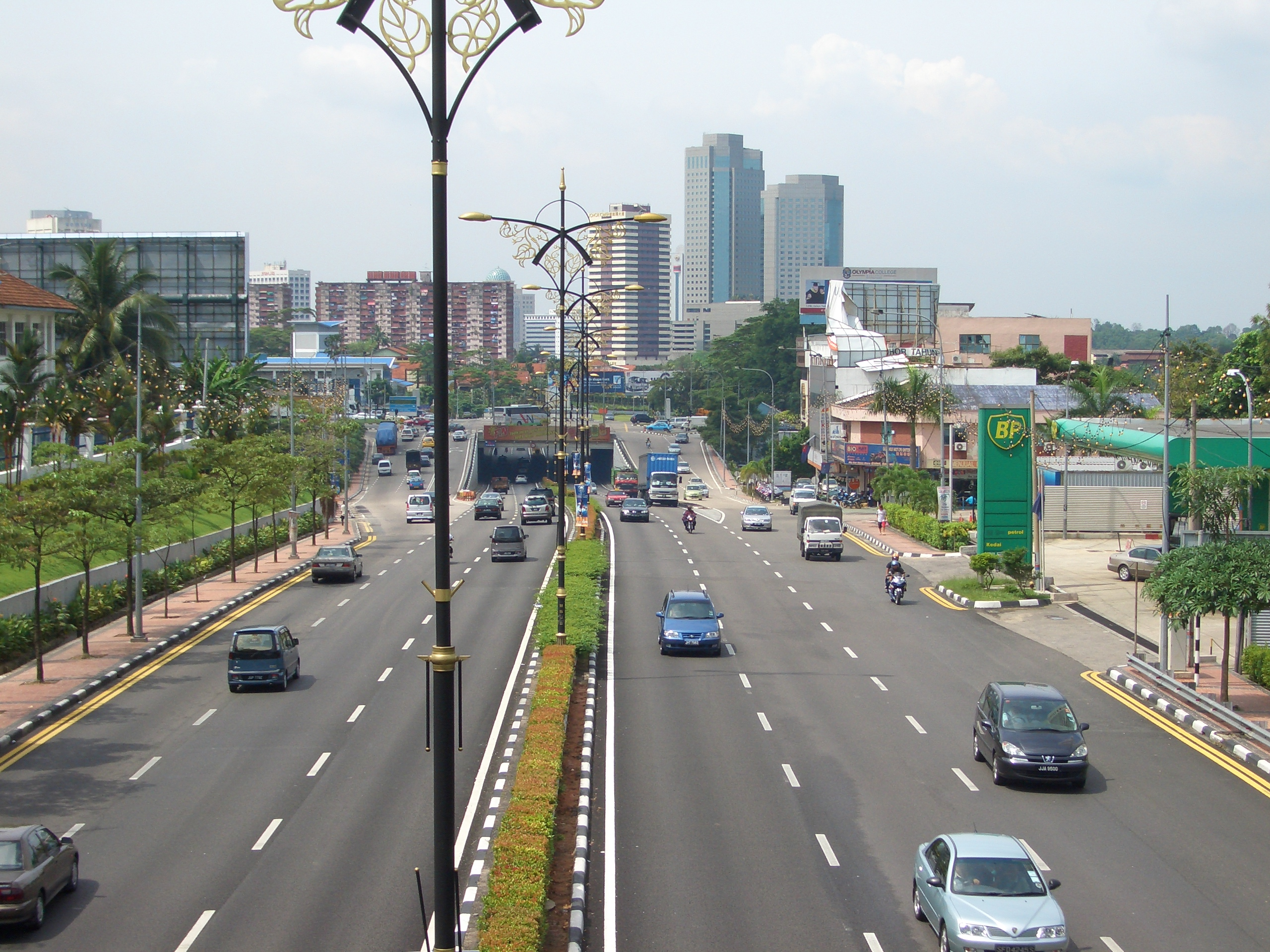
地不佬高速公路

新山市中心由两个主要高速公路连接市区以及市外的住宅区。地不佬高速公路（Jalan Tebrau）衔接市区以及市区东北部的住宅区，而敦阿都拉萨高速公路（Jalan Tun Abdul Razak），或称士姑来高速公路（Lebuhraya Skudai）则与市区以及市区西北部的住宅区相接。巴西古当高速公路（Lebuhraya Pasir Gudang）则在中部作为连接地不佬高速和敦阿都拉萨高速的主要枢纽。除了巴西古当和其他高速公路以外，于2014年启用的新山东部疏散大道，为连接新山市区各区域的主要高速公路，与南北大道南段终点接轨。东疏大道的南部终点是苏丹依斯干达大厦（边检站）和新山中央车站。
全长15公里的依斯干达滨海高速公路分为两条路线，分別是西部路线：由新山市区开始，途经新山內环公路、新山中央医院、士姑來高速公路、金海湾、士姑來柏伶花园、武吉英达花园、柔佛州新行政中心依斯干达城，最后衔接至第二通道高速公路；滨海高速公路东部路线由新山士都兰通往峇卡峇都、百万镇、长春山荘，最后与巴西古当高速公路交汇。
 南北大道（PLUS）為联系馬來西亞各大城市的主要高速公路，同时也在甘拔士设有收费站。

### 公共交通

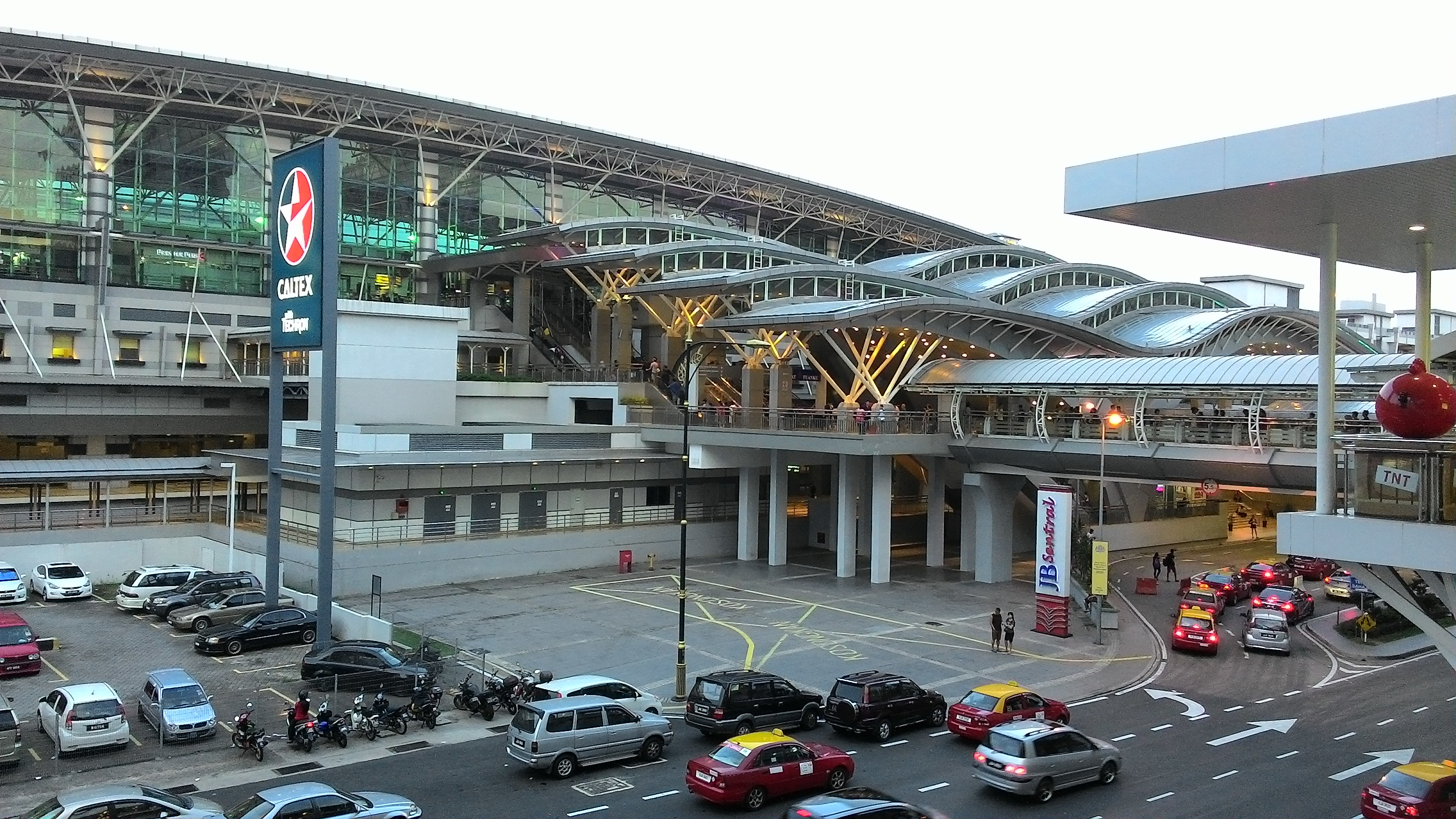
新山中央车站是新山市内的火车总站

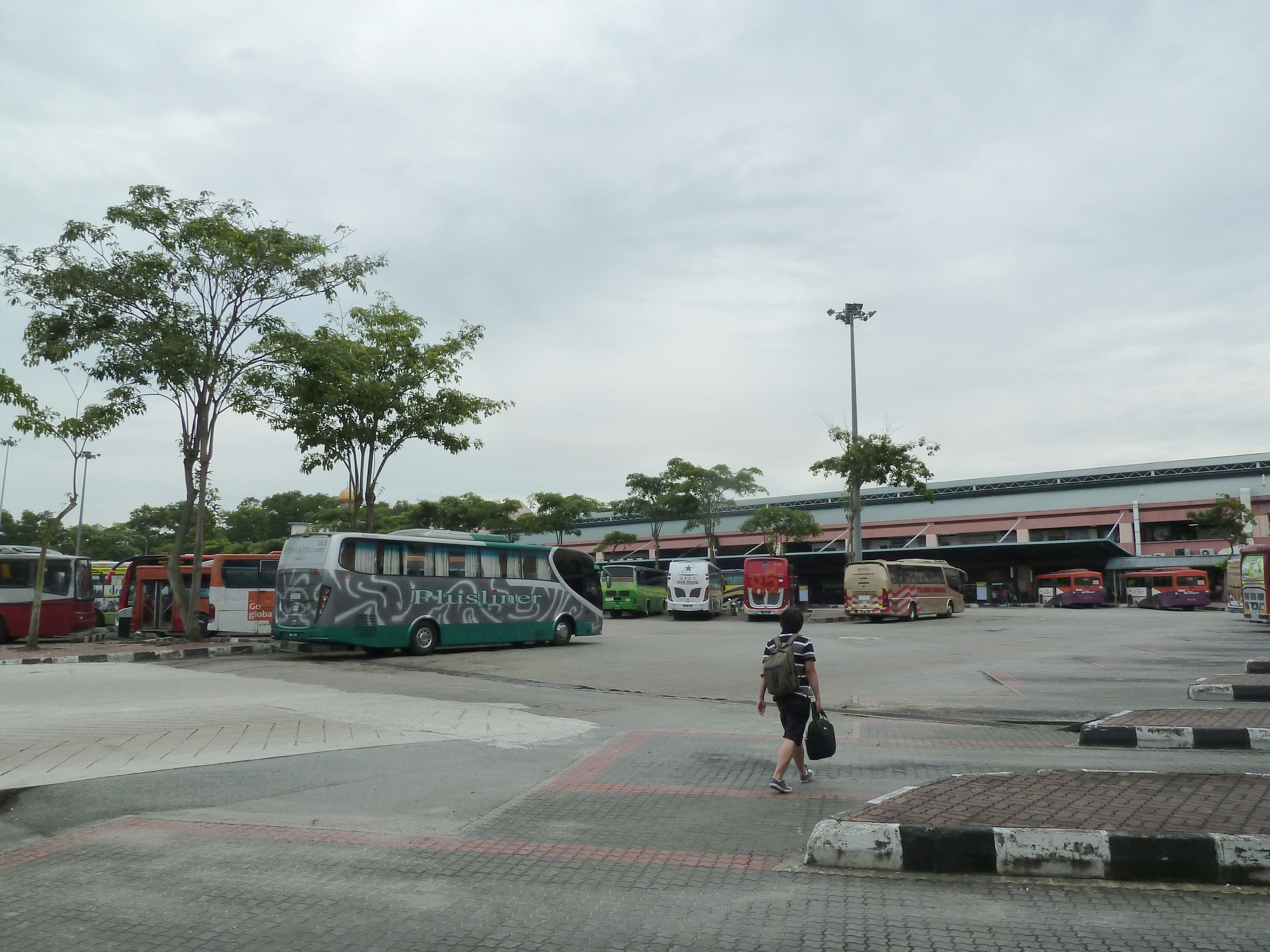
拉庆中央车站是新山市内的巴士总站

拉庆中央车站提供通往马来西亚半岛各大城市和地区的长途巴士和泰国合艾、新加坡等地的巴士服务。
新山市内的计程车分为两种，一种是红白或黄色的普通德士，另一种是豪华德士，提供较好的服务。然而，大部分计程车并未使用计程表，使得召车服务逐渐取代传统德士服务。新山中央车站是柔州和南马的铁路枢纽，提供前往吉隆坡和新加坡的铁路服务。自2015年起，新山中央车站和新加坡兀兰火车关卡设有接驳列车服务，由马来亚铁道经营，以取代已关闭的丹戎巴葛火车总站。
新山－新加坡捷运系统是一个规划中跨越柔佛海峡连接马来西亚新山和新加坡的地鐵线路。一旦建成，将是马新两国继西海岸铁路线之后的第二条铁路线和第一个大众运输系统线路。初步研究的第一阶段已于2014年3月完成，并计划在2022年完工。此外，规划中的马来西亚依斯干达巴士快捷系统（IMBRT），将在依斯干达特区内设立39个停靠站，总路线长达51公里，并与周边设施衔接，预计2021年可投入运作。

### 跨国关卡

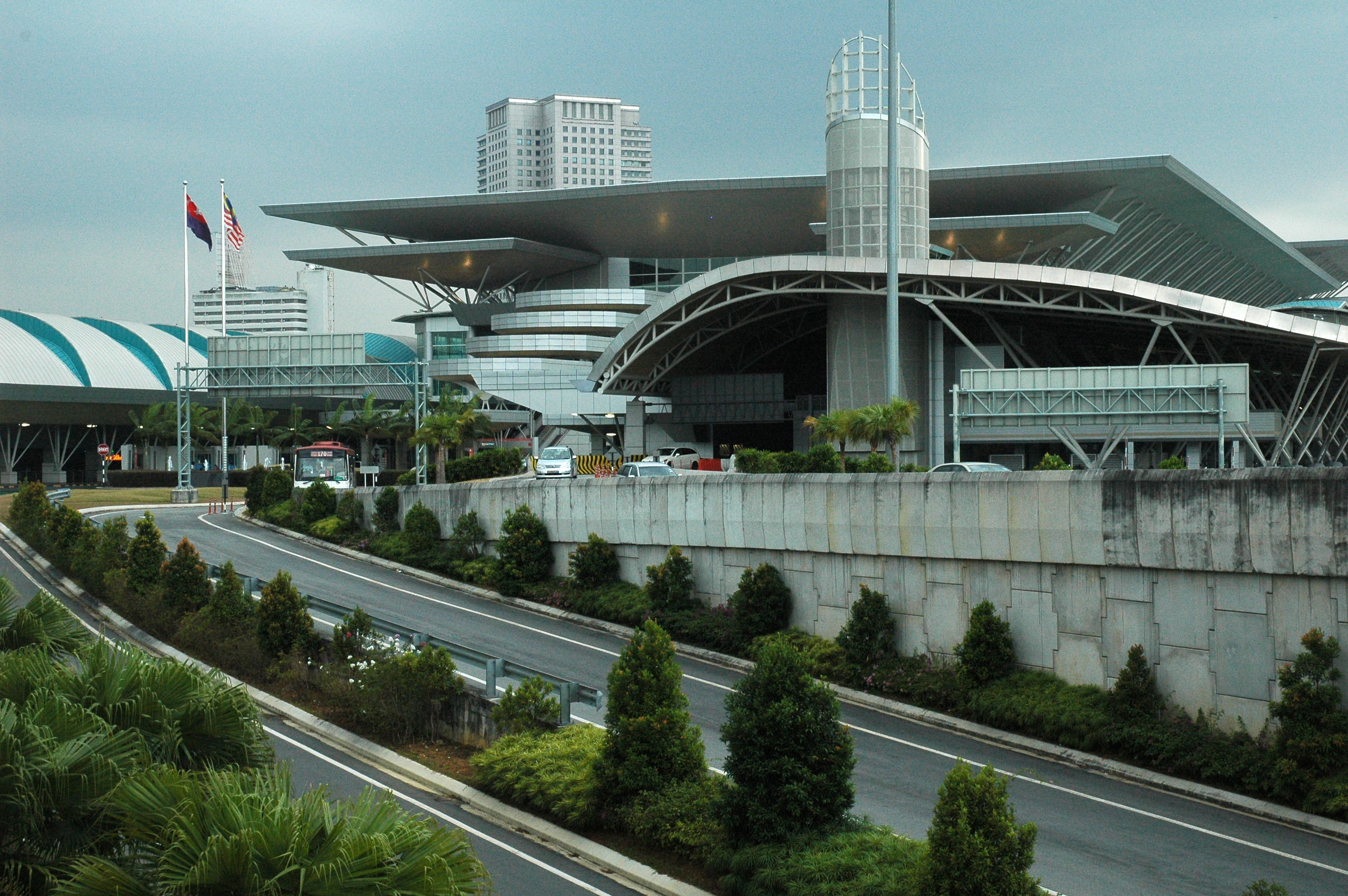
苏丹依斯干达移民与关税局大厦。

位于市内的苏丹依斯干达移民与关税局大厦建于1997年，位于新山市中心，是通往设有6条车道与一条铁路的新柔长堤的移民厅大厦，可通过新山内环公路或东部疏散大道抵达。

### 空路

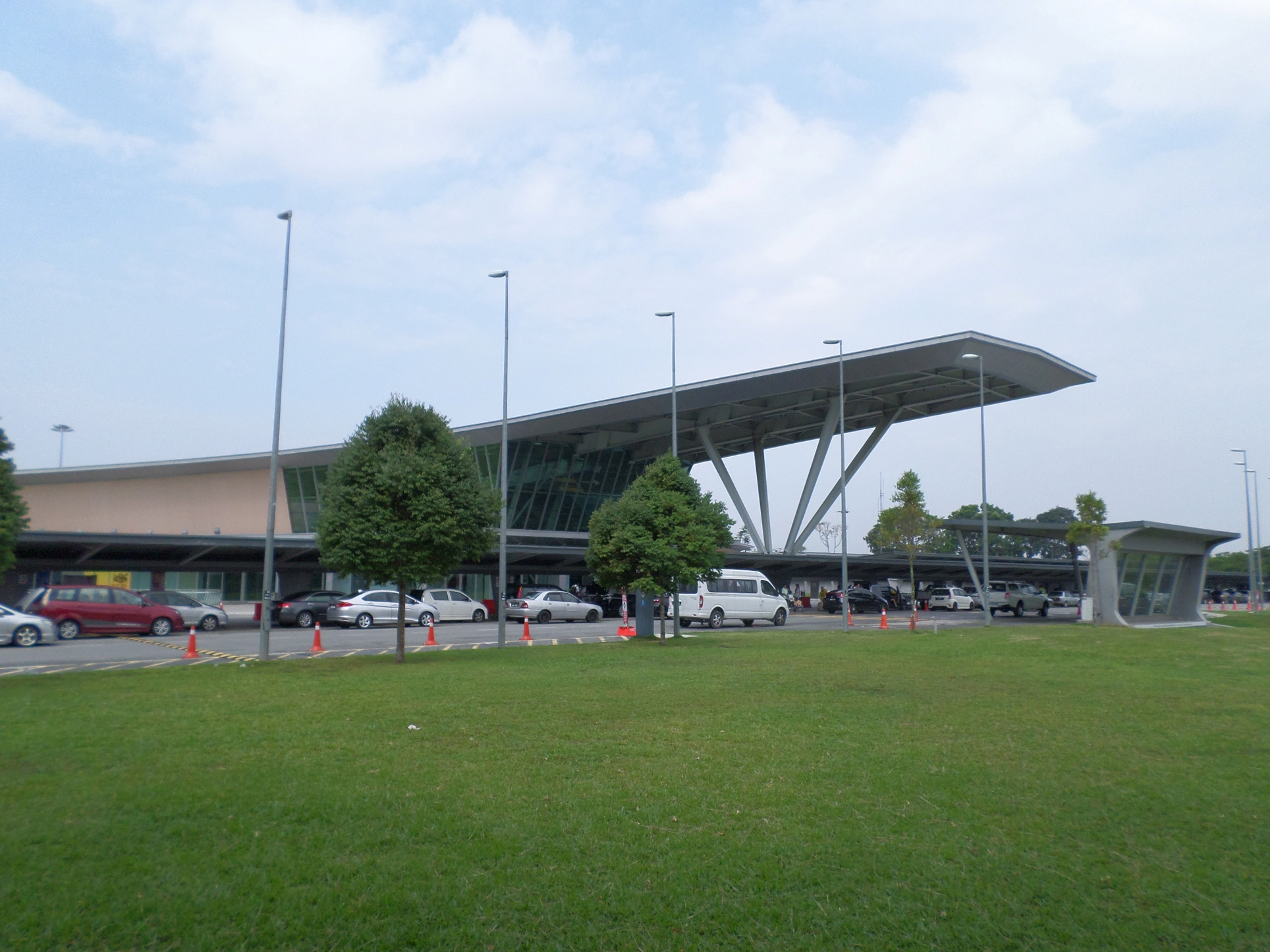
士乃国际机场

位于新山都市圈古来县士乃的士乃国际机场是最临近新山市的机场，于1974年正式启用。以此机场为第二枢纽的亚洲航空和飞萤航空、马航、马印航空、酷航为新山一带的市民提供飞往东南亚大城市的航班，并计划在未来把航空服务链逐步扩展至中国、韩国、日本和印度等国。

### 海路

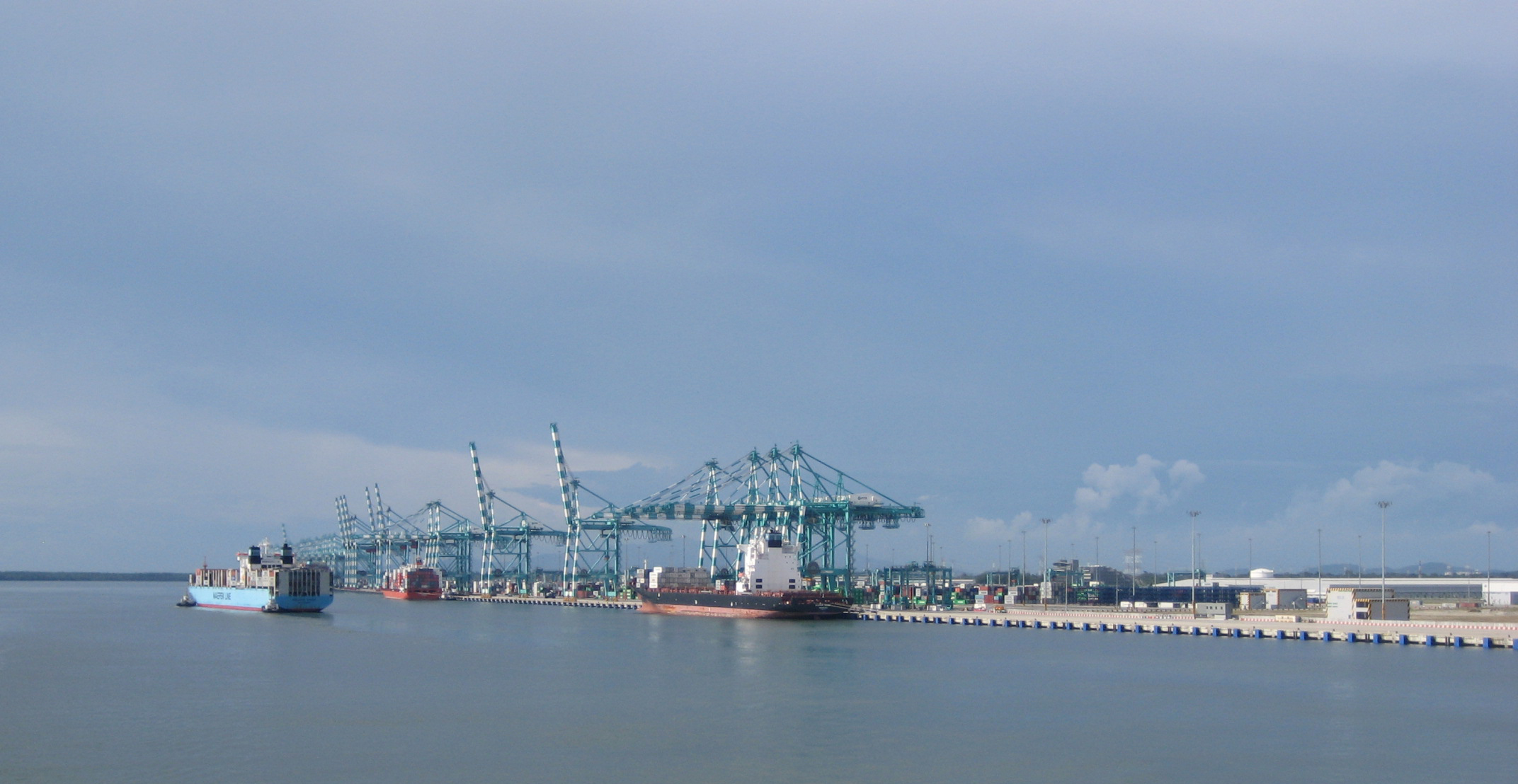
丹戎帕拉帕斯港

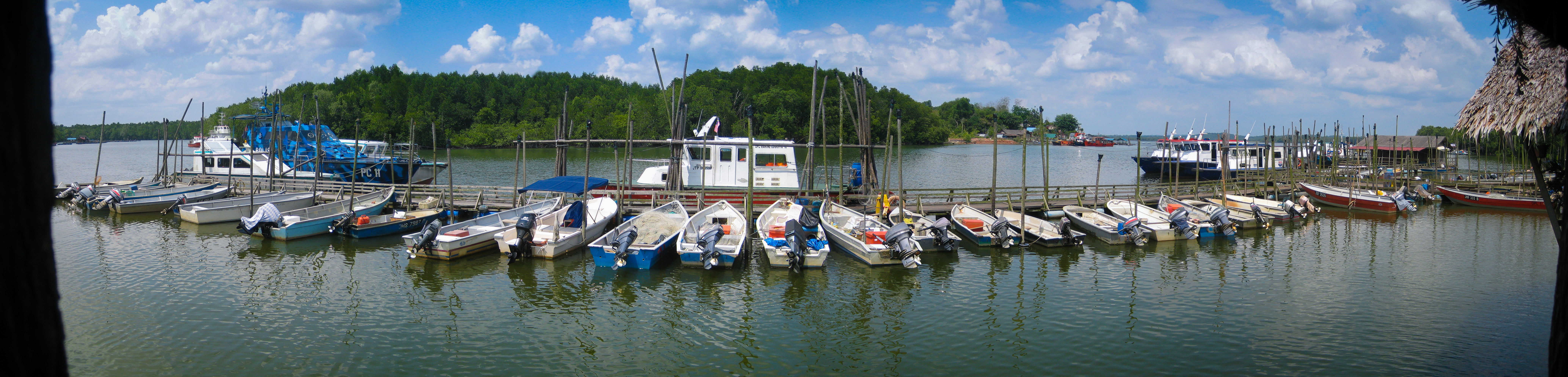
新山的船只服务。

柔佛港位于都市圈东部的巴西古当工业区，是马来西亚主要的海港之一。位于依斯干达公主城的丹戎帕拉帕斯港是自2004年以来为马来西亚第二大的集装箱港口，是世界第十九繁忙的港口。新山也设有通往新加坡和印尼的船只服务。

## 旅游

### 历史古迹

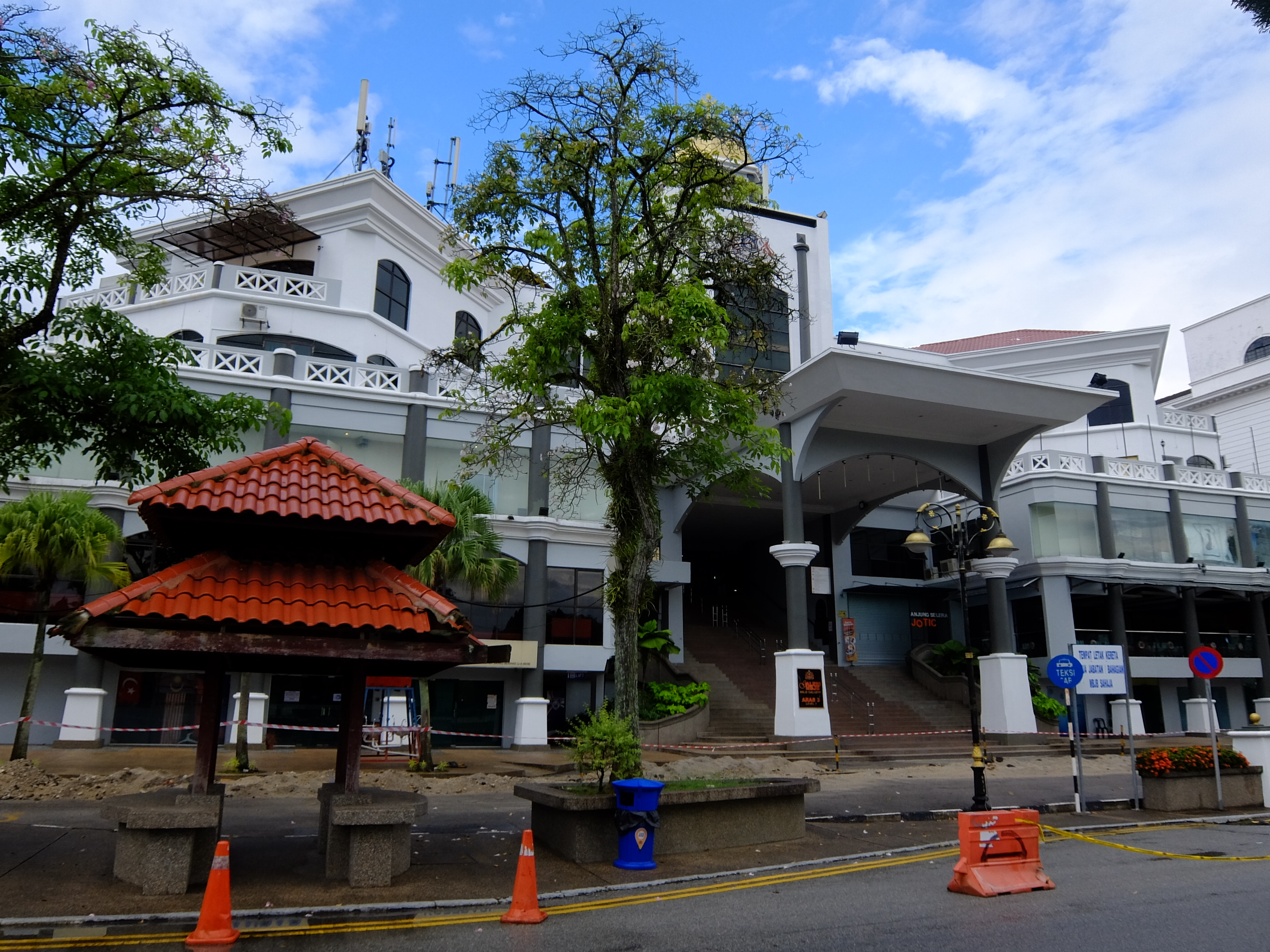
柔佛旅游咨询中心

新山市于19世纪中期开辟。由柔佛州发展之父苏丹阿布峇卡的带领下，并在19世纪末期建造出许多历史建筑物如柔佛大皇宫、苏丹阿布峇卡清真寺、柔佛古庙、苏丹依布拉欣大楼等，现今柔佛州政府致力于保护及维修历史建筑，以保留该市的历史遗迹。

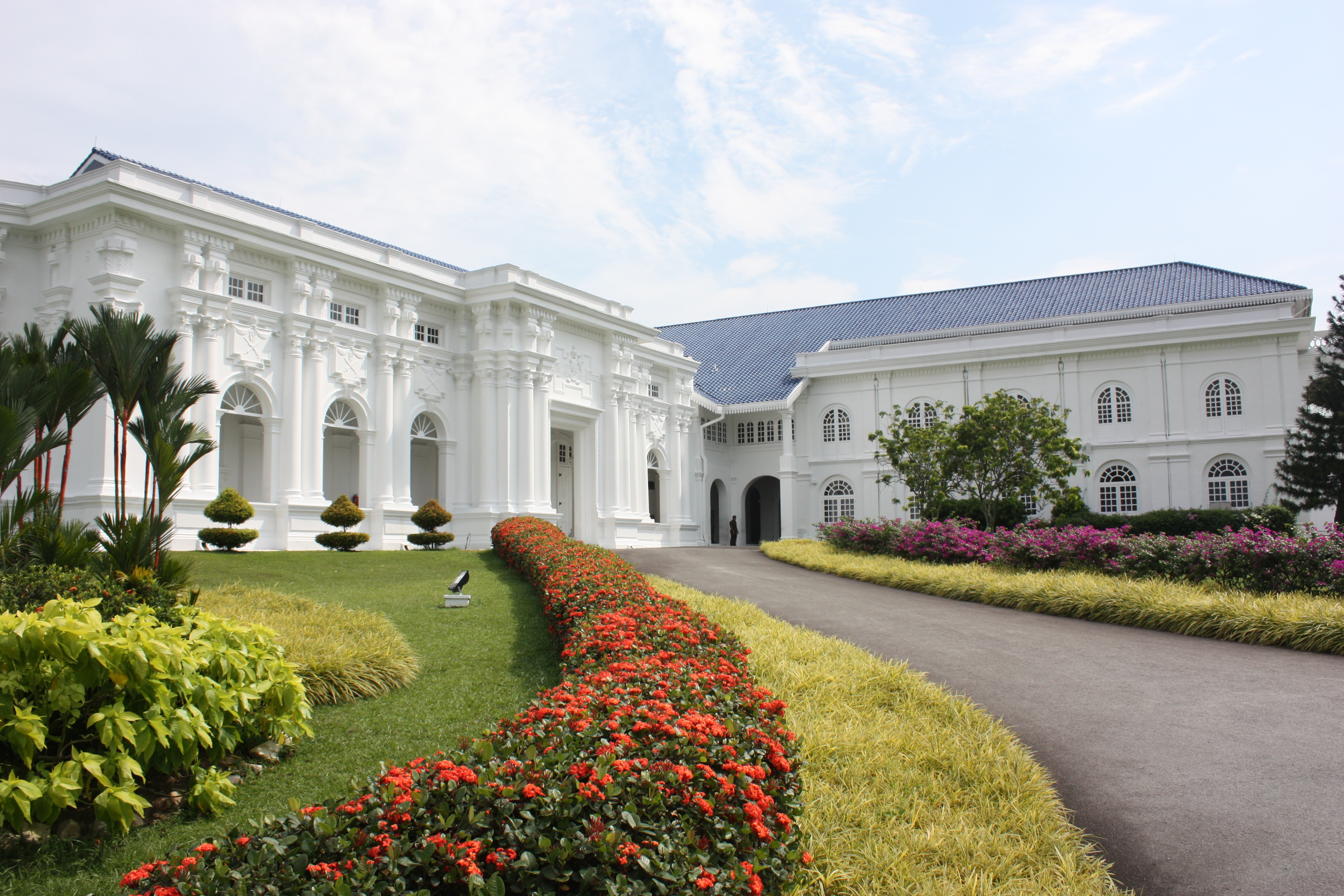
苏丹阿布峇卡皇宫

柔佛大皇宫为柔佛皇朝时期苏丹的皇宫之一，是当时的柔佛苏丹阿布峇卡命当时新山的华人港主黄亚福在19世纪的时建造的，皇宫于1866年正式完工。皇宫就位于在柔佛海峡边的敦依斯迈医生路（Jalan Tun Dr. Ismail），面向柔佛海峡，与新加坡隔岸相望。皇宫里有一间博物馆和清真寺。整个皇宫的地区就被称为巴西柏兰宜（Pasir Pelangi）。巴西柏兰宜这个地方就是整个州的主要皇位位置。现在的苏丹阿布峇卡皇宫已经成为了柔佛皇家博物馆，展示苏丹皇朝各种珍贵的照片以及展示品，但它也偶尔作为皇家在大节日时的场所。

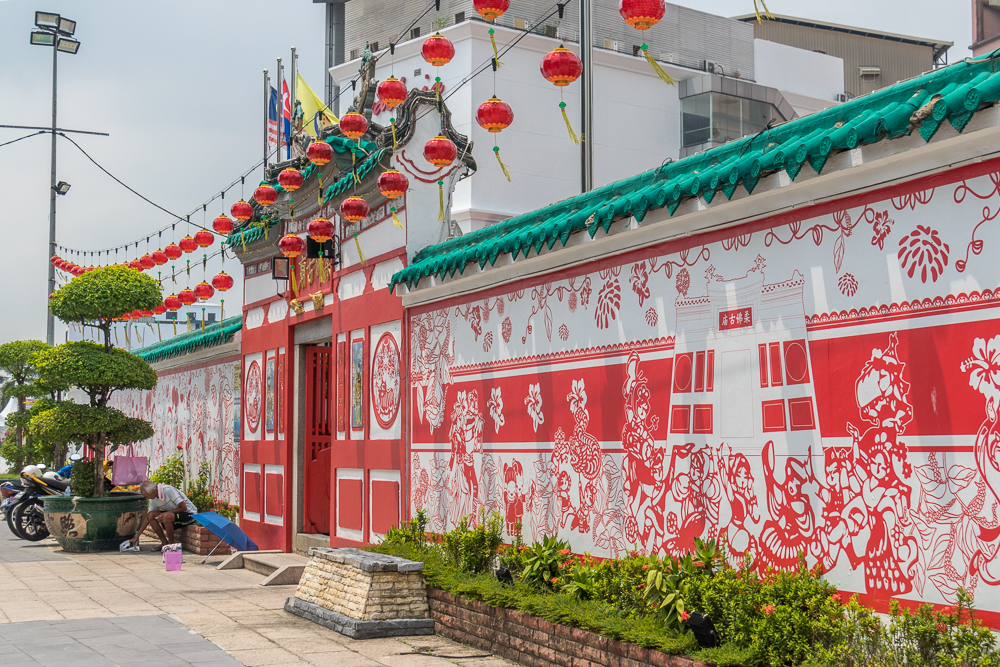
柔佛古庙

柔佛古庙是位于在直律街（Jalan Trus）的一所华人庙宇，于1870年由港主陈旭年耗资兴修扩建，取名为柔佛古庙，开放于各籍贯人士。当地每年也会进行一次古庙大游行，游绕市区一环，这项活动在2012年获马来西亚政府列为国家非物质文化遗产。

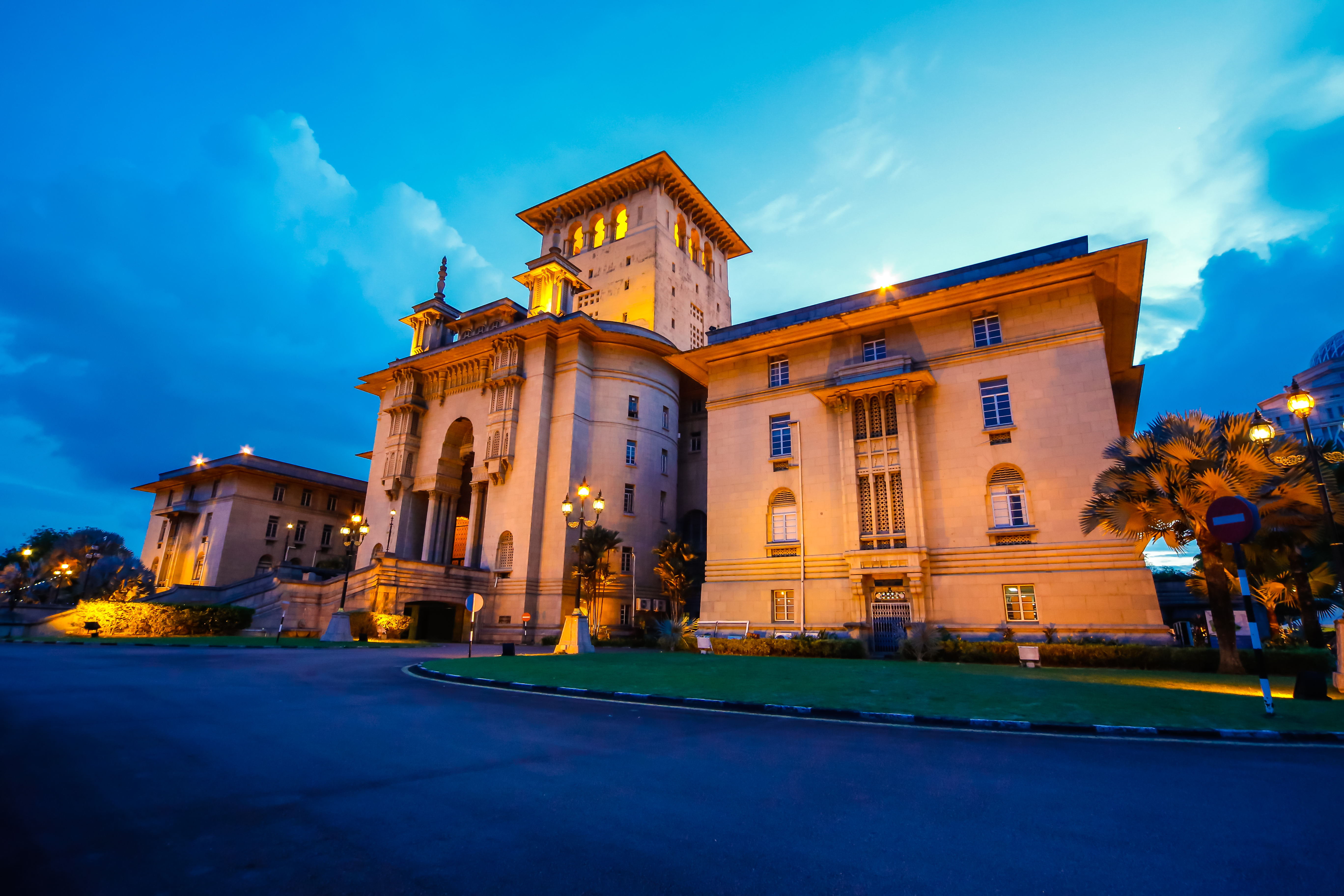
苏丹依布拉欣大楼

苏丹依布拉欣大楼曾为柔佛州秘书处大楼，于1940年建成。这座大楼建在市区的一座皇家山（Bukit Timbalan）上，造着已故苏丹依布拉欣的灵感而建的。苏丹依布拉欣建这座大楼是为了突现柔佛的经济繁荣。建成时曾为马来亚独立前最高的建筑。现为新山著名历史建筑之一，并由柔佛御林军驻守。

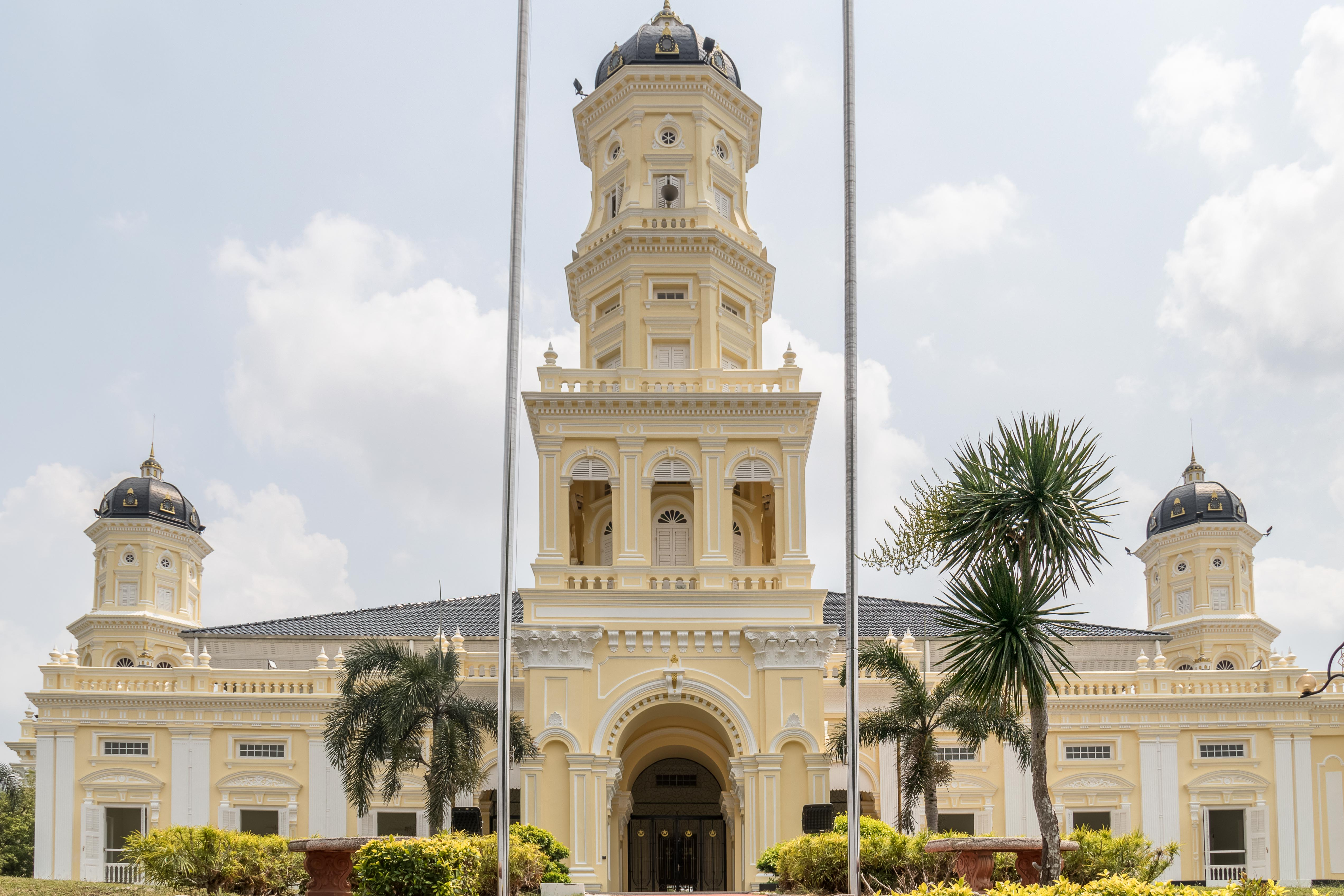
苏丹阿布峇卡清真寺

苏丹阿布峇卡清真寺是柔佛州的州立清真寺，位于士姑来路，与新加坡隔柔佛海峡相望。清真寺是纪念“柔佛现代化之父”、苏丹依布拉欣的父亲苏丹阿布峇卡。始建于1892年，1900年完工，属维多利亚式风格，可容纳2,000名会众聚礼。

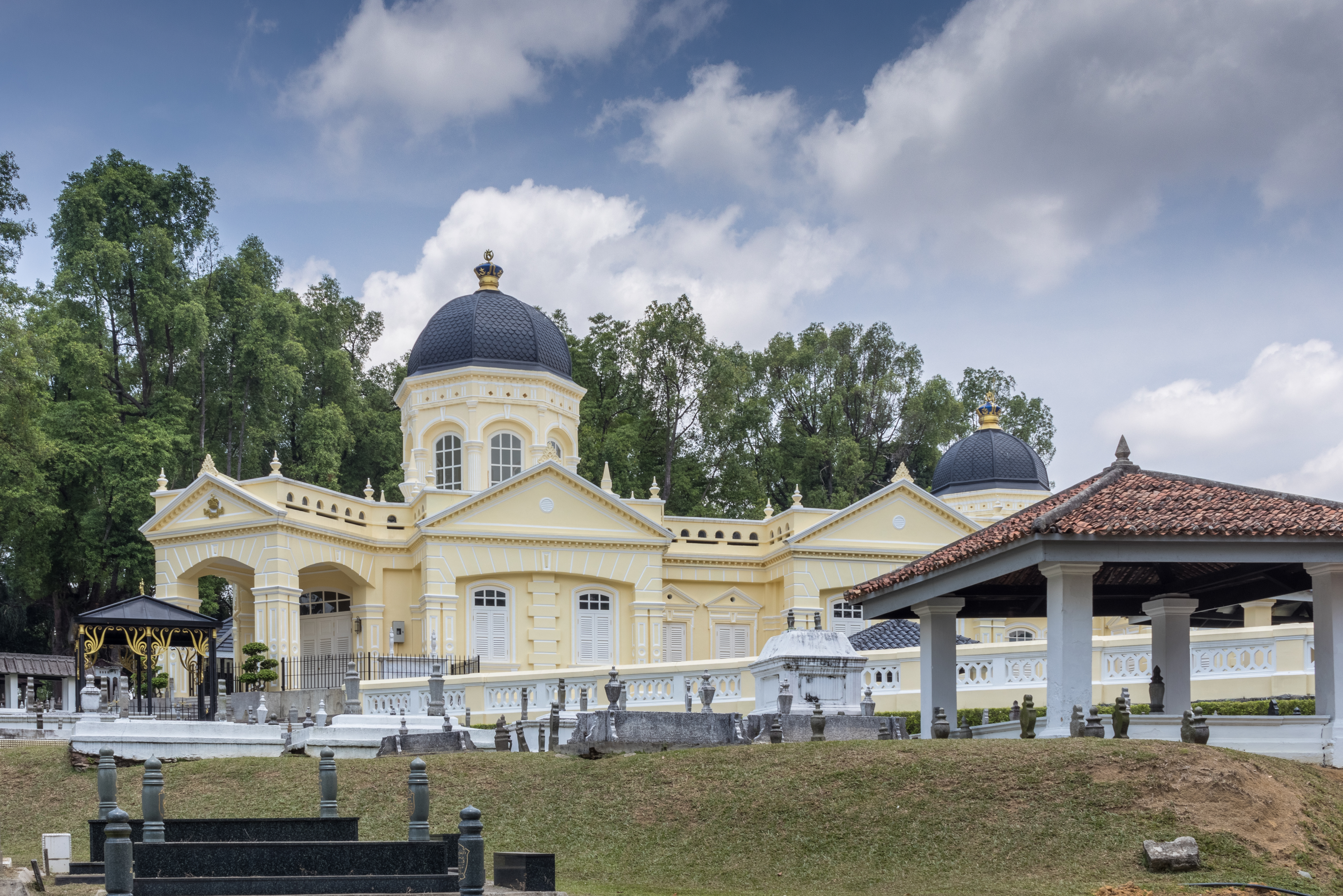
玛姆迪亚皇家墓园

玛姆迪亚皇家墓园（Makam Diraja Mahmoodiah）是柔佛的皇家陵墓，位于玛姆迪亚路的玛姆迪亚山。埋葬在此的柔佛第一位苏丹是1895年的苏丹阿布峇卡。此外，巫统的创始人拿督翁嘉化于1962年被葬在卒于1919年的父亲拿督嘉化穆罕默德的坟墓旁边。

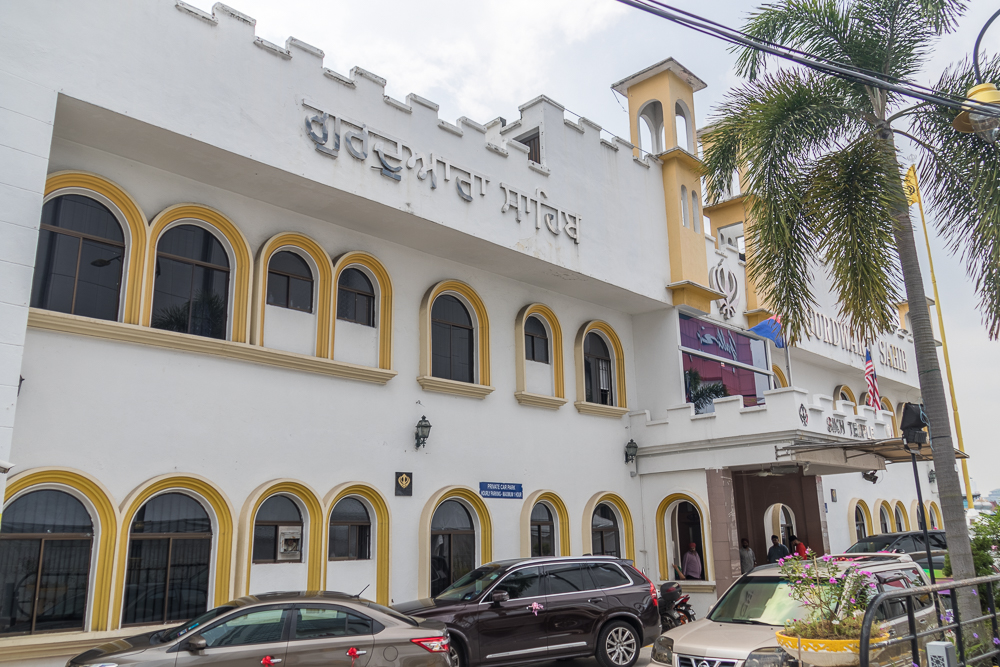
新山古德瓦拉锡克庙

新山古德瓦拉锡克庙（Gurdwara Sahib Johor Bahru）建于1921年，是新山最古老的锡克庙。1916年4月5日，锡克教徒向柔佛州警察专员要求一块土地来建造锡克庙。1921年2月10日，现址在此被列为庙宇保护区。这片土地原为泥泞和沼泽，锡克教徒用沙子和石头填满了土地，并在此基础上于1921年末建造了新山第一座锡克庙。

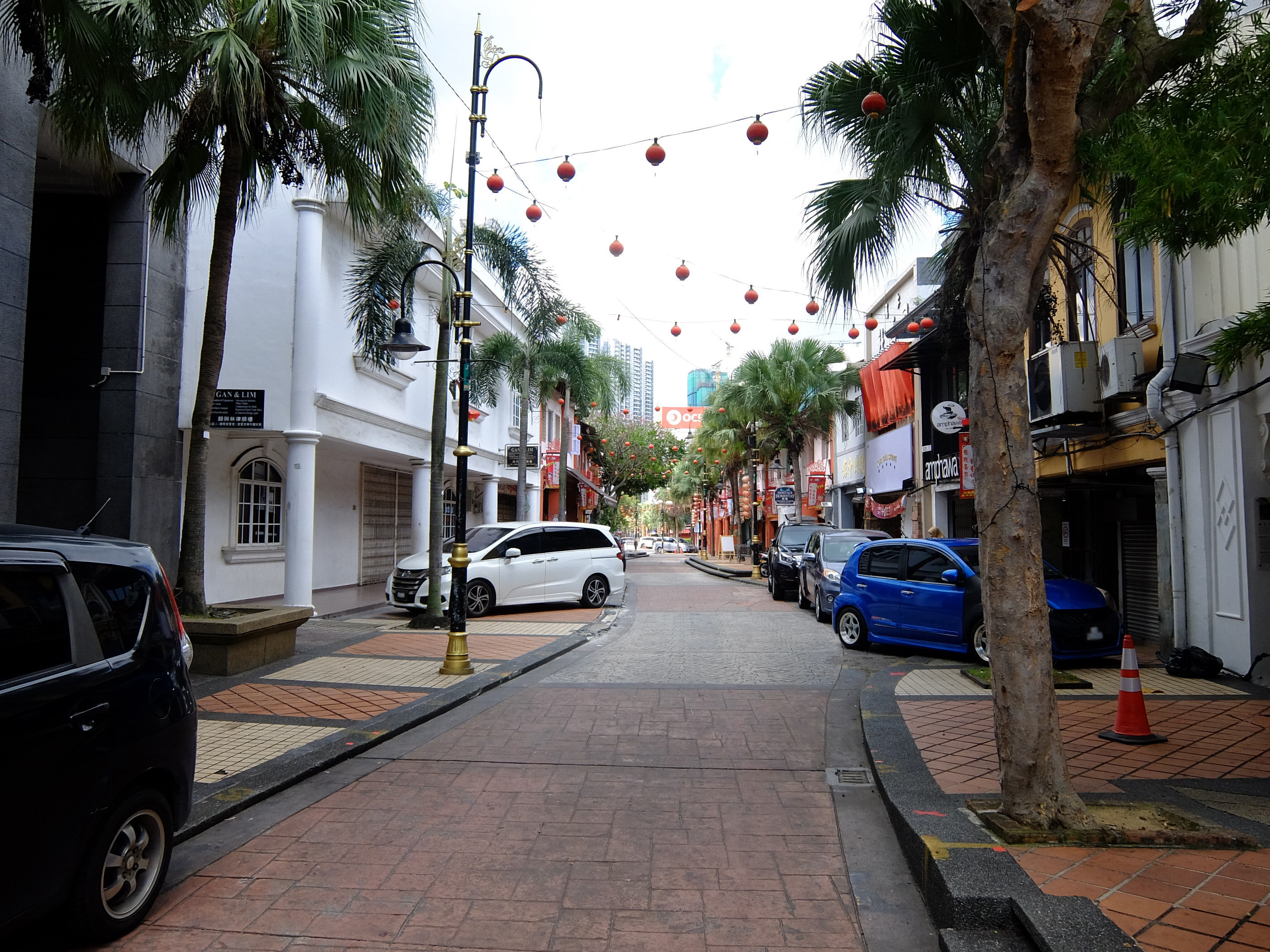
陈旭年文化街

陈旭年街是新山市中心的一条老街，也是当地华人早年开辟新山时最为繁荣的街区，现已作为旅游景点。陈旭年街除了保有20世纪设计的建筑物，也应政府的推广在街区增添了许多现代艺术壁画。陈旭年街也是许多老字号如金龙咖哩鱼头、协裕面包店和华美茶餐室等的据点，同时有许多咖啡厅于此设立。

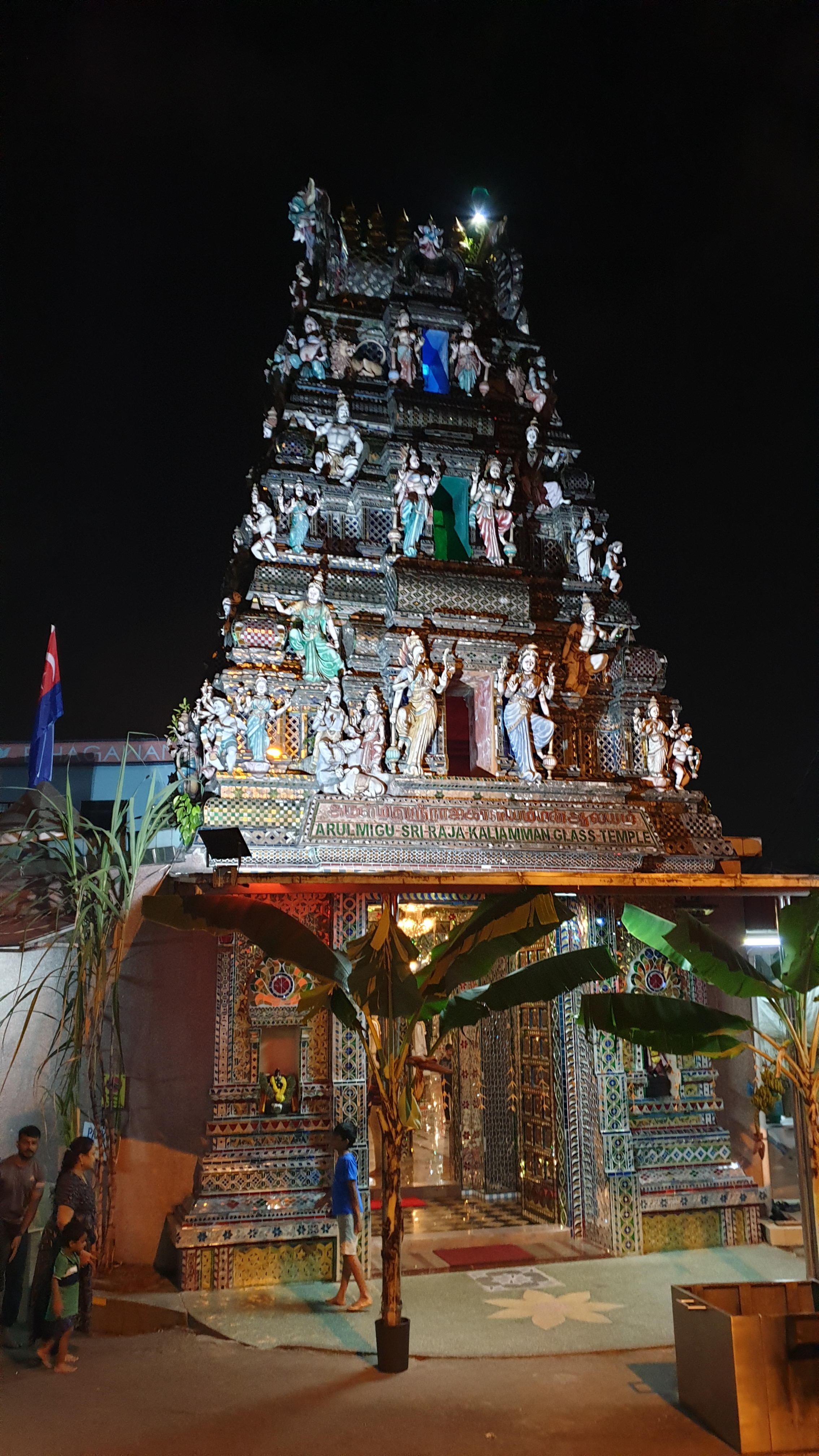
新山玻璃庙

新山玻璃庙全名为阿鲁米古斯里拉惹卡丽安曼玻璃庙，是新山最古老的兴都庙之一，它也是该州的旅游胜地之一。它始建于1922年，在2010年翻修成玻璃制的兴都庙。该庙于2010年5月12日在《马来西亚记录》中被列为全国第一座也是唯一一座玻璃制的兴都庙，也是世界第一座玻璃制的兴都庙。

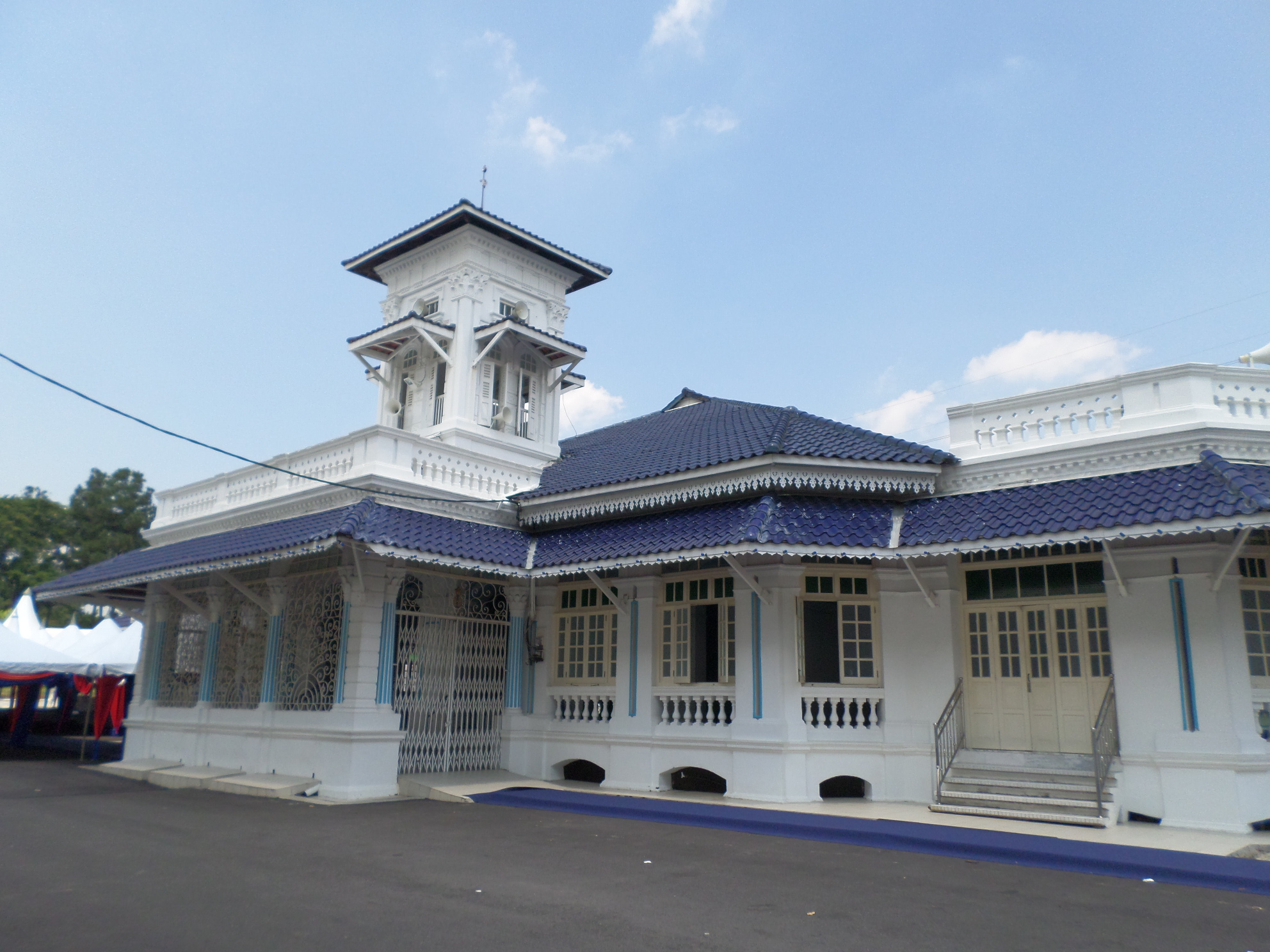
巴西柏兰宜皇家清真寺

巴西柏兰宜位于市中心的士都兰区（Stulang），是柔佛州的皇家村，是在1900年代于苏丹阿布峇卡的指挥下建的，包括一个皇宫及马球俱乐部，其中的巴西柏兰宜清真寺是效仿柔佛州的州立清真寺苏丹阿布峇卡清真寺而建设的。

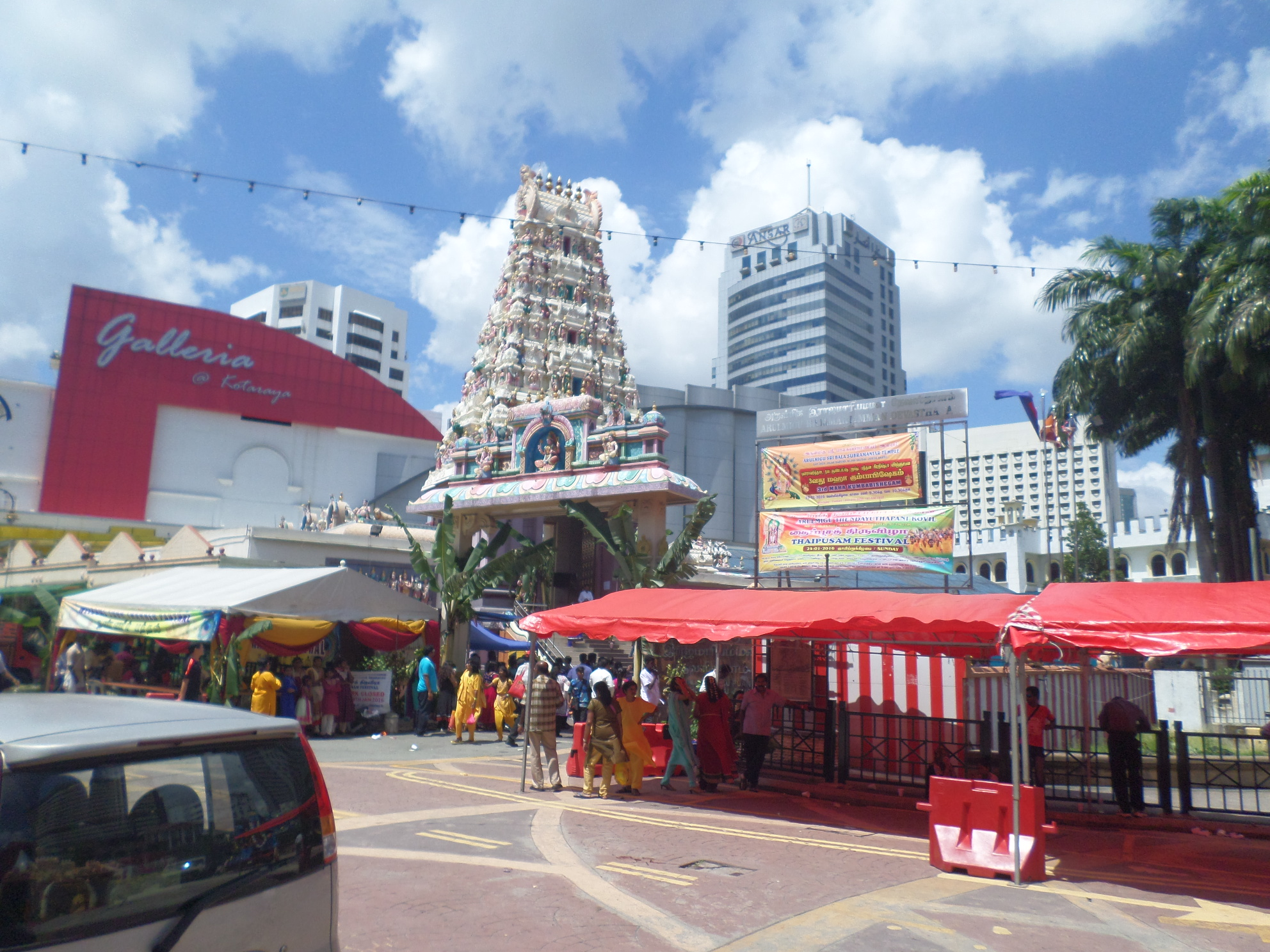
阿鲁米古拉惹马里安曼庙

阿鲁米古·拉惹马里安曼庙是新山古老的兴都庙，是印度社区的朝圣地点之一。它始建于1911年，这座美丽的印度教寺庙拥有华丽的雕刻，虔诚的艺术品和高塔，色彩鲜艳的塔门（gopuram）入口，是新山印度教社区的核心。

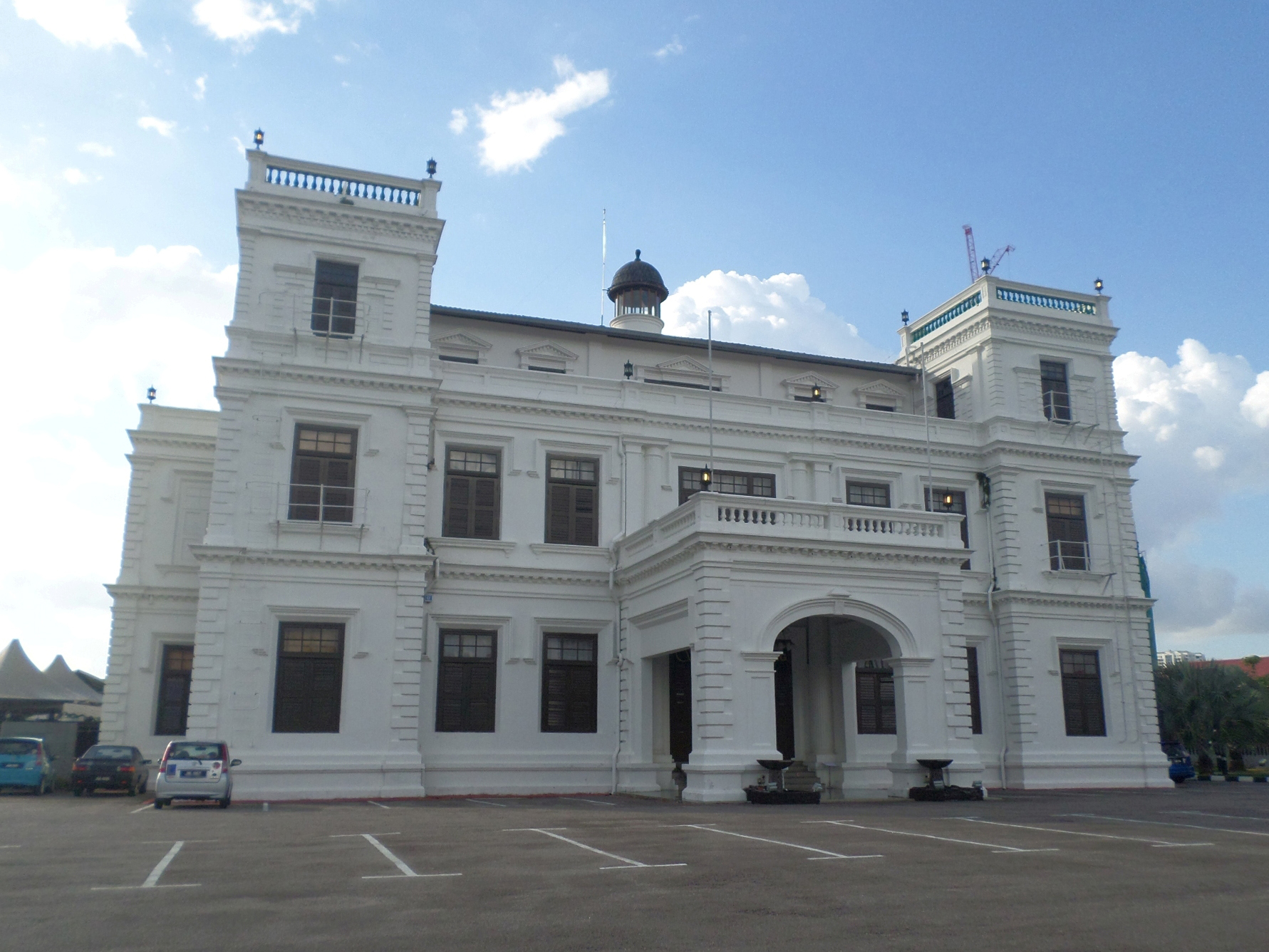
嘉化穆罕默德故居

原为拿督嘉化穆罕默德故居（Dato' Jafaar Muhammad's Former House）建于1886年，是柔佛第一任首席部长拿督嘉化穆罕默德的官邸。现已改造为柔佛名人博物馆以展示柔佛和柔佛苏丹国的历史。它还定期举办有关柔佛州著名人物的临时展览。

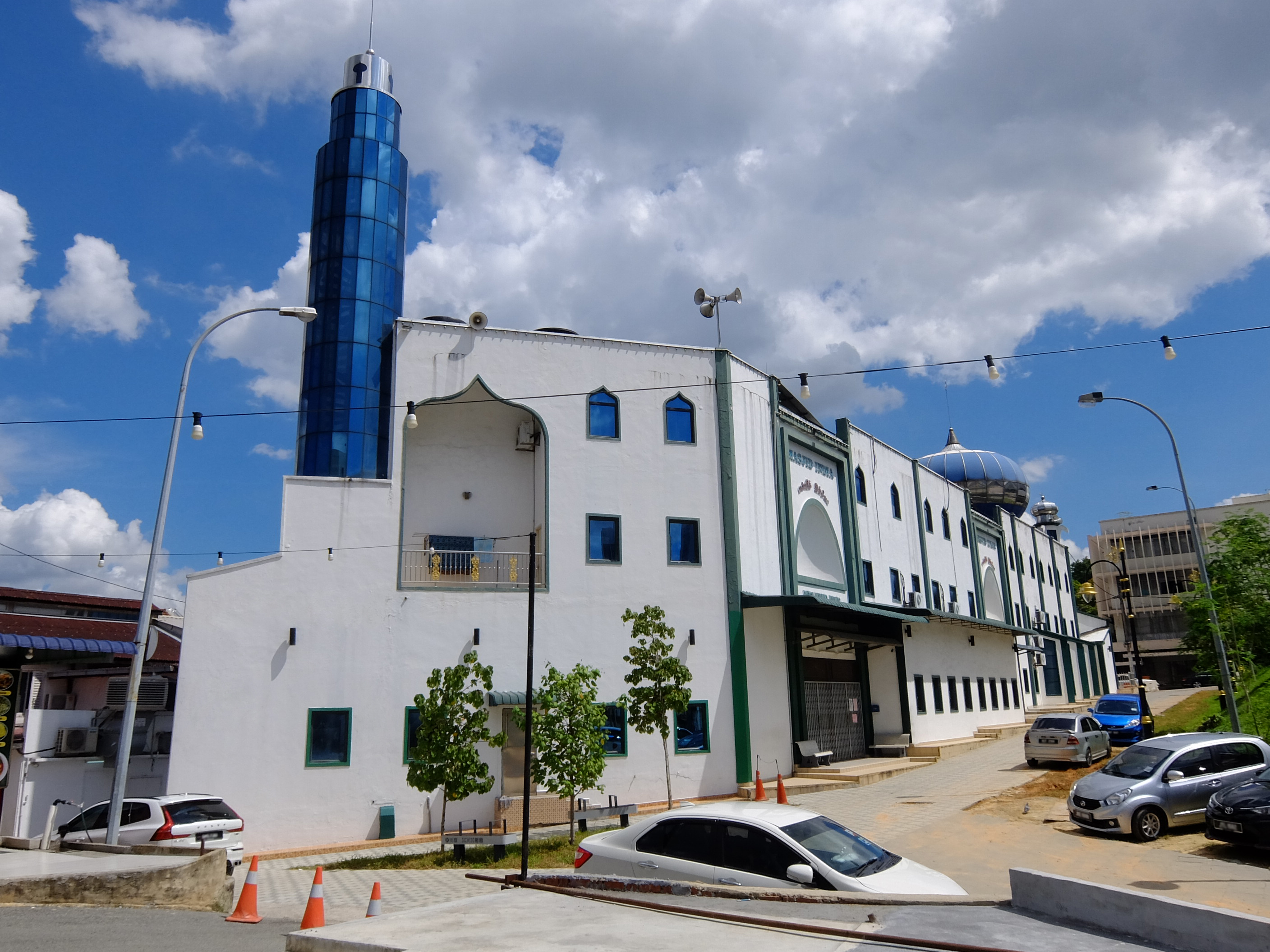
印度清真寺

位于新山的印度清真寺（Masjid India）的历史虽然已经无从考究，但已经重新翻新并成为印度穆斯林祈祷的去处。

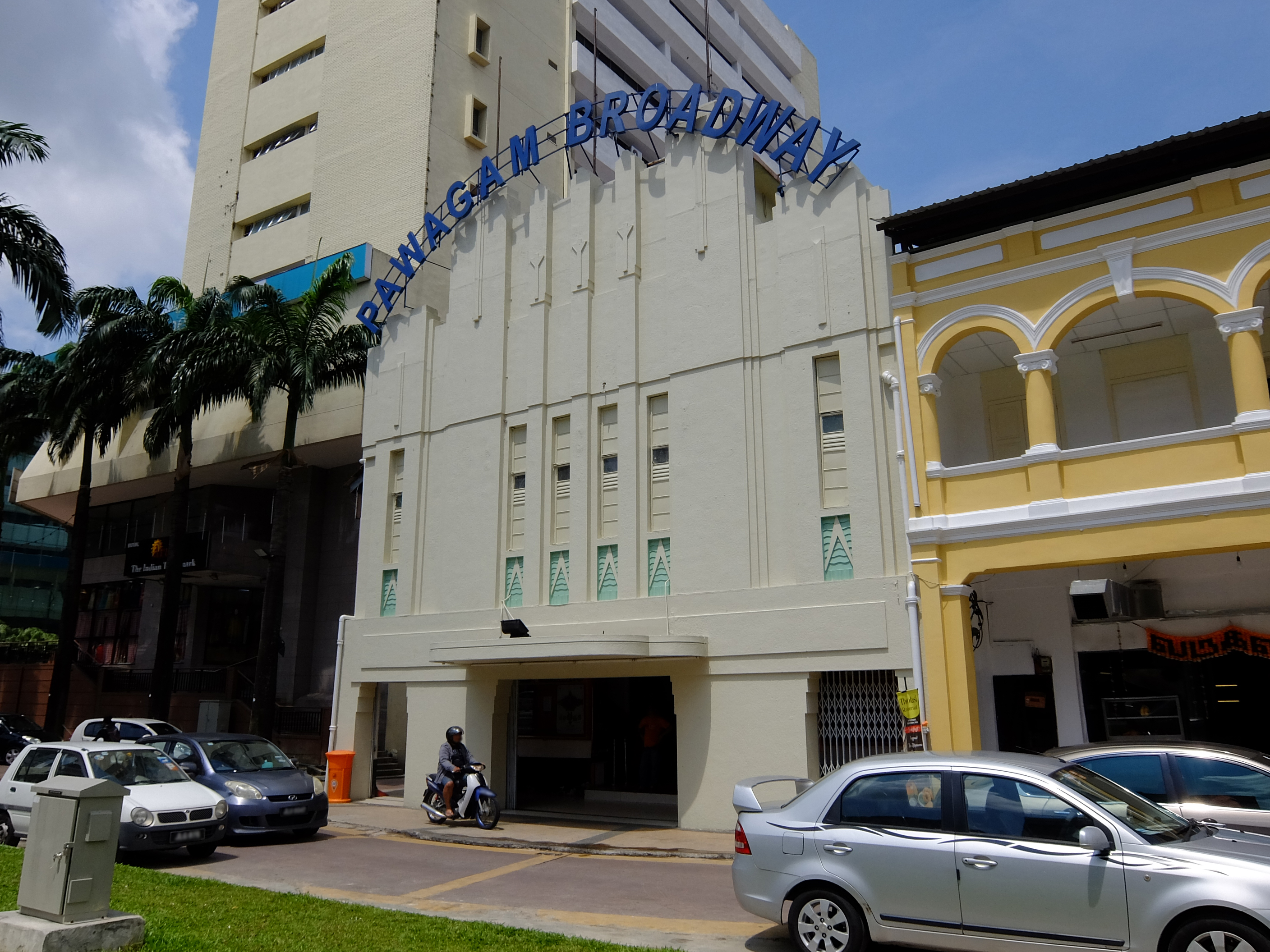
百老汇电影院

百老汇电影院（Broadway Theatre），是该市最古老的电影院，主要放映泰米尔语和印度语电影。该市大多数位于购物中心内。

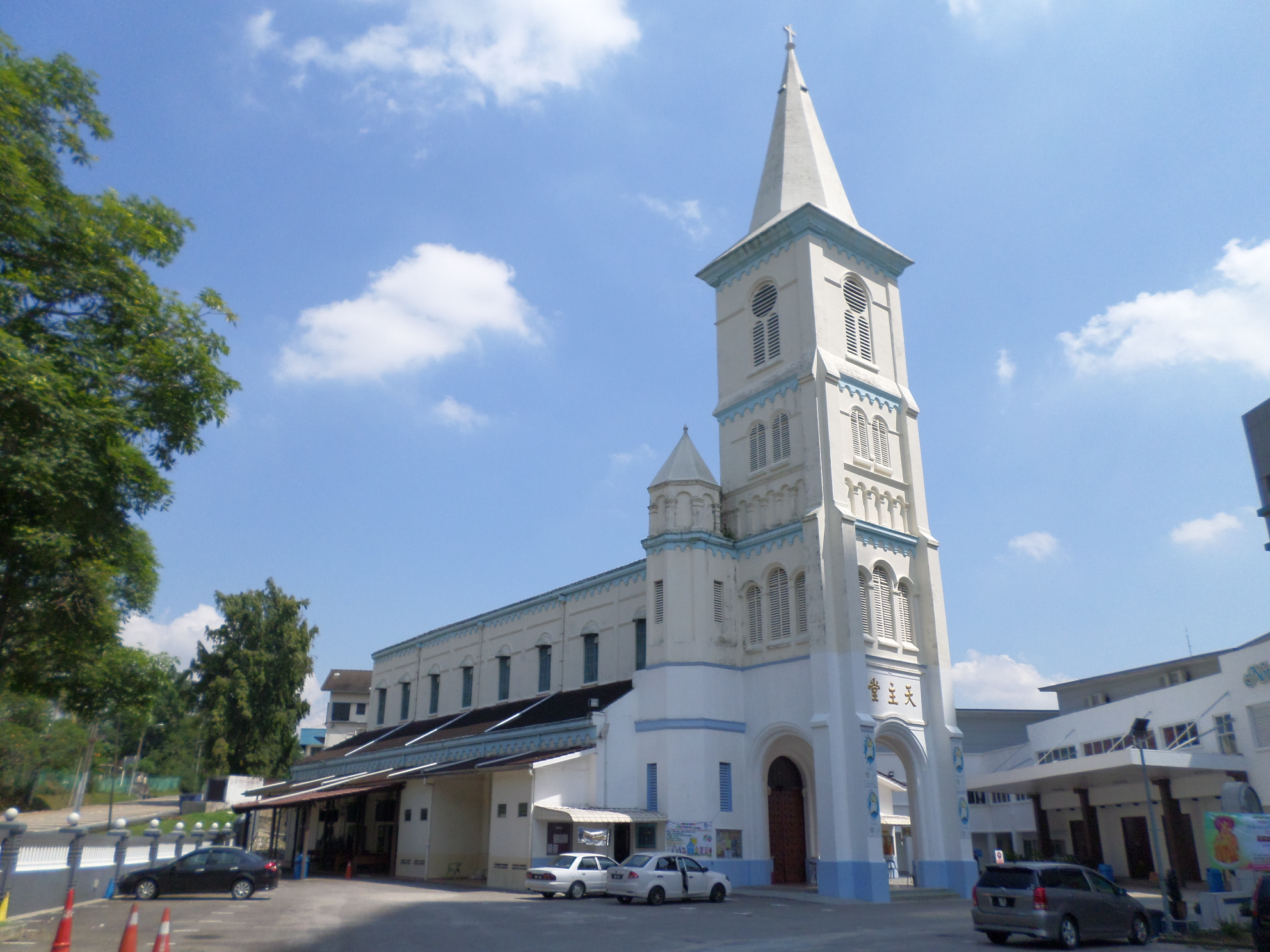
圣母无染原罪堂

圣母无染原罪堂（Catholic Church Of Immaculate Conception）为新山市中心的天主教教徒生活和祈祷的活跃中心。由法国籍已故神父萨来勒Rev. Fr. C. Saleilles于1883年设立，直到1921年神父杜维尔建设了现有的教堂，也是新山最古老的教堂。最初为建于1883年的卢尔德圣母堂（Our Lady of Lourdes）。

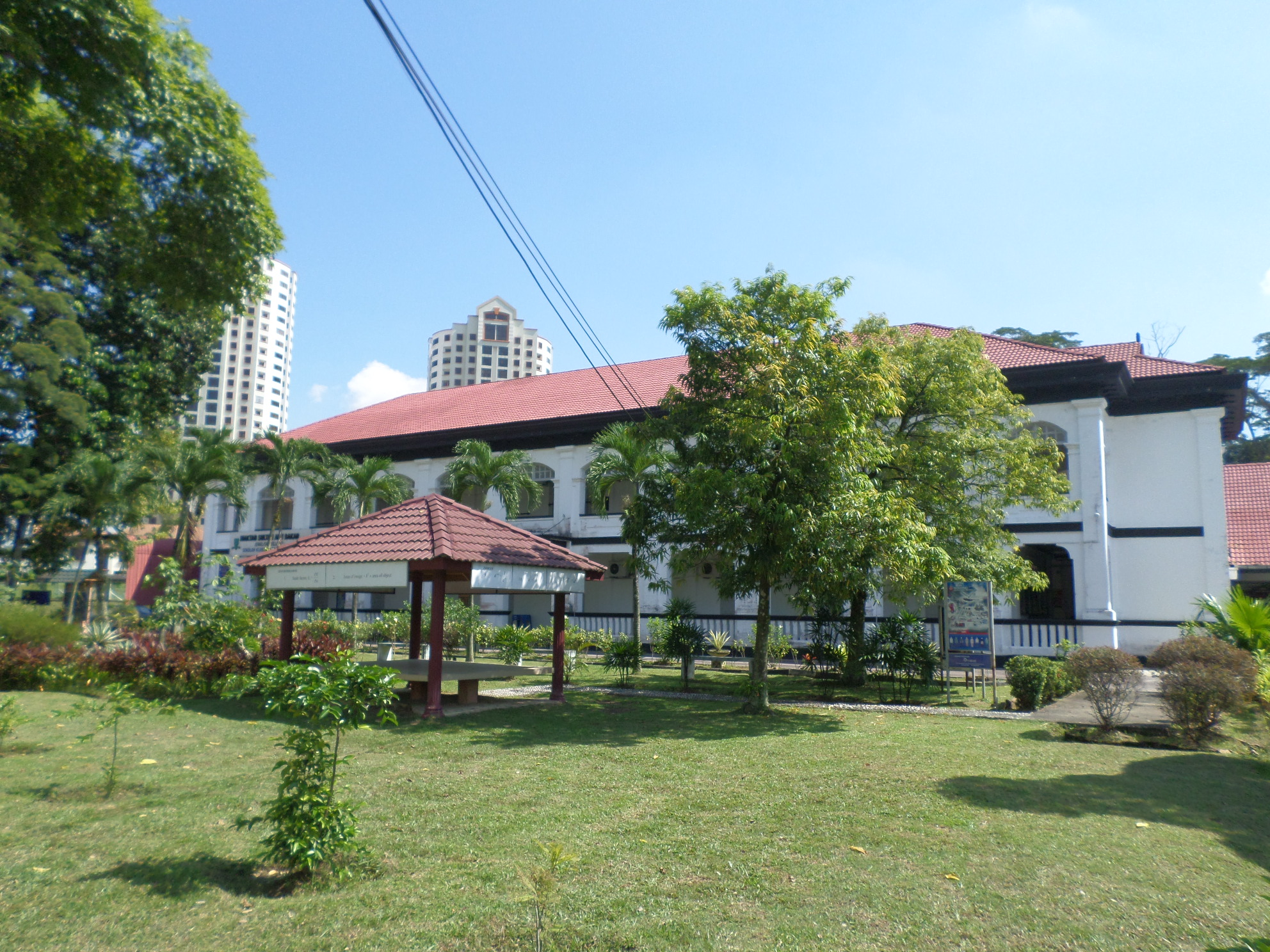
新山英语学院

新山英语学院（English College Johore Bahru），又称苏丹阿布峇卡书院（Maktab Sultan Abu Bakar），缩写为EC、MSAB、该学院。成立于1914年，有时被称为“柔佛的骄傲”，是马来西亚一所古老的高级学校。这是柔佛州新山的一所男校。这所学校是柔佛苏丹国的皇家赞助，并被马来西亚教育部授予卓越集群学校的地位。柔佛州新山英语学院（EC）是马来西亚十所最古老的英语院校之一，也是柔佛州历史最悠久的学校。

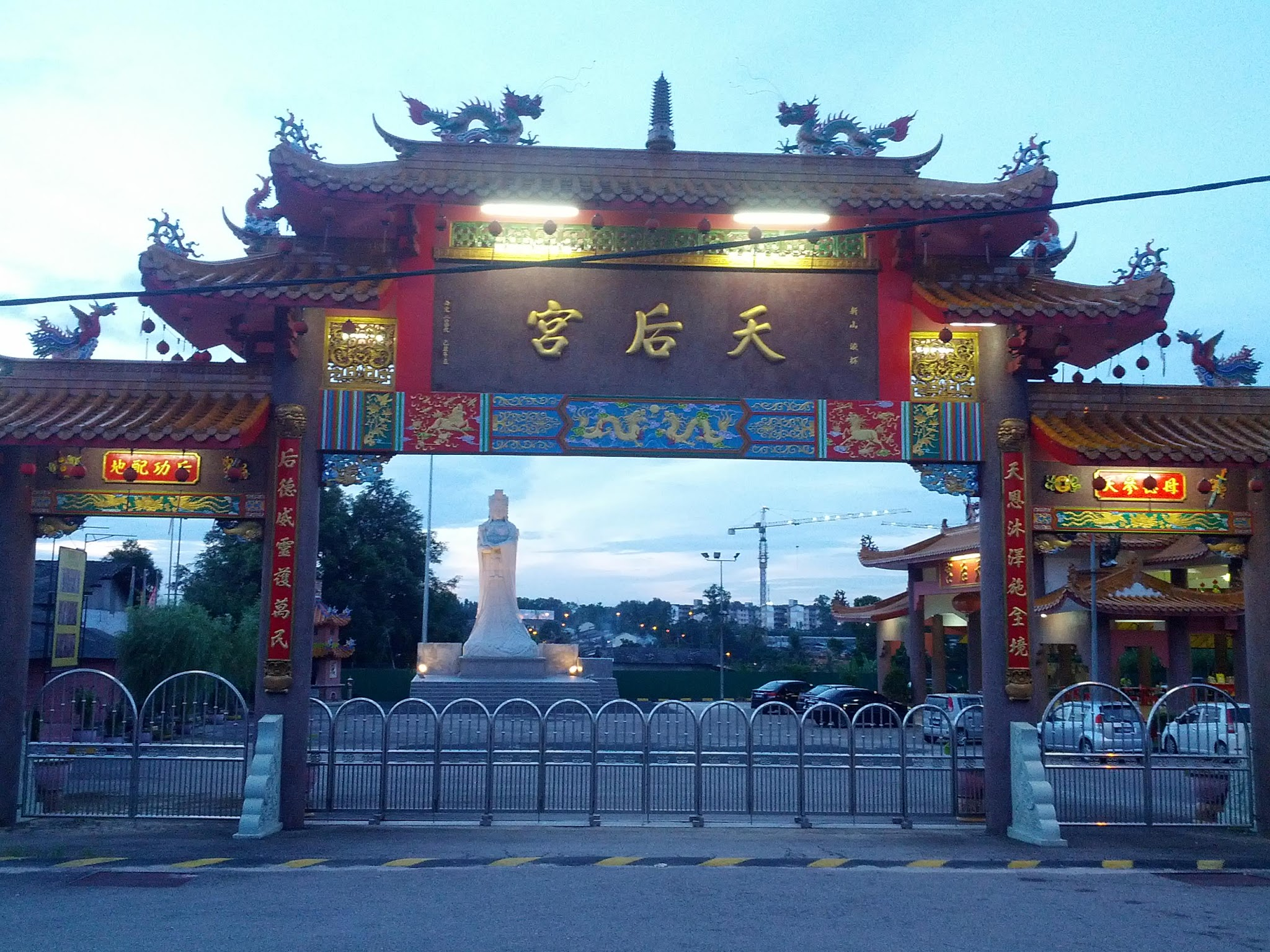
士古来天后宫

士古来天后宫是位于新山淡杯的一座寺庙，于1892年建立，是新山最古老的寺庙之一。内有安置有天后圣母、玄天上帝和普庵袓师三尊神明，以供善信膜拜。除了供奉原本的三尊神明，寺庙里的众神有50多尊之多。

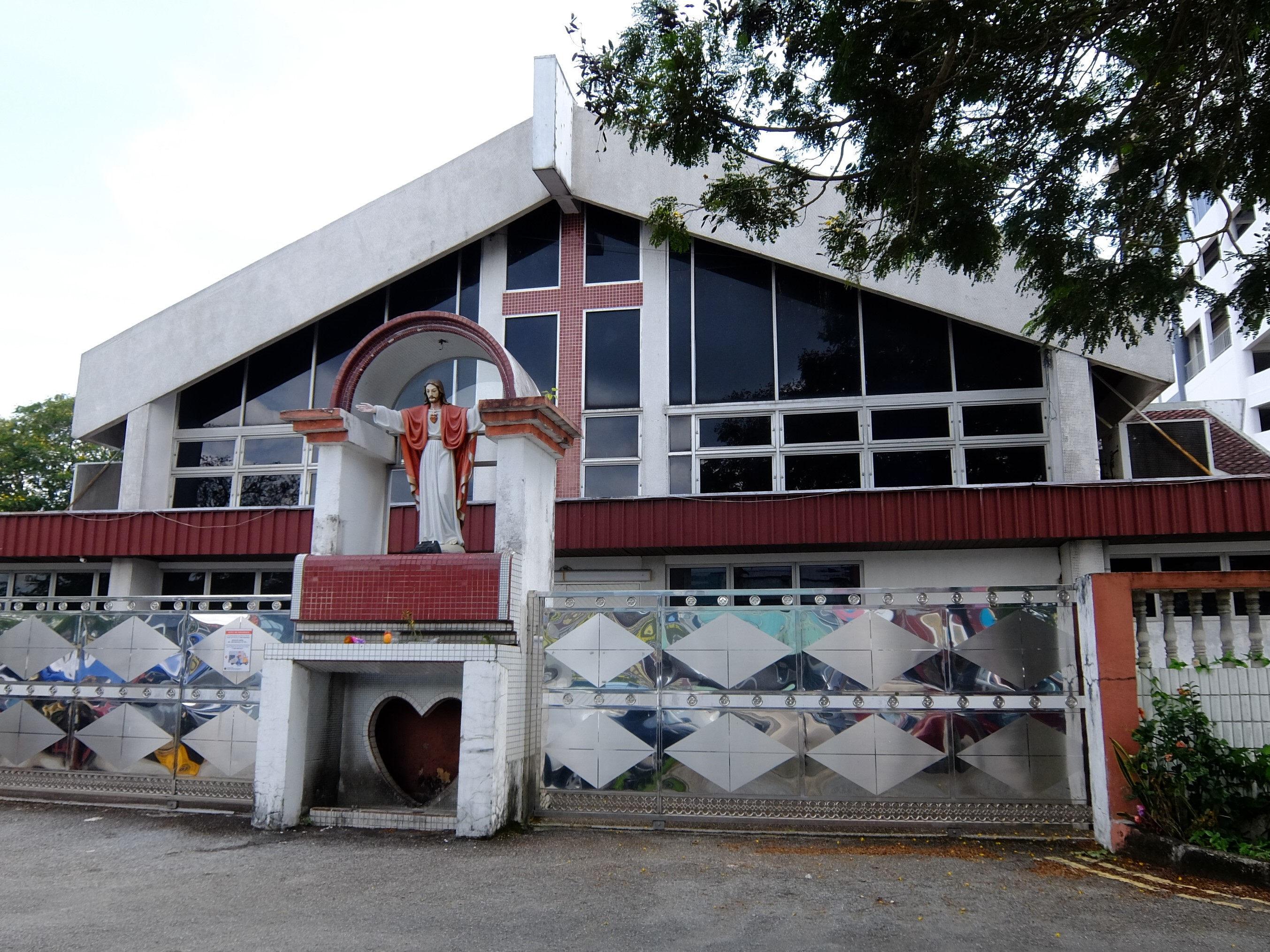
耶稣圣心大教堂

耶稣圣心主教座堂（Cathedral of the Sacred Heart of Jesus）是位于新山地不佬的教堂，建于1982年。主教座堂本身位于新山人口最稠密的地区的心脏地带，周围环绕着商业与住宅区。是甲柔教区(马六甲-柔佛) 天主教徒的核心。在重大节日教区主教会亲临主持弥撒圣祭。

### 商圈市集
新山地广人多而稠密，也因此是继巴生谷后马来西亚第二最多购物中心的地方。
新山市注重传统文创产业发展，在拉庆区拿汀哈丽玛路建有柔佛手工艺品中心，展销编织、木雕、峇迪等传统手艺成品。柔佛区复原中心（JARO）的手工艺品专卖店亦贩售儿童玩偶与竹篮，皆由残障人士亲手制作。新山士姑来路也设有手艺中心，提供竹篮、草席、峇迪布等。位于皇后花园的斯里安宇峇迪工业则是新山的峇迪制造厂、 金锦缎布料编制中心及铜板机床研制中心。
新山的夜市与市集所贩卖的食物及商品大同小异，主要原因为大多数流动夜市的摊贩都为同一批商家。新山各住宅区域通常都拥有各自的流动夜市，其中较出名及规模较大的包括新山跳蚤市集、世纪夜市、B5市集、皇后夜市、柔佛再也夜市、宏艺花园夜市等。

### 休闲娱乐
新山也有许多休闲娱乐场所，其中小巴黎步行街是散步悠哉的好去处，也能欣赏河岸的夜景。此外，新山也建立了欧式商业街，其中春季实验室（Spring Labs）为最著名。街道两旁当中建立了小吃店及商店，如菲律宾咖啡馆。然而新山夜生活多姿多彩，在茂奥斯汀商业区最为著名，当中建立了酒吧与酒馆。
新山也有许多游乐设施，最著名的有新山茂奥斯汀水上乐园，为新山市唯一水上乐园。在新山金海湾一带拥有许多游乐设施，其中有嘉年华、旋转木马、海盗船、家庭过山车等，供市民游玩的热门景点。此外新山郊区拥有一座模型飞机跑道，拥有大批游客到此一游。

### 生态旅游
位于新山市拥有一座市辖的城市森林公园（Hutan Bandar MBJB），城市森林占地50英亩，位于新山的湖北路（Jalan Tasek Utara）和耶耶亚哇路（Jalan Yahya Awal）交汇处，距离市中心约1.5公里。自从1987年以来，以地形结构，水资源，动植物与活动空间和设施融为一体的规划设计理念开始激发其发展。借助马来西亚理工大学研究与咨询部门的专业知识马来西亚的独特发展特征已经诞生。这个休闲区的特色在于，它以最小的采伐量来保持其原有的外观。结果是绿色的环境具有美学价值以及美丽舒适的风景。
柔佛动物园（Zoo Johor）于1928年由苏丹依布拉欣主持开幕，并命名为动物园（Kebun Binatang），即马来语动物园或动物园。当时，柔佛动物园是东南亚首个此类动物园。 1962年4月1日，动物园移交给柔佛州政府，并于同年向公众开放。新山动物园占地12.5英亩，距离新山市中心1公里，是马来西亚唯一由州政府管理的动物园。

## 媒体

### 电台

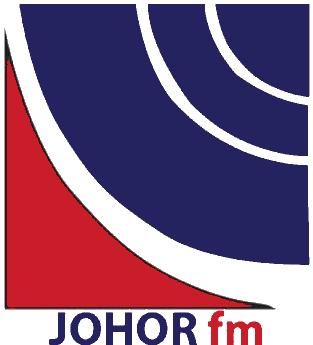
柔佛电台标志

新山的录音电台包括马来西亚第一個私人录音电台Best 104FM。其他2个录音电台为政府机构所拥有，柔佛电台及马新社24电台。新山能听到的本地华语电台有马来西亚广播电视的爱FM、首要媒体的8FM、Astro电台属下的MY和Melody、星报媒体集团的988电台，也同时接收得到新加坡6家中文电台的广播信号，当中有So Drama! 娱乐的88.3Jia、新报业媒体有限公司的96.3好FM和UFM 100.3，以及新传媒旗下的YES 933、958城市频道、972最愛頻道等调频电台。新山也是全马接收中文电台数量最多的一个城市。

### 电视台
新山的电视台则与其他马来西亚城市一样，以马来西亚广播电视（国营电视）和Astro集团（私营电视）为主。也因地临新加坡，许多新山居民也能够跨境收看对岸新传媒的六个电视频道。自从新加坡高清化现有的电视频道后，新山居民需要通过数码调谐器等设备来接收新加坡高清电视频道。

## 文化

### 节庆

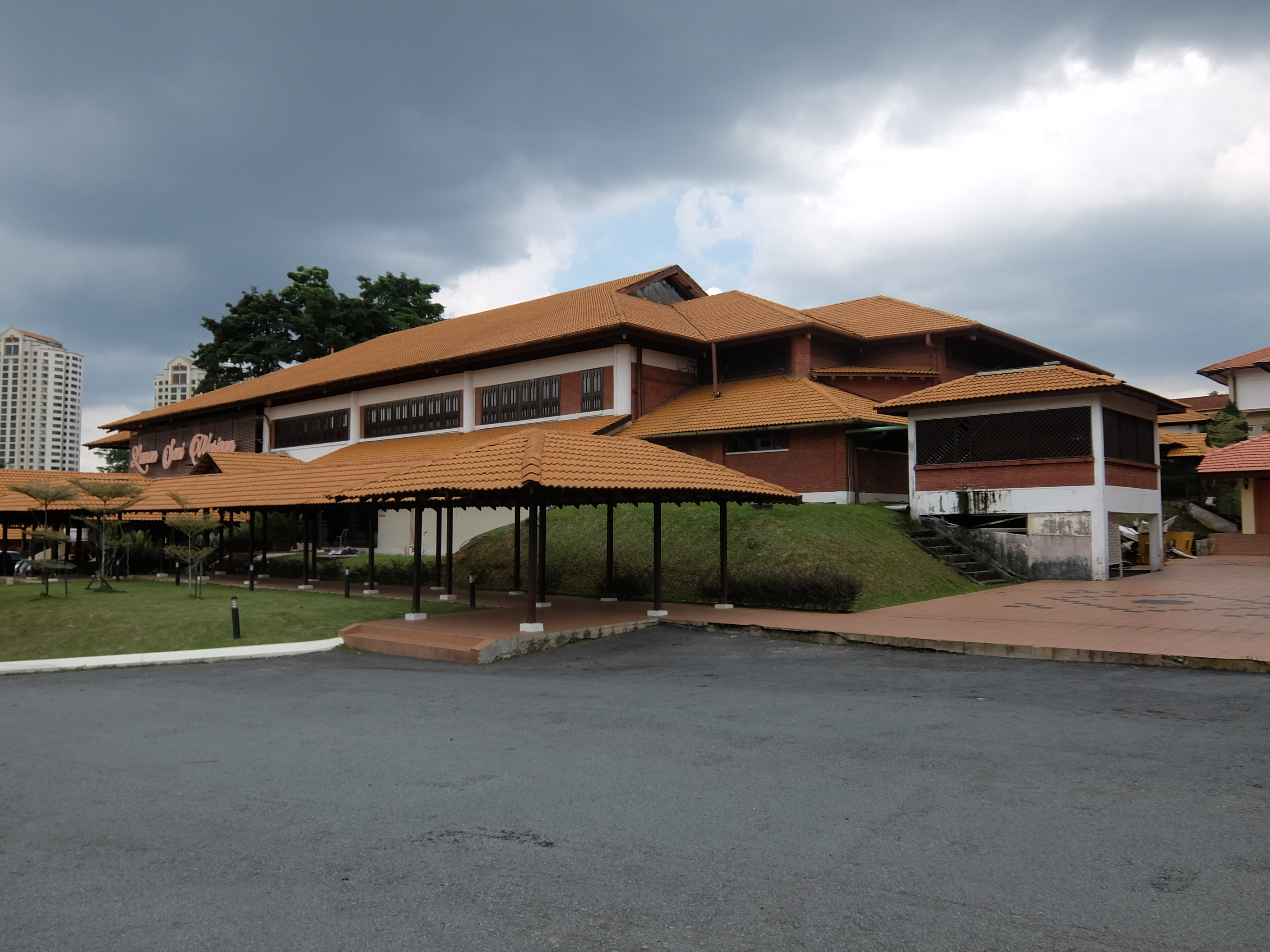
柔佛文化遗产基金会

新山和马来西亚其他主要城市一样，居民由三大种族组成，并分别信仰四大宗教。其中新山华人每年都会热烈庆祝农历新年和中秋节。而新山华人也会庆祝中元节（盂兰节）、清明节和其他华人传统节日节日。新山的马来人信奉伊斯兰教，主要庆祝开斋节、哈芝节和先知穆罕默德诞辰（Maulidur Rasul）。同时信奉兴都教的印度人庆祝屠妖节、大宝森节和庞格尔节。也有一部分居民信奉基督教，他们庆祝圣诞节、耶稣受难节和复活节。。

### 美食

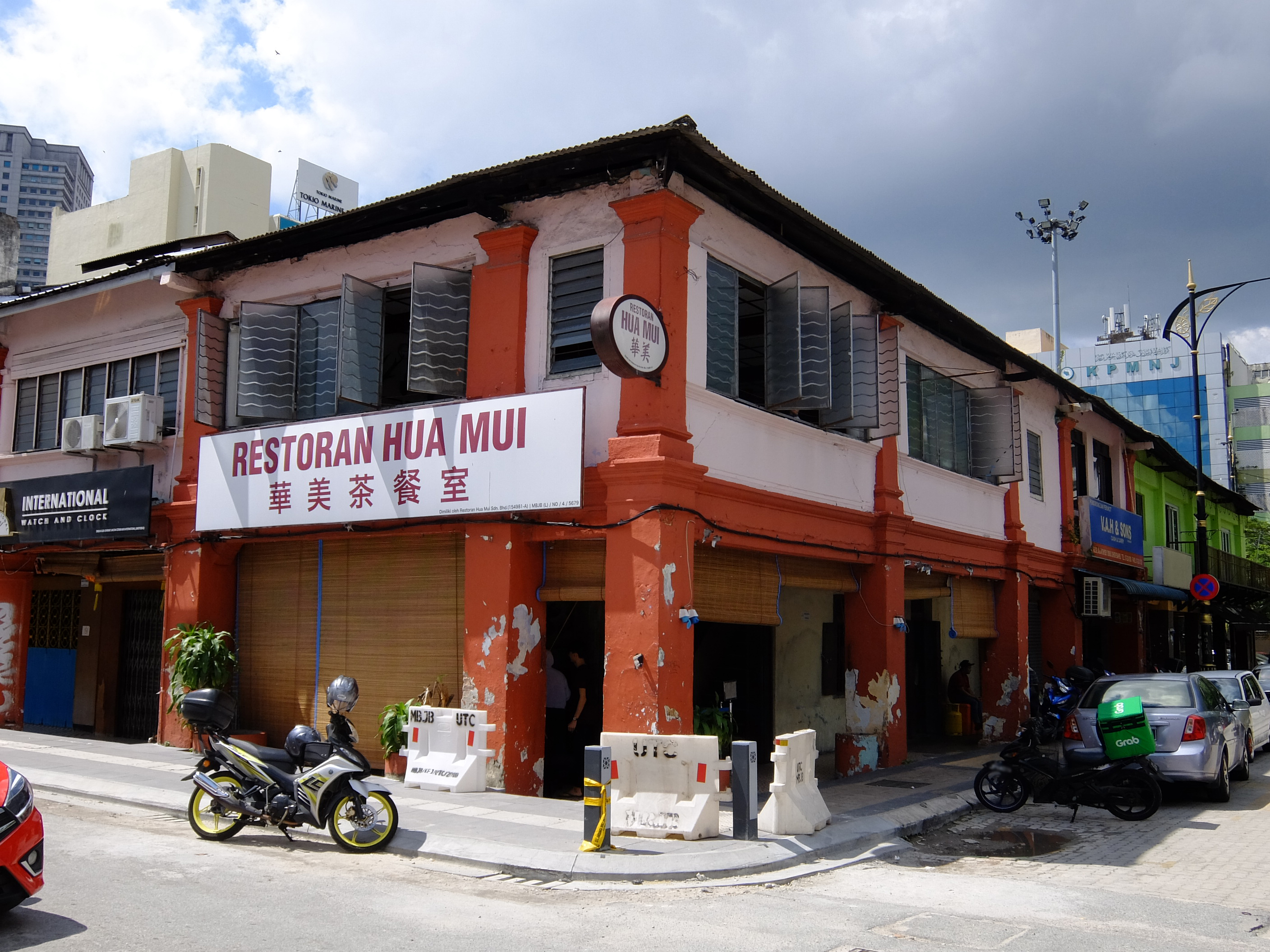
华美茶餐室

新山市拥有许多当地美食，以潮州美食居多，当中最著名的美食是汶强粿条仔。汶强粿条仔已有80多年的历史，是当地美食的象征。其他的老字号有金龙咖喱鱼头、大家发鸭肉（潮州炭烬鸭）、锦华茶餐室（生熟蛋、烤面包）、榕树下美食坊（榕树下粿条仔）、华美茶餐室（海南炸鸡扒）、武极查卡印度煎饼（Bukit Chagar）、瑟尼泵椰浆饭、（Senibong）、水塘叻沙、向荣饼店、亚标云吞面、华仔三合一招牌炒年糕、士都兰爪哇面（Stulang Laut）、栋源咖啡店（娘惹叻沙、爪哇面等）、協裕麵包西菓廠、哥打强记肉骨茶等。

### 文化习俗

#### 古庙游神

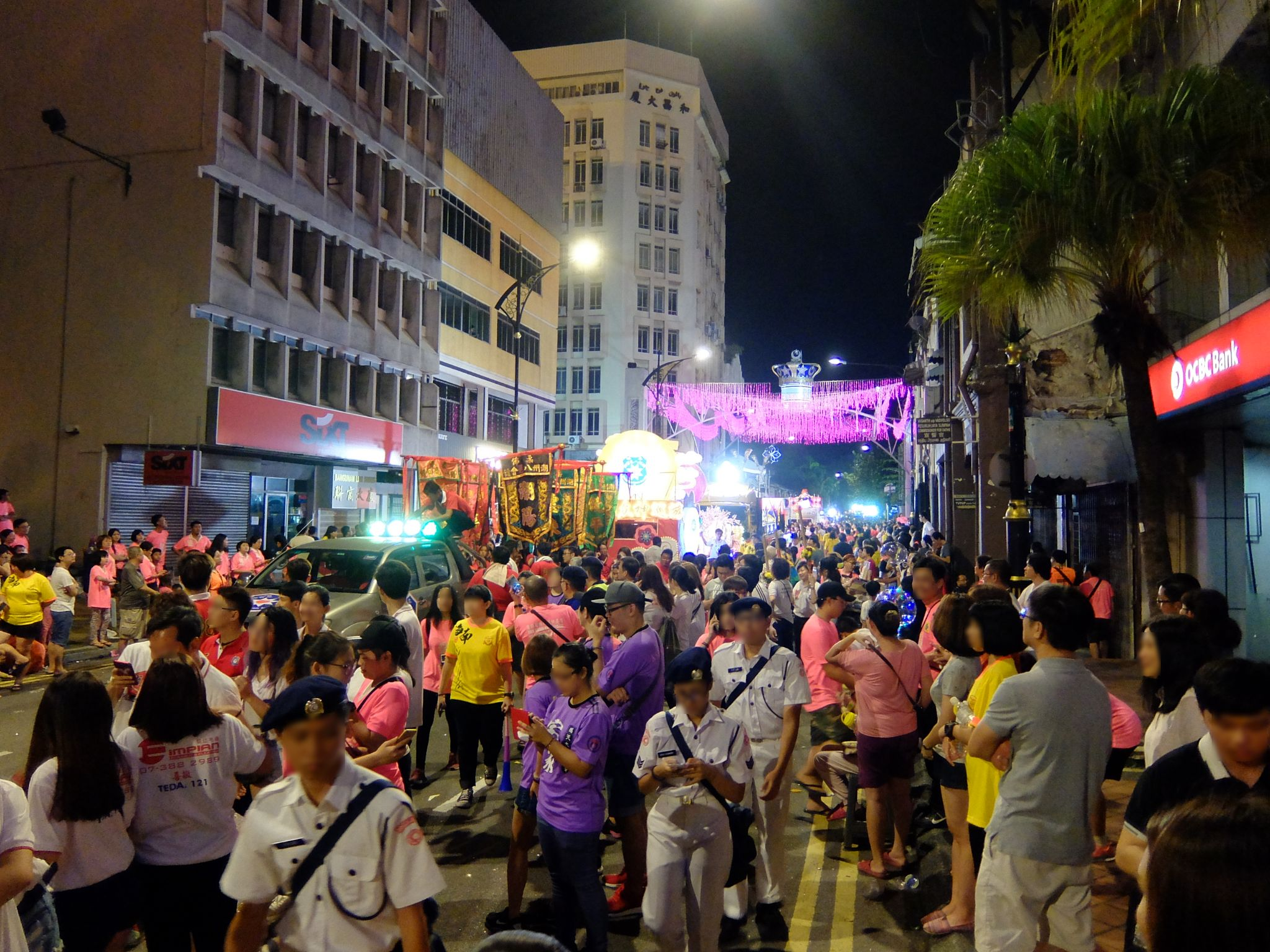
新山古庙游神

古庙游神是为了供奉玄天上帝、洪仙大帝、感天大帝、华光大帝和赵大元帅五尊神明的柔佛古庙，分别由新山的潮州人、福建人、客家人、广府人和海南人供奉。1870年开始至今已过了148年，每年农历正月20日的夜晚，这五尊神明都要出巡游街，接受大批信徒顶礼膜拜。原本只是华族民间宗教信仰的庙会活动，如今已演变为新山人一年一度的盛大游行，并被政府列为旅游景点和马来西亚国家遗产。参加者从当地华人扩张至其他种族，也吸引许多国内外各地的游客特地到此观赏。

#### 二十四节令鼓

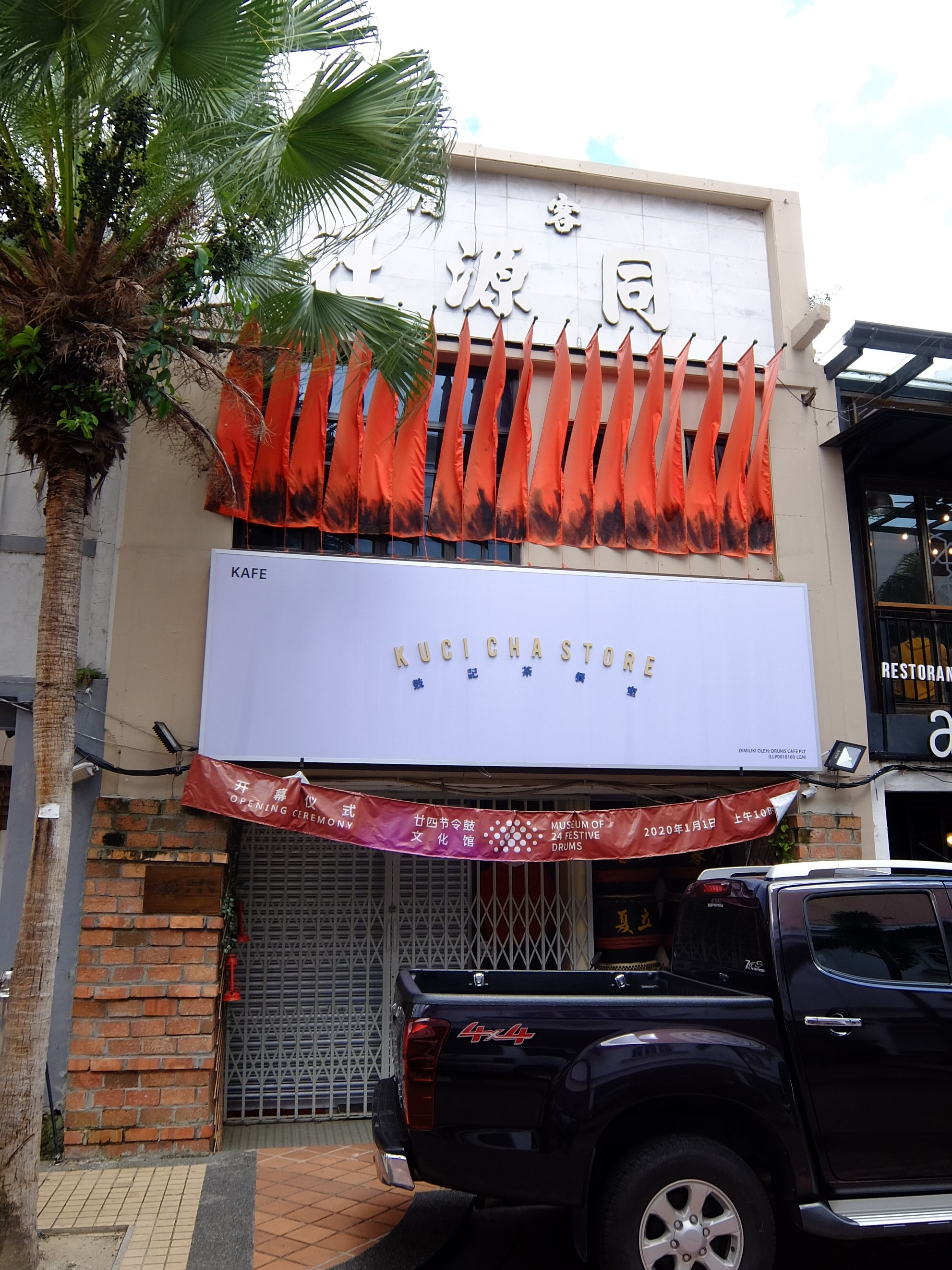
二十四节令鼓博物馆

二十四节令鼓是一种结合二十四节气、书法和广东狮鼓的鼓艺表演，于1988年由马来西亚华人陈徽崇和陈再藩在新山共同创立，于2009年成为马来西亚国家遗产项目。二十四节令鼓是在华人传统鼓艺的基础上加以充实创新而成，除了是一项鼓艺表演，也是东南亚华人文化传承的象征。

### 文化设施

#### 博物馆

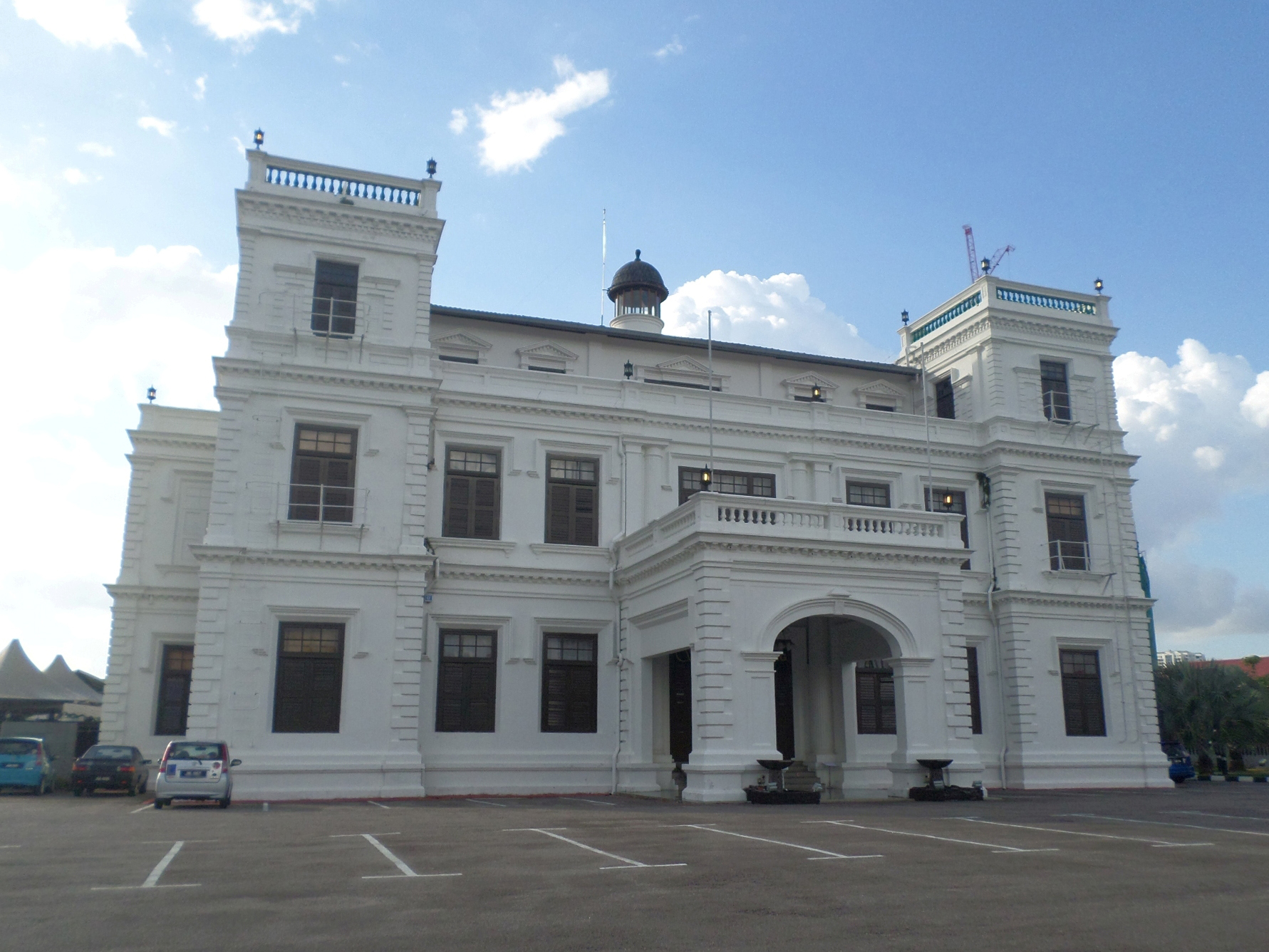
柔佛名人博物馆

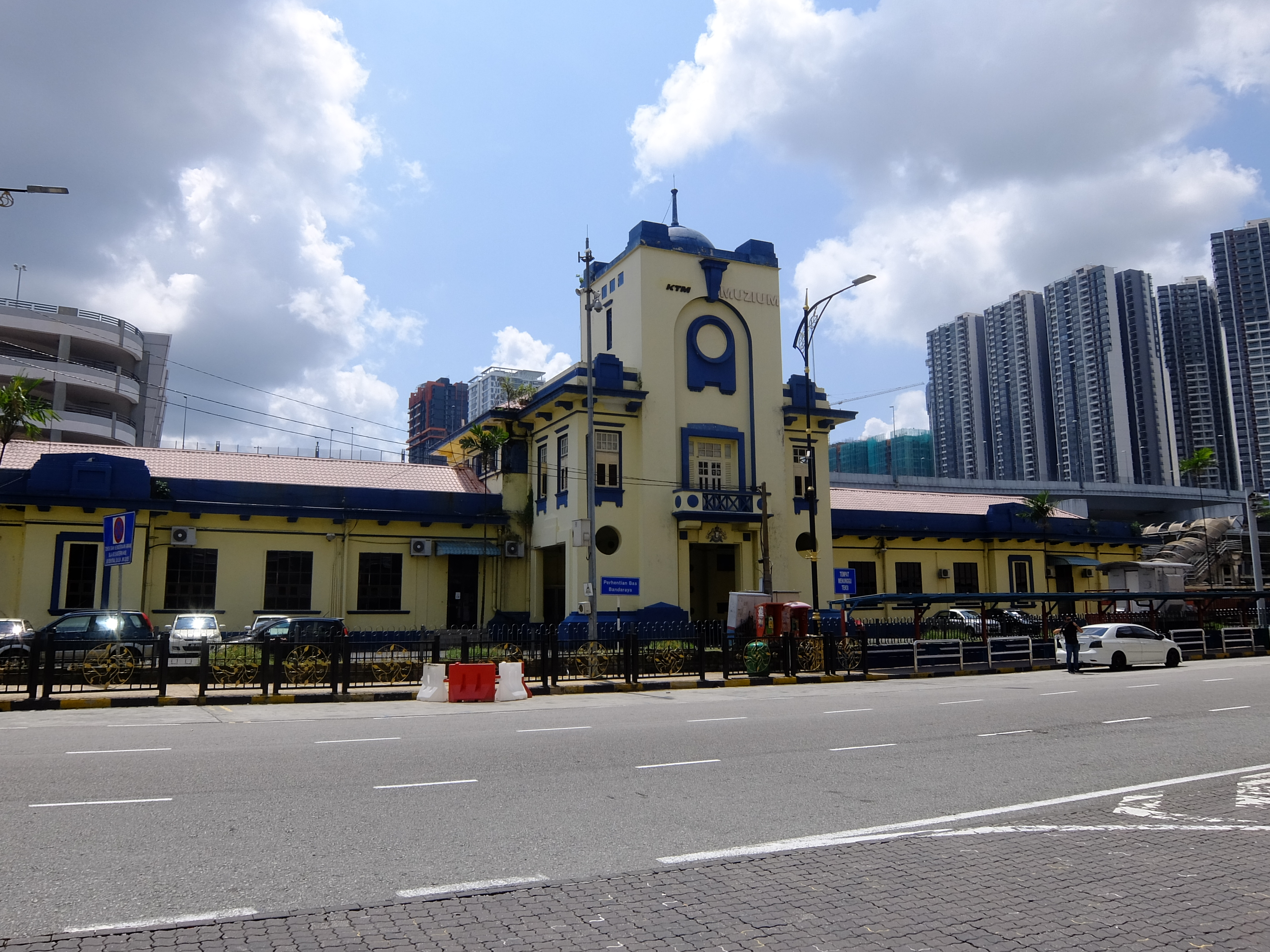
铁道博物馆

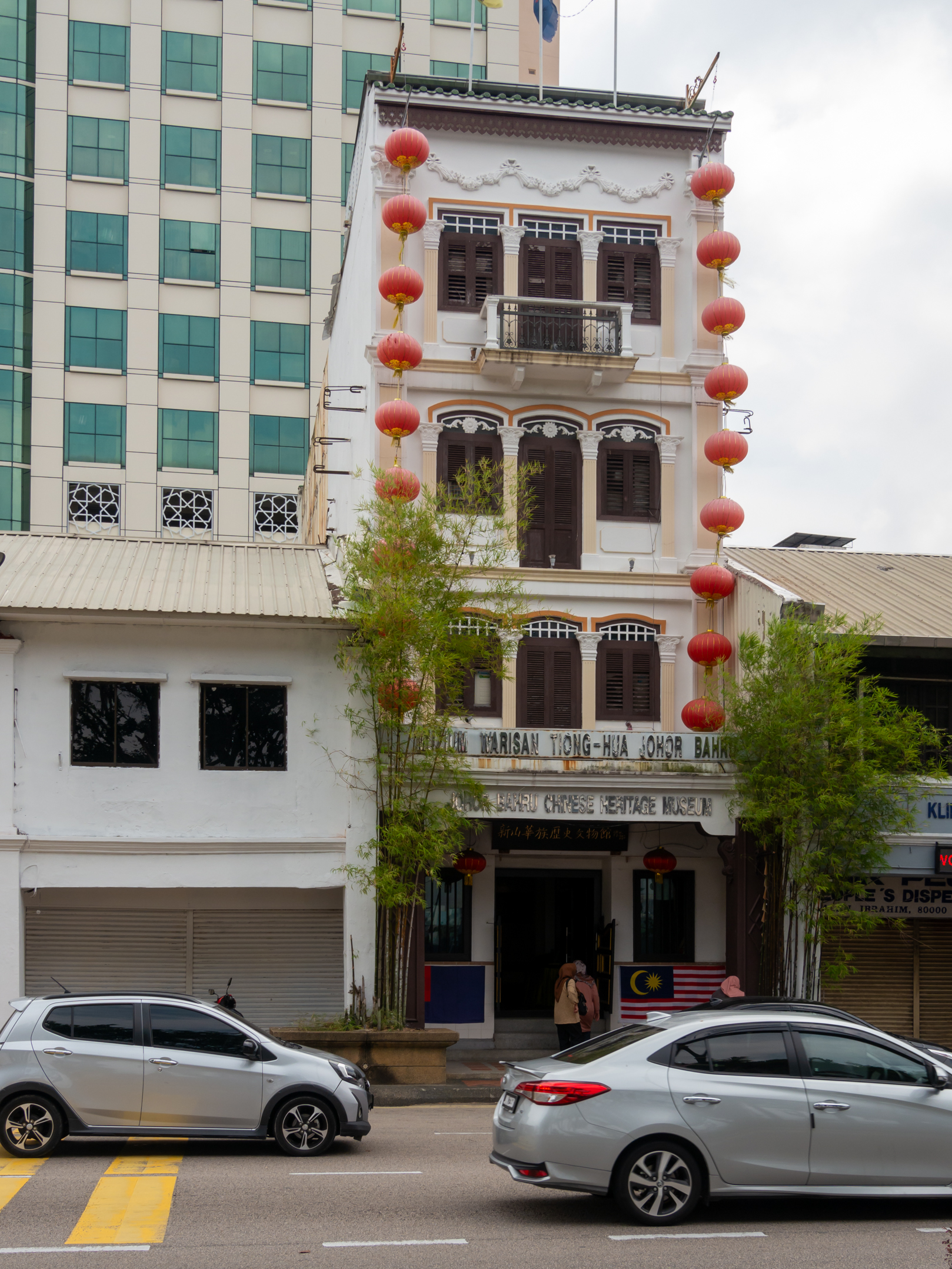
新山华族历史文物馆

新山市中心内设有多家博物馆，其中计有由马来西亚华人社团设立的华族历史文物馆、马来亚铁道博物馆（即旧火车站）、柔佛名人博物馆和苏丹阿布峇卡博物馆。

#### 皇家博物馆

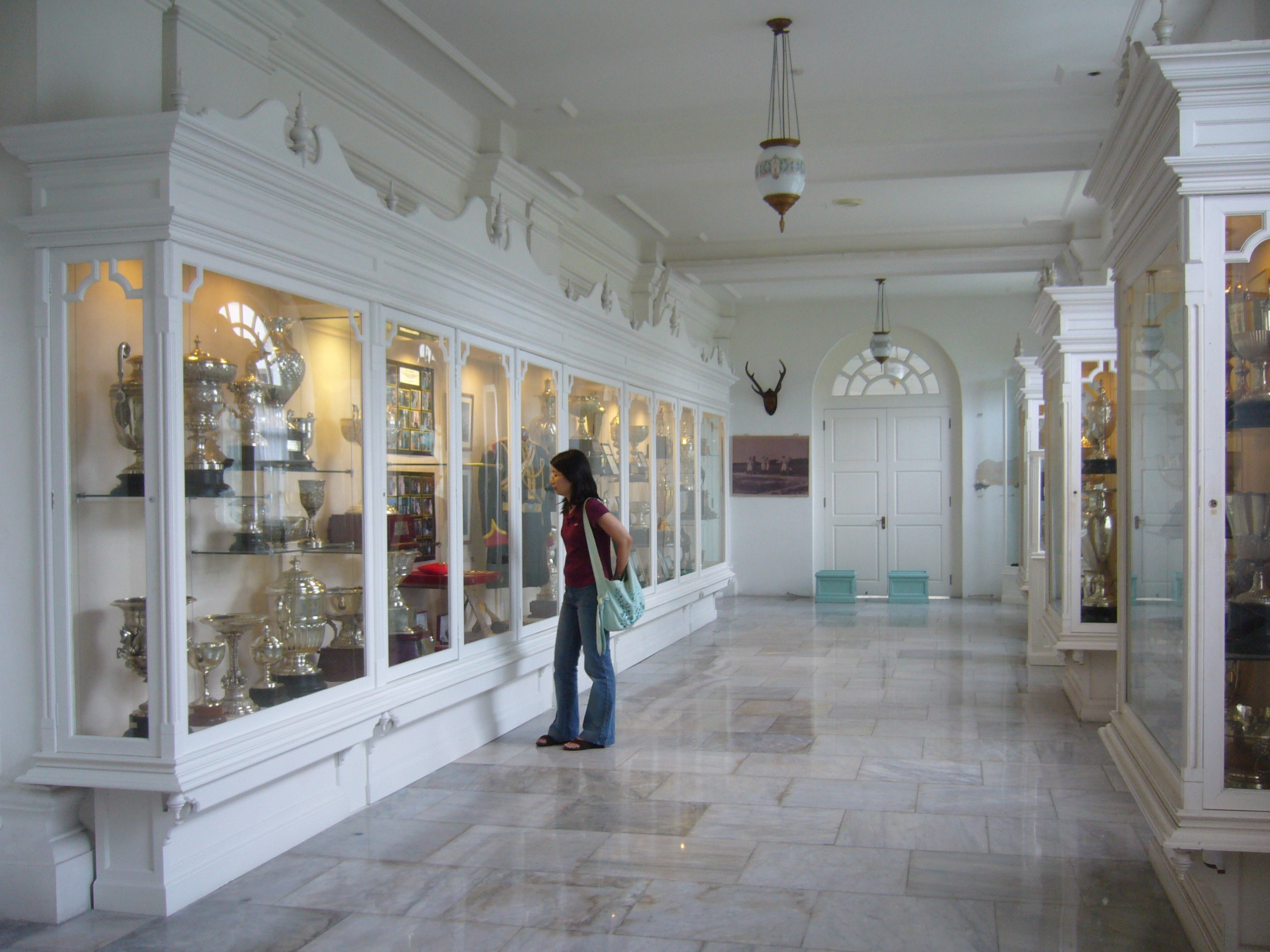
苏丹阿布峇卡皇家博物馆

苏丹阿布峇卡博物馆位于柔佛海峡边的敦依斯迈医生路，面向柔佛海峡，与新加坡隔岸相望。该博物馆历史悠久，至今已有142年历史，参观者可通过坚实的木质地板了解其与传统马来高脚屋的渊源，同时见识皇家建筑的气派。博物馆内的收藏有历史文物、艺术品和王室收藏品，在这座皇家博物馆中可以更直观地了解到当年柔佛苏丹王室的历史和辉煌。

#### 图书馆

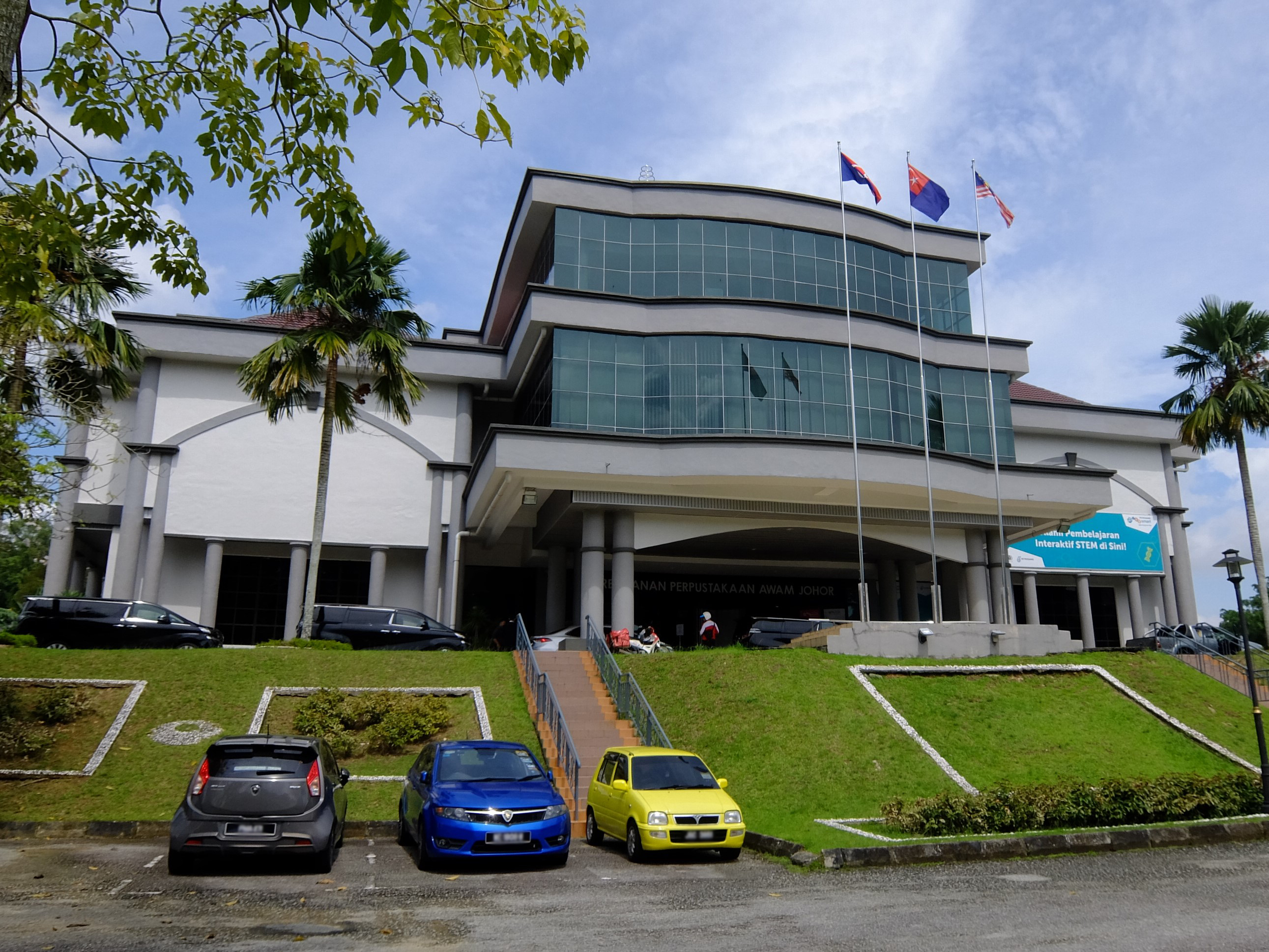
柔佛州立图书馆

柔佛州立图书馆位于耶耶亚哇路（Jalan Yahya Awal），为州内规模最大的图书馆。而新山主要学府皆设有私立图书馆，该市也设有两座郊区图书馆。

#### 美术馆

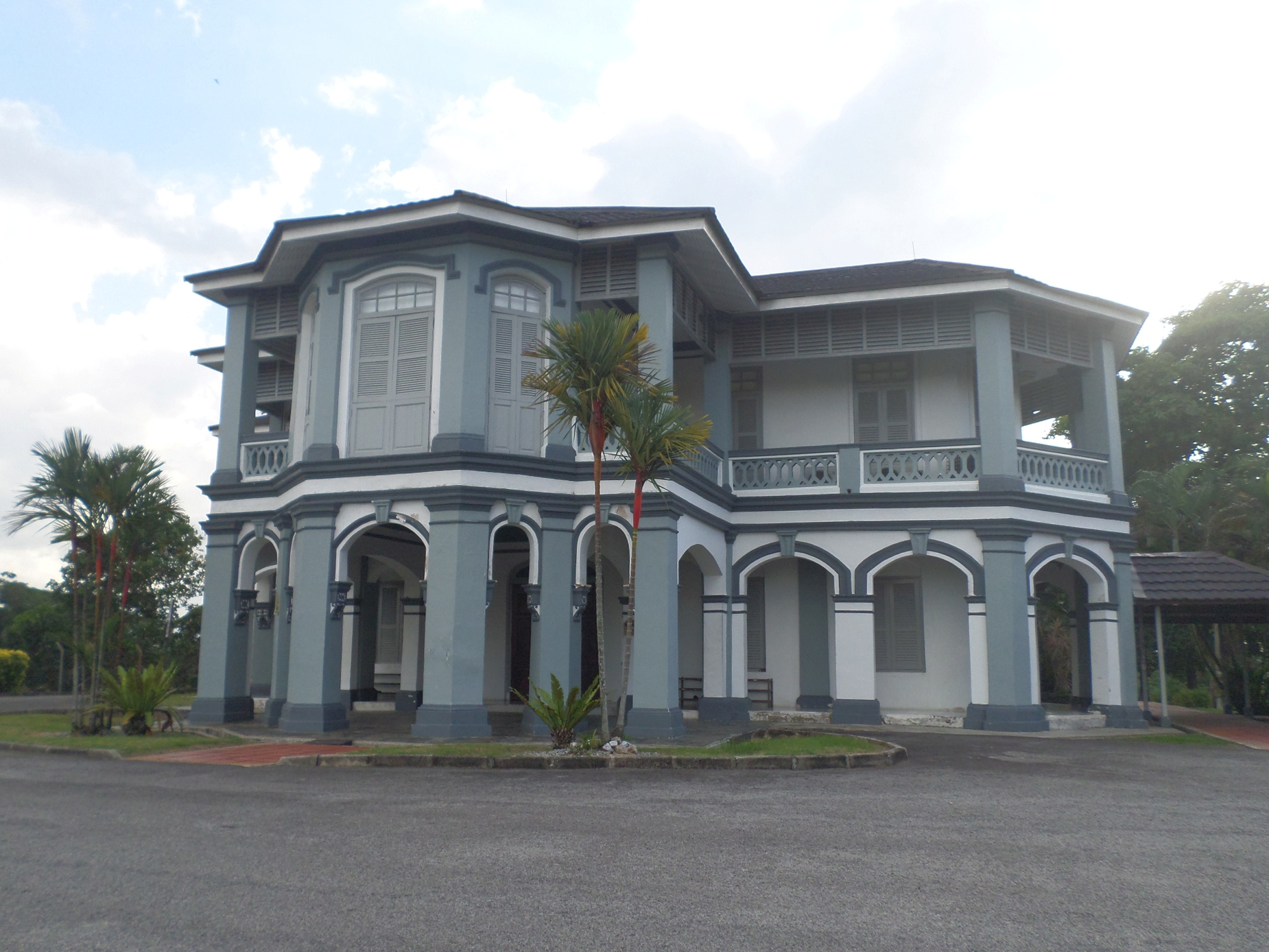
柔佛美术馆

美术馆建筑始建于1910年。该建筑立即成为日占马来亚时期日本帝国军事基地。该建筑曾经是柔佛州首席部长阿卜杜拉嘉化的官邸。此后，柔佛州政府决定通过将其改建为美术馆来保存该建筑物，因此柔佛州州务大臣（首席部长）丹斯里慕尤丁于1994年1月29日成立了柔佛美术馆。

#### 歌剧院

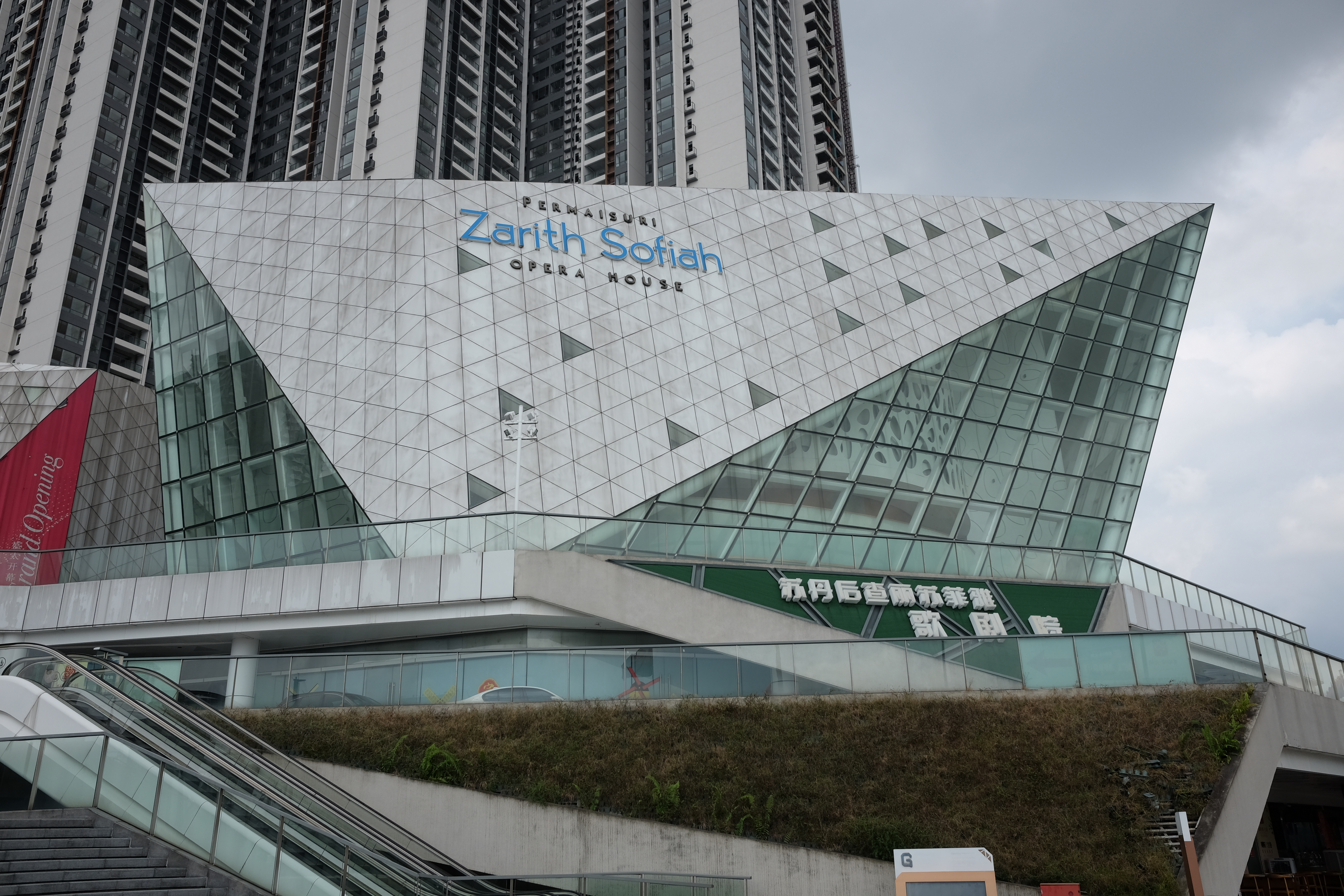
苏丹后查丽苏菲雅歌剧院

苏丹后查丽苏菲雅歌剧院（英语：Permaisuri Zarith Sofiah Opera House）坐落于新柔长堤旁的公主湾（马来语：Tanjung Puteri）的新开发区，是新山市及柔佛州首座歌剧院，于2019年末开幕。歌剧院里有完善设施，并且拥有马来西亚首座英皇电影院。歌剧院外有供人打卡的世界语言之梯，每层楼梯拥有每一个语言的问候语。

## 保健

### 政府医院
新山共有三间政府医院和十三间「一个马来西亚」诊所。与其它马来西亚政府医院一样拥有完善的医疗设备与医疗福祉，只需要付费象征的1令吉就能得到完善的治疗。
新山中央医院（也称苏丹后阿米娜医院），于1882年成立，是新山首家医院，也是州内主要的医疗中心。。当前建筑于1938年开始建造，并于1942年竣工。

### 私立医院
此外，新山也是马来西亚第三大医疗旅游中心，在2013年共吸引577万人、2014年有642万人，2015年攀升至695万名访客人数，都市圈内拥有多达25家政府和私立医院。
新山的公立政府医院有新山中央医院（Hospital Sultanah Aminah）、苏丹依斯迈医院（Hospital Sultan Ismail）和新山柏迈医院（Hospital Permai）。而私人医院方面有KPJ柔佛专科医院、公主专科医院、立康医院（Mahkota Medical Centre）、甘拔士医院（Kempas Medical Centre）等。

## 教育

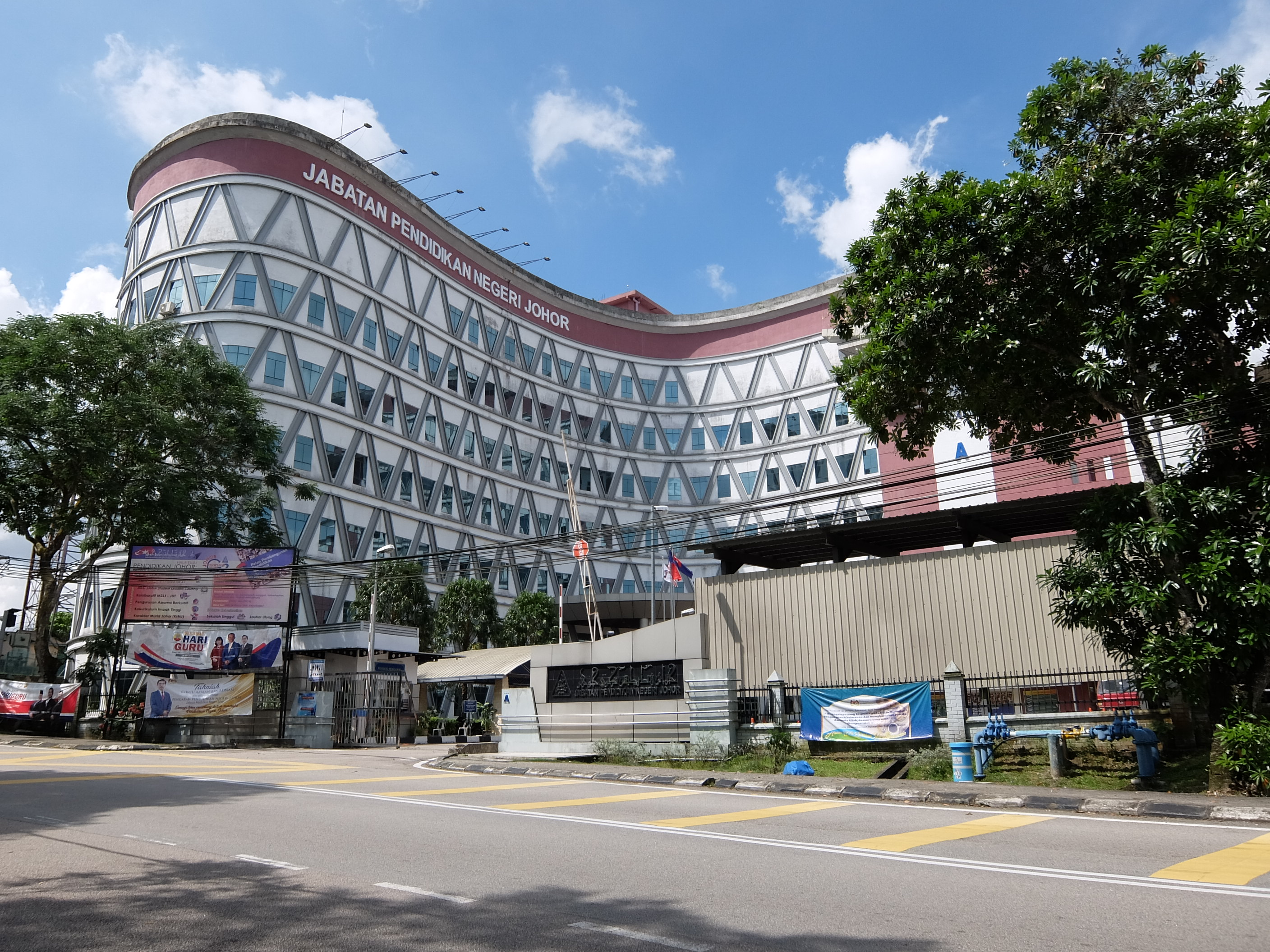
柔佛州教育局

市内设有多间公立学校，其中主要的中学有新山英文中学、东姑阿米娜女中、苏丹依斯迈国中、新山康文女中、苏丹依不拉欣女中和圣约瑟国中。新山也有许多私立学府，其中包括奥斯汀高原学校及宽柔中学等。

### 独立中学

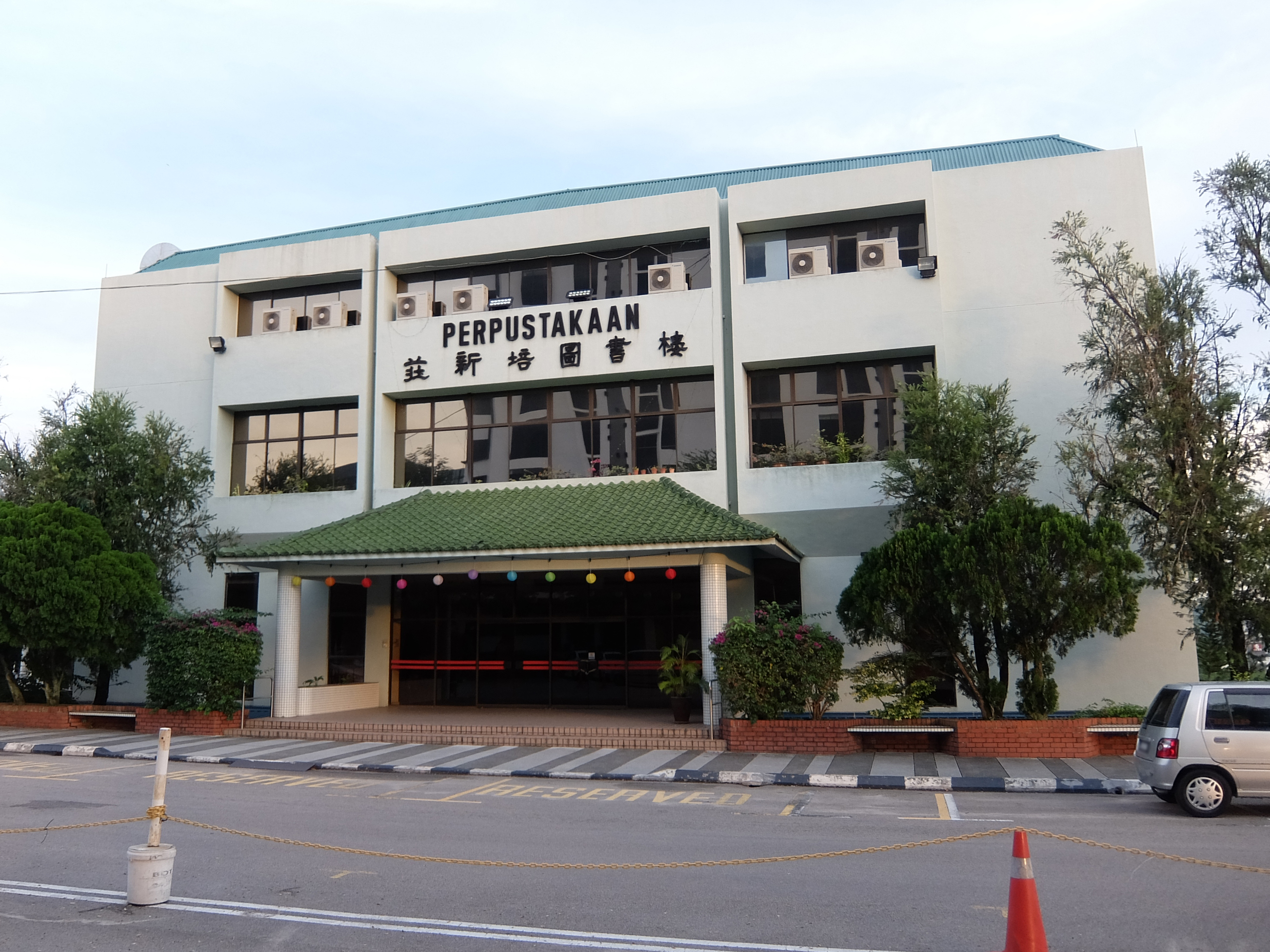
宽柔中学图书馆

新山唯一的华文独立中学为宽柔中学。该校于1913年由黄羲初、骆雨生、郑亚吉和陈迎祥创办，以华文为主要教学媒介语，是中国大陆及台湾以外全球规模最大的华文独立中学，在马来西亚被称为“华人文化堡垒”，同时也是新山华人的百年历史建筑。宽中的教育经费由当地华社解囊相助，为新山华裔提供从小学至中学的完整华文教育。1999年，该校获准在古来县优美城建立分校，于2005年以宽柔中学古来分校名称启用，占地30英亩。两校区大约收了11,000名学生，当中新山校区约有七千名学生，古来分校则有四千名学生左右。宽柔中学计划在巴西古当至达城设立第二分校，即宽柔中学至达城分校，预计将于2021年开课，届时可容纳4500名学生。

### 高等学府

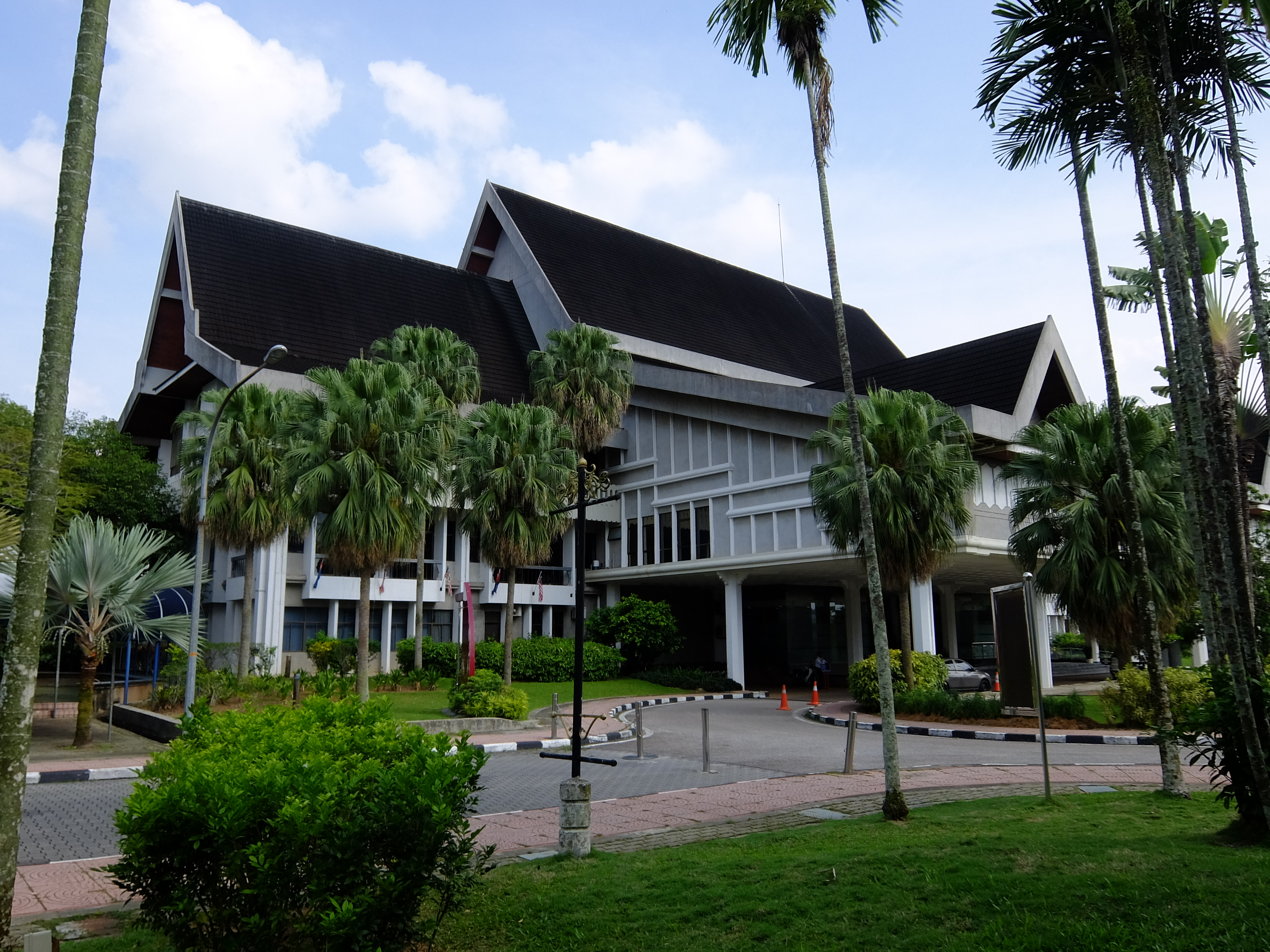
马来西亚工艺大学

坐落于新山都市圈的士姑来马来西亚工艺大学是马来西亚一所以专门教授工程与科技闻名的国立大学，于1976年成立。此外，工大在校内不同的学院也提供教育科系、理科科系、管理科科系以及人力资源发展科系。

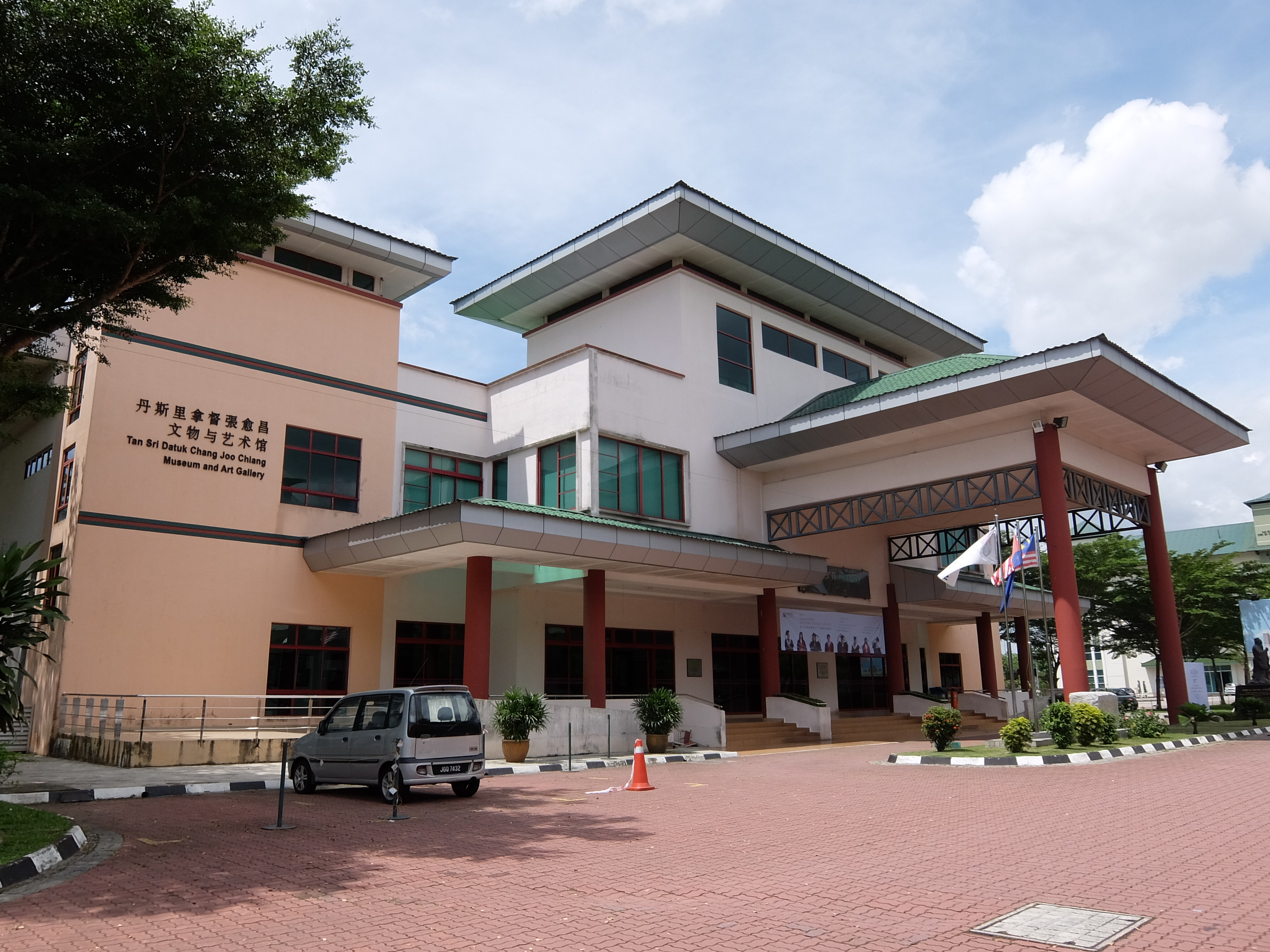
馬來西亞南方大學學院

南方大學学院是一所由新山华社所创办的高等学府，坐落于士姑来金山园（Taman Impian Emas）。2012年6月19日，马来西亚教育部正式宣布南方学院升格为大学学院。

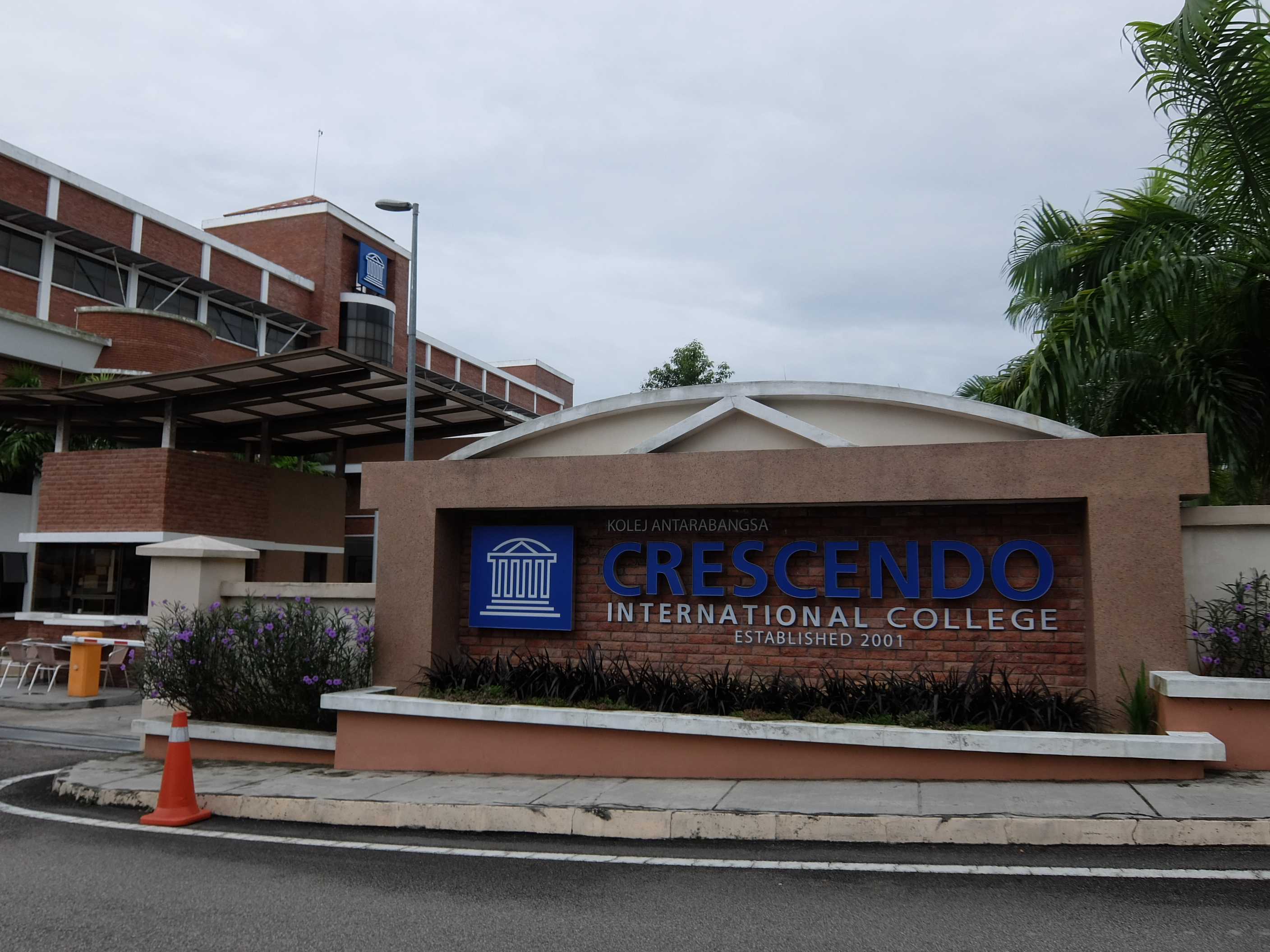
吉星国际学院（Crescendo International College）

近年来因为人口增长，许多私立大专院校也在新山开办分校，其中包括宏愿开放大学。

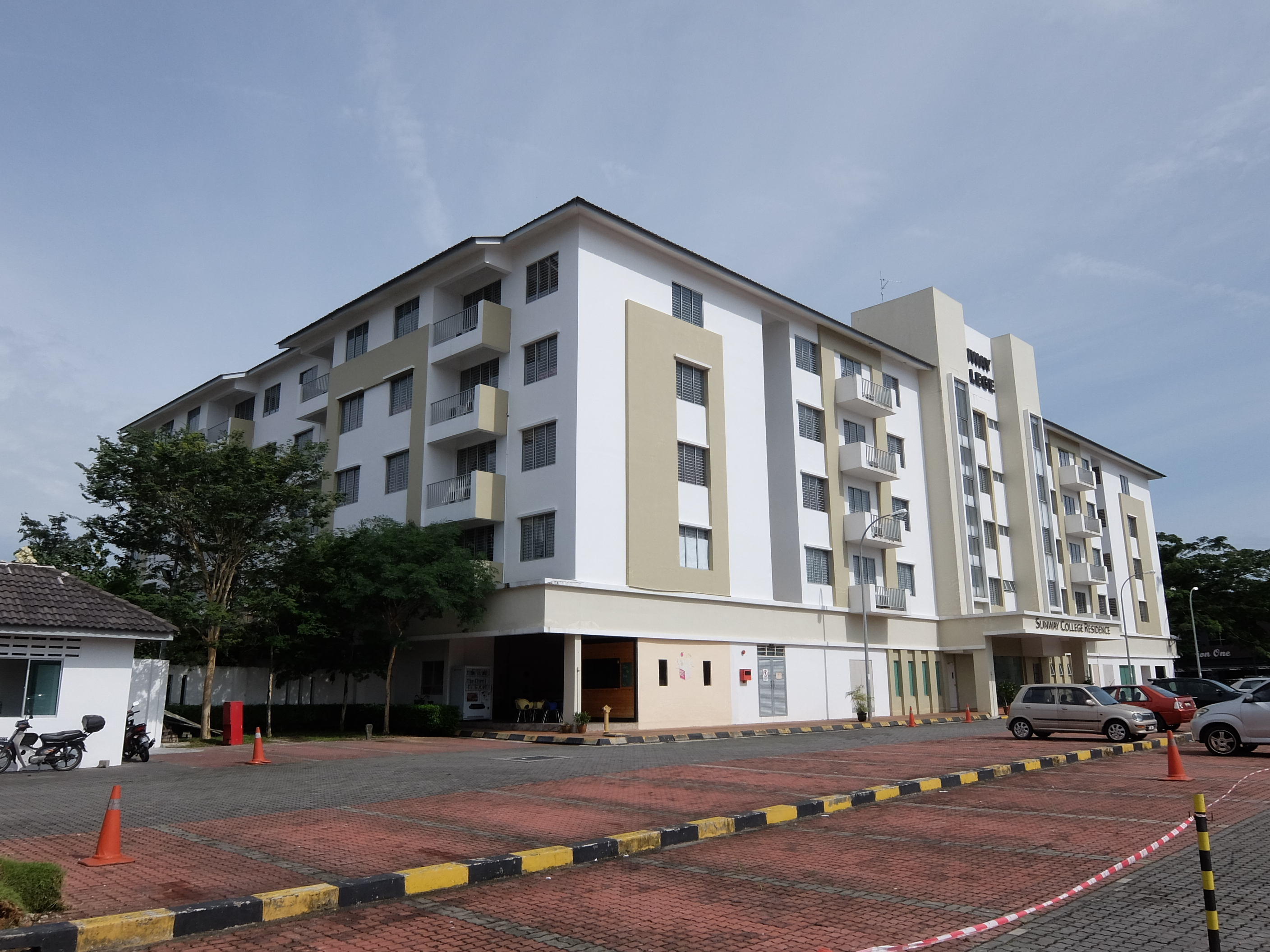
新山双威学院（Sunway College Johor Bahru）

新山也有数间学院和工艺学院，其中包括吉星国际学院（Crescendo）、双威学院、KPJ学院、奥林比亚学院、泰莱学院、柔佛伊斯兰学院等。

## 体育

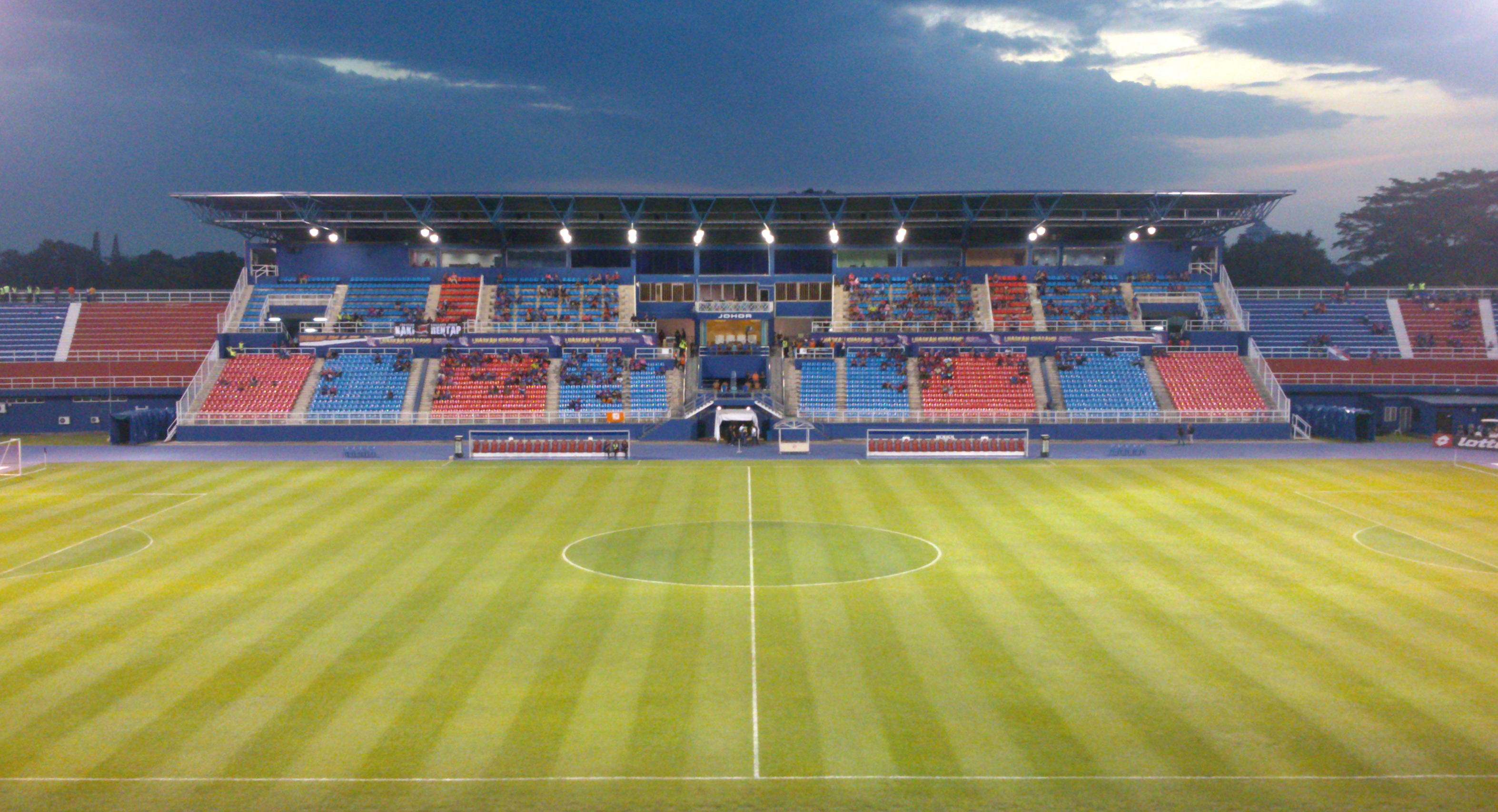
丹斯里拿督哈芝哈山尤诺斯体育场内观

新山市拥有完整的体育设施，当地建立了各式各样的体育场，并为国际与国家的组办运动会的城市，其中举办了三届亞洲羽球錦標賽与两届马来西亚运动会的组办城市。

### 室外体育场

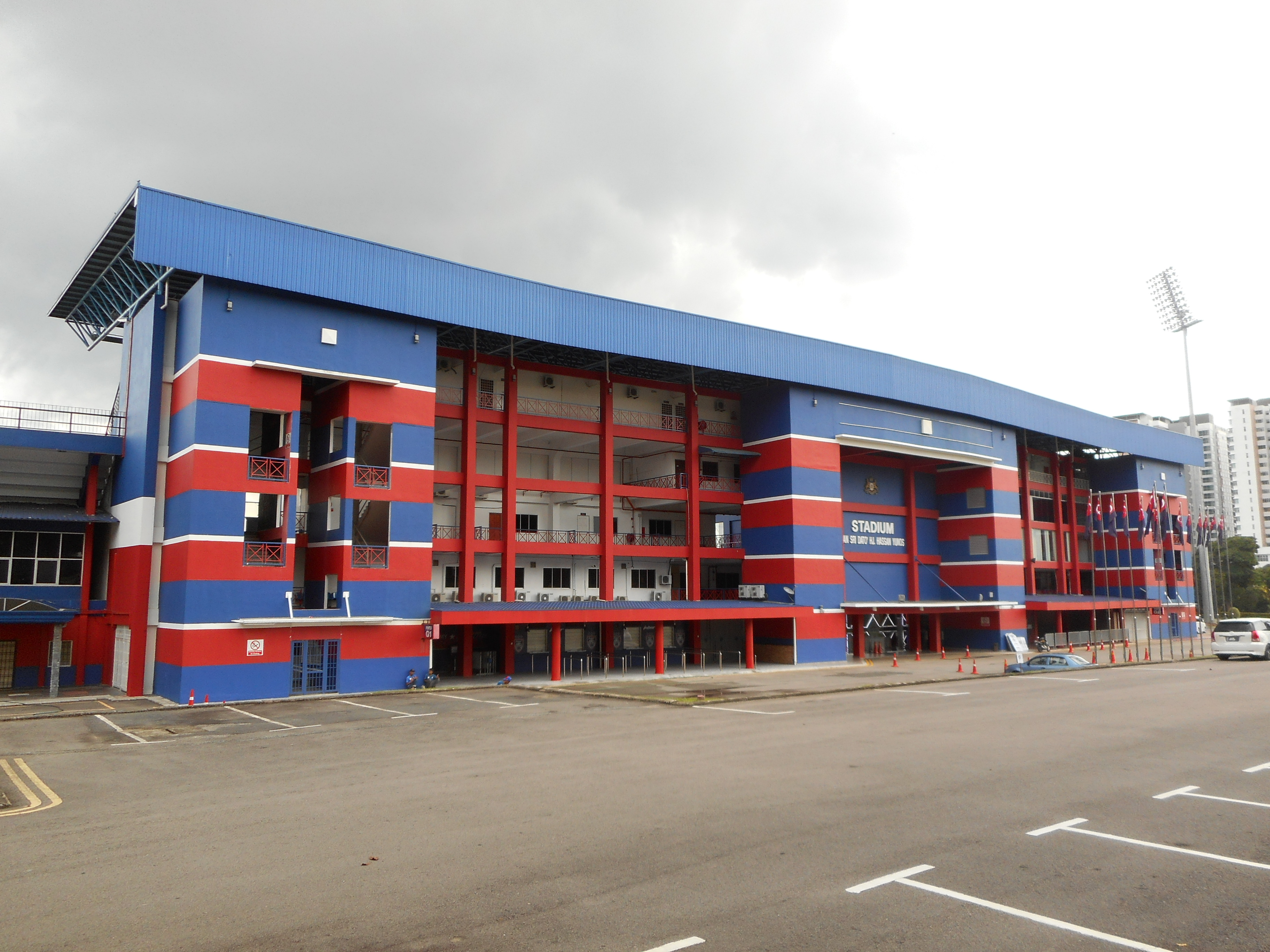
丹斯里拿督哈芝哈山尤诺斯体育场（Tan Sri Dato' Haji Hassan Yunos Stadium）

新山主要的足球场为丹斯里拿督哈芝哈山尤诺斯体育场，又称拉庆体育场，建于1964年，体育场可容纳3万人。在新球场于2018年竣工前，该体育场是柔佛达鲁达格敬的主场。

### 室内体育馆

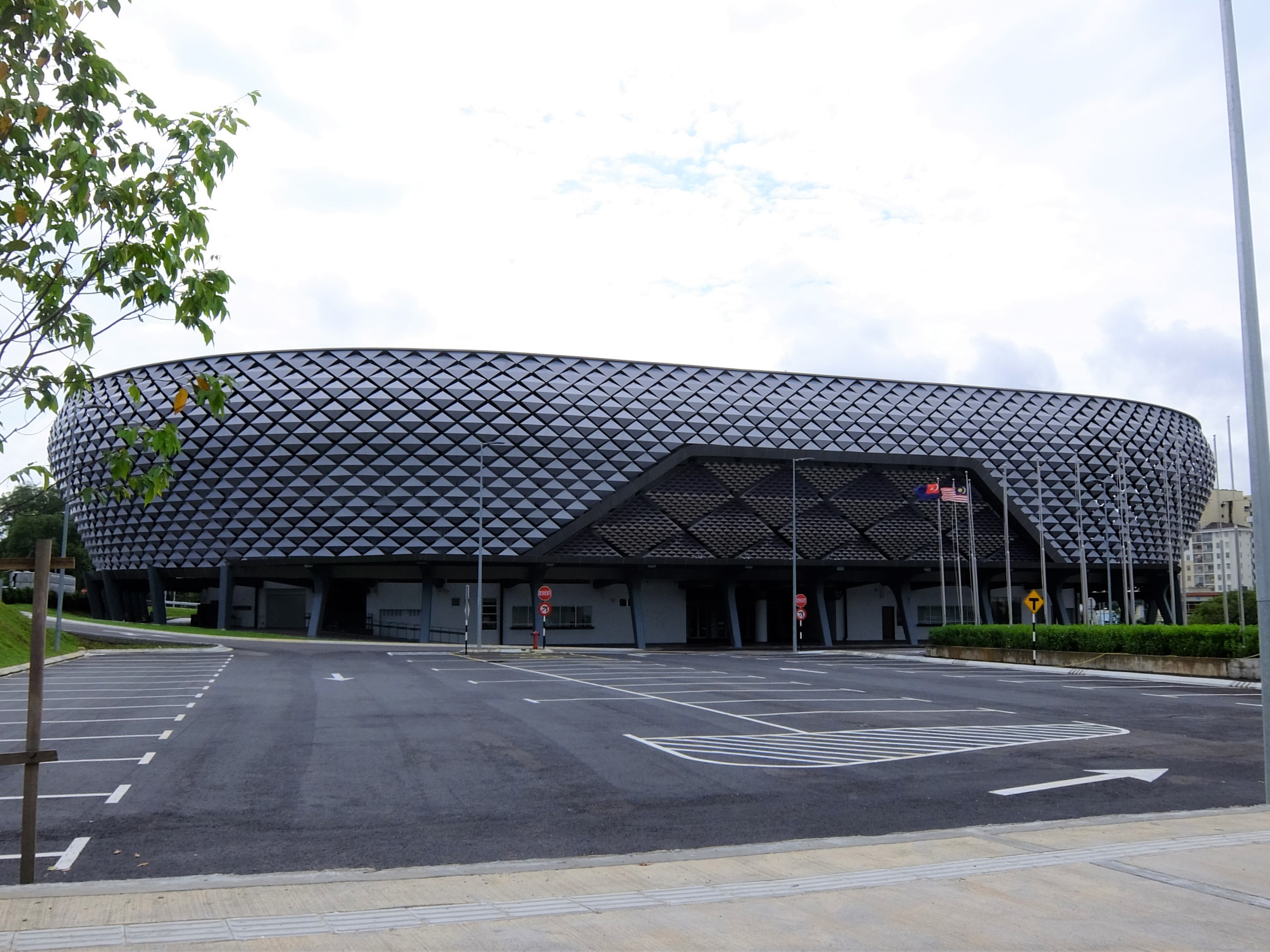
拉庆室内体育馆（Larkin Arena Indoor Stadium）

位于新山拉庆拥有一座市政厅辖制的室内体育馆，是马来西亚最漂亮的体育馆之一。该体育场将容纳7,000名观众，并将容纳羽毛球、藤球、篮球等室内运动场。

### 室外曲棍球场

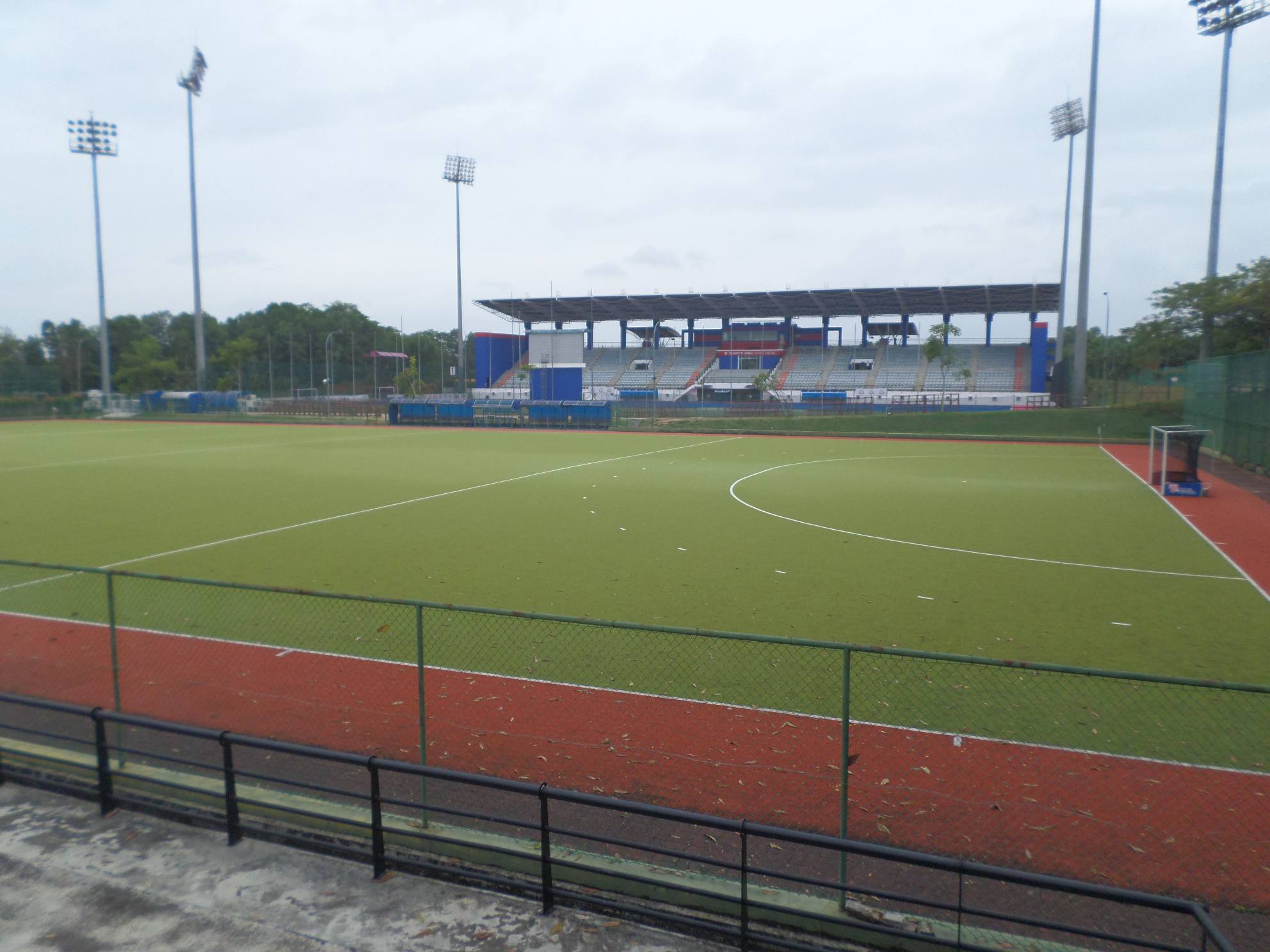
福林园曲棍球场（Taman Daya Hockey Stadium）

福林园曲棍球场或柔佛州曲棍球场是位于马来西亚柔佛州新山县地不佬的福林园的曲棍球场。

### 室内保龄球馆

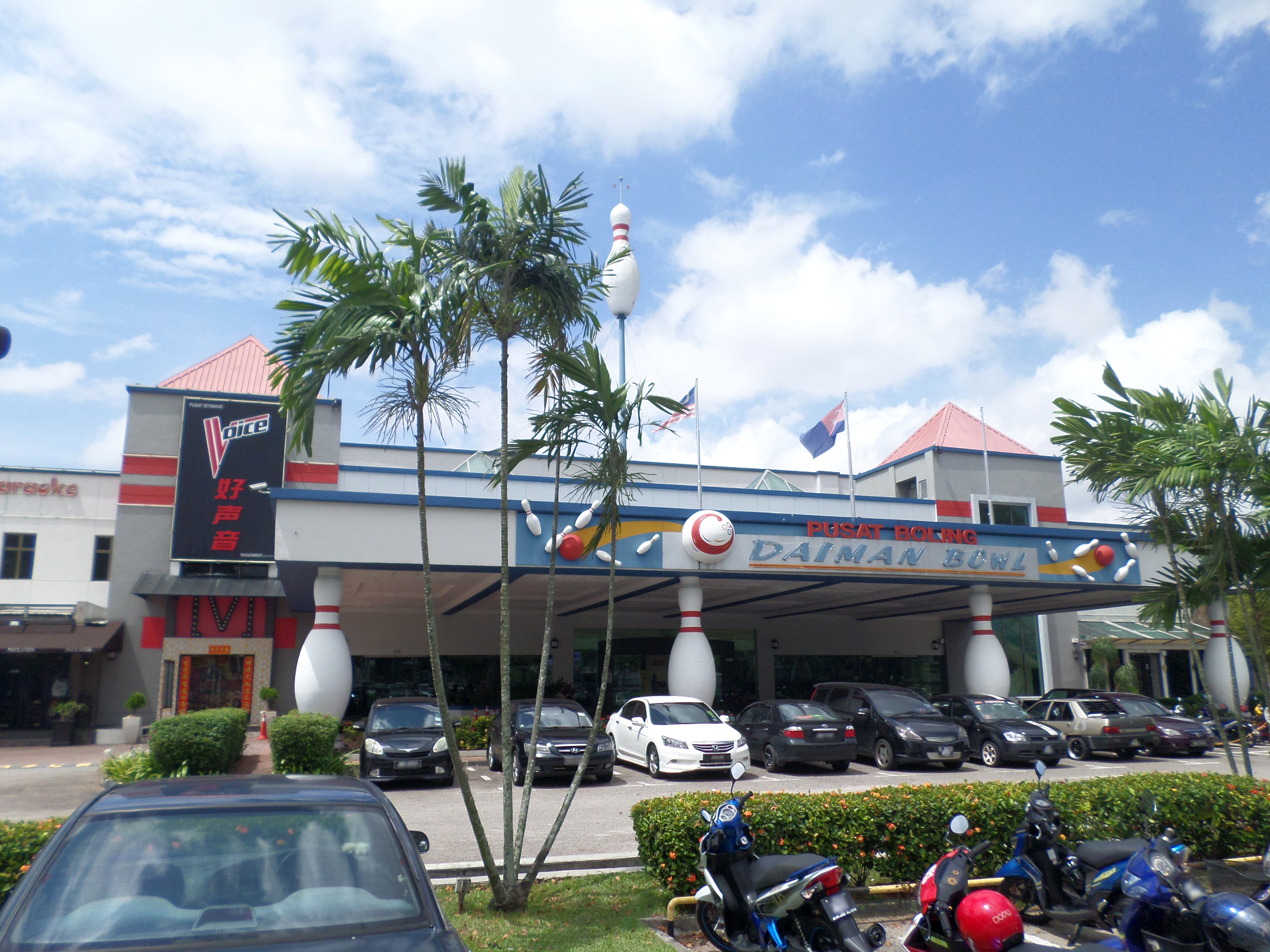
砖石保龄球馆（Daiman Bowl）

马来西亚培养了许多保龄球运动员，在世界排名也是名列前茅。保龄球也是马来西亚的全名运动，该市拥有许多保龄球馆，当中最著名的是位于新山柔佛再也花园的保龄球馆。

### 室内五人制足球场

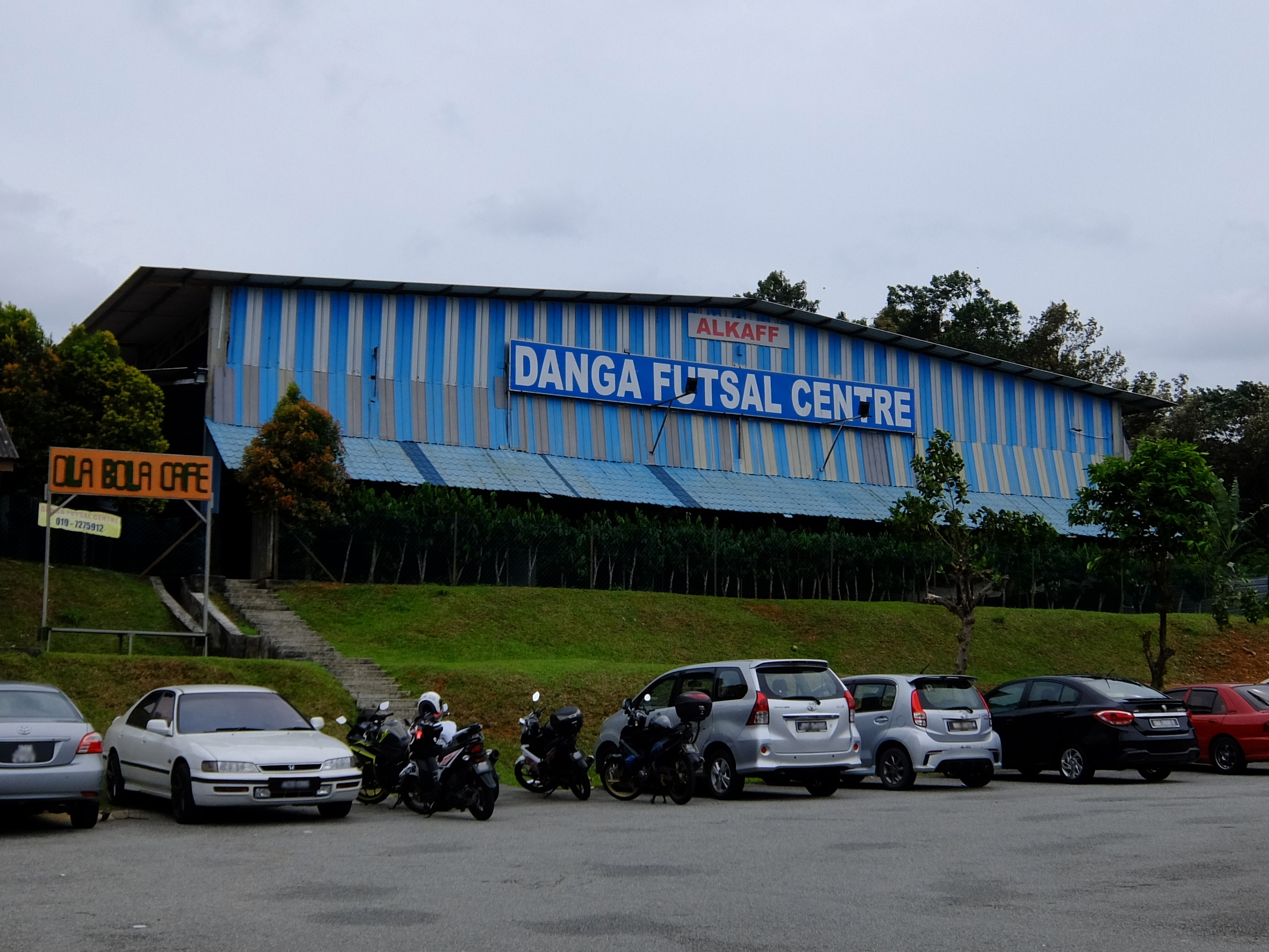
金海湾室内五人制足球中心（Danga Futsal Centre）

在该市拥有一座室内足球场，共设有八个国际足联标准的五人制足球场，是新山最大的室内运动中心。

### 柔佛达鲁达格敬足球队

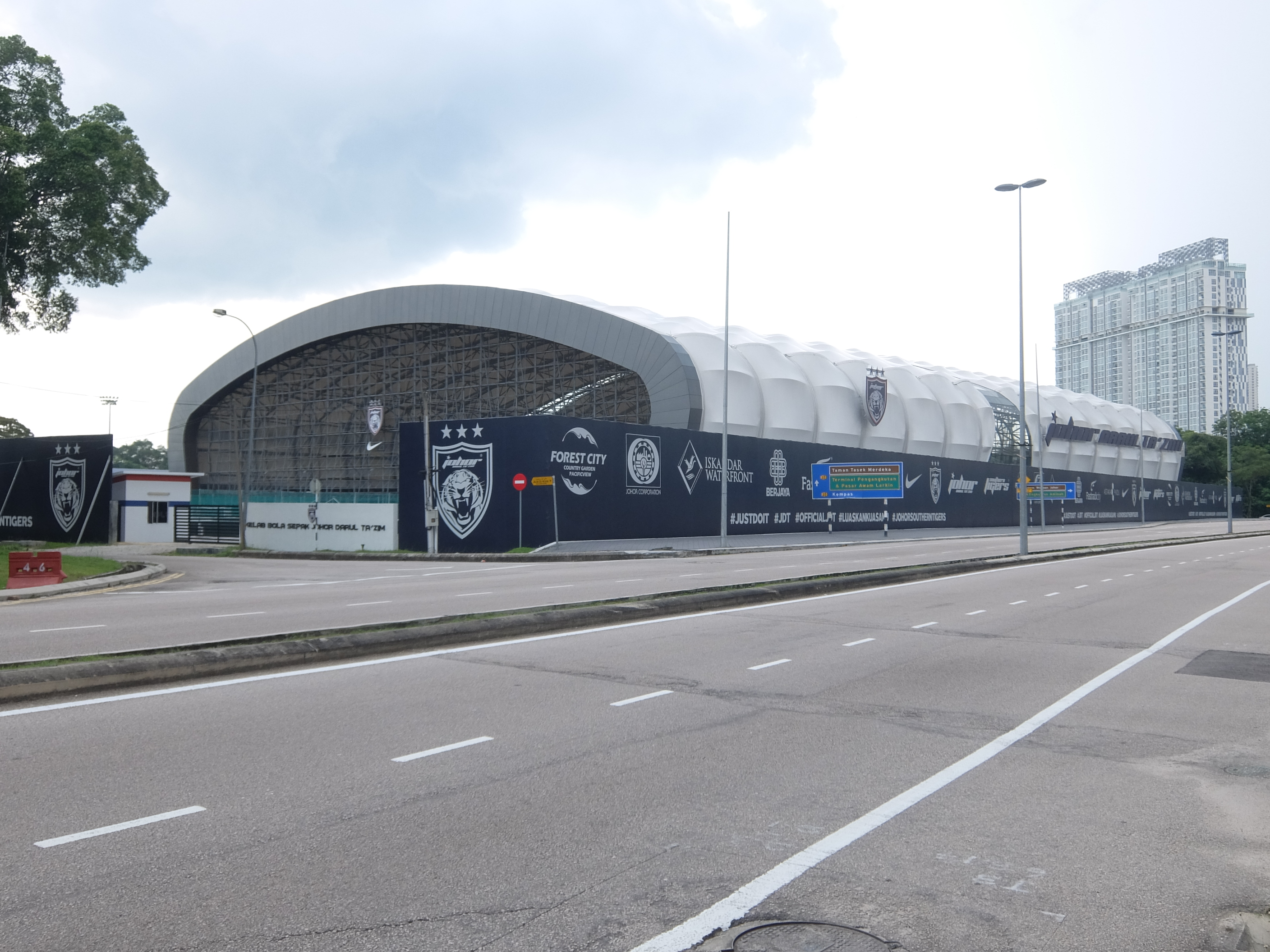
拿督苏莱曼穆罕默德诺尔室内训练中心（Dato' Suleiman Mohd Noor Indoor Training Centre）

柔佛达鲁达格敬足球队，简称柔佛DT/JDT，拥有南方之虎（Southern Tigers）的称号，为马来西亚新山的一家足球会，于1972年成立，现时参与马来西亚足球超级联赛。该球队曾于2015年获亚洲足协杯冠军，是唯一一支夺冠的马来西亚甚至东南亚球队。该足球队拥有专属的室内训练中心，并更有效的发挥才能。

## 人物

### 影视
- 杨秀惠：前香港艺人、主持人、歌手、现经营美容业
- 戴祖雄：台湾主持人、体重管理师、演员、歌手、模特儿，新山宽柔中学校友
- 王冠逸：新加坡演员、歌手、主持人、模特儿
- 陈汉玮：新加坡艺人

### 歌手
- 戴佩妮：马来西亚创作女歌手、词曲作家、音乐制作人，「佛跳墙」主唱及南方大学学院校友
- 李幸倪：香港女歌手
- 石欣卉：新加坡女歌手
- 朱主爱：马来西亚女歌手、作曲家、演员
- 张诒博：马来西亚创作歌手，艺名张和平

### 体坛
- 阿菲克·法扎伊：足球运动员，效力马来西亚足球超级联赛俱乐部柔佛DT
- 黄绍铭：羽毛球运动员，1967年湯姆斯盃冠军成员
- 黄秉璇：羽毛球运动员，1949年、1952年和1955年湯姆斯盃冠军成员
- 黄智勇：羽毛球运动员，2022年亚洲羽毛球团体锦标赛男子团体比赛及2022年英联邦运动会羽毛球混合团体比赛冠军成员

### 企业
- 郭鹤年：香港、马来西亚企业家、马来西亚首富，有「亚洲糖王」之称
- 黄亚福：马来西亚侨民、企业家，新山广肇会馆创办人
- 陈旭年：马来西亚侨民、企业家，柔佛古庙创办人之一
- 卓亚文：马来西亚企业家，建造柔佛御林军射击台

### 政治
- 郭鹤尧：政治家、教育家、慈善家，曾为马来西亚中华公会会长，有「新山闻人」之称，为郭鹤年之堂兄
- 翁嘉化：马来西亚政治家，巫统与人民信托局（MARA）创立者

### 文化
- 陈徽崇：马来西亚音乐家、教育家、作曲家，《二十四节令鼓》的共同创作人之一，有“大马华人音乐教父”之称
- 陈再藩：马来西亚作家，笔名小曼，是马来西亚国家文物遗产《二十四节令鼓》共同创作之一

### 皇室
- 苏丹依布拉欣·依斯迈：马来西亚柔佛州第二十五任苏丹，柔佛天猛公王朝第五任苏丹，马来西亚第17任最高元首。
- 苏丹马末·依斯干达：马来西亚柔佛州第二十四任苏丹，柔佛天猛公王朝第四任苏丹，马来西亚第8任最高元首。
- 苏丹阿布·峇卡爵士：马来西亚柔佛州第二十一任苏丹，柔佛天猛公王朝第一任苏丹。

## 国际交流

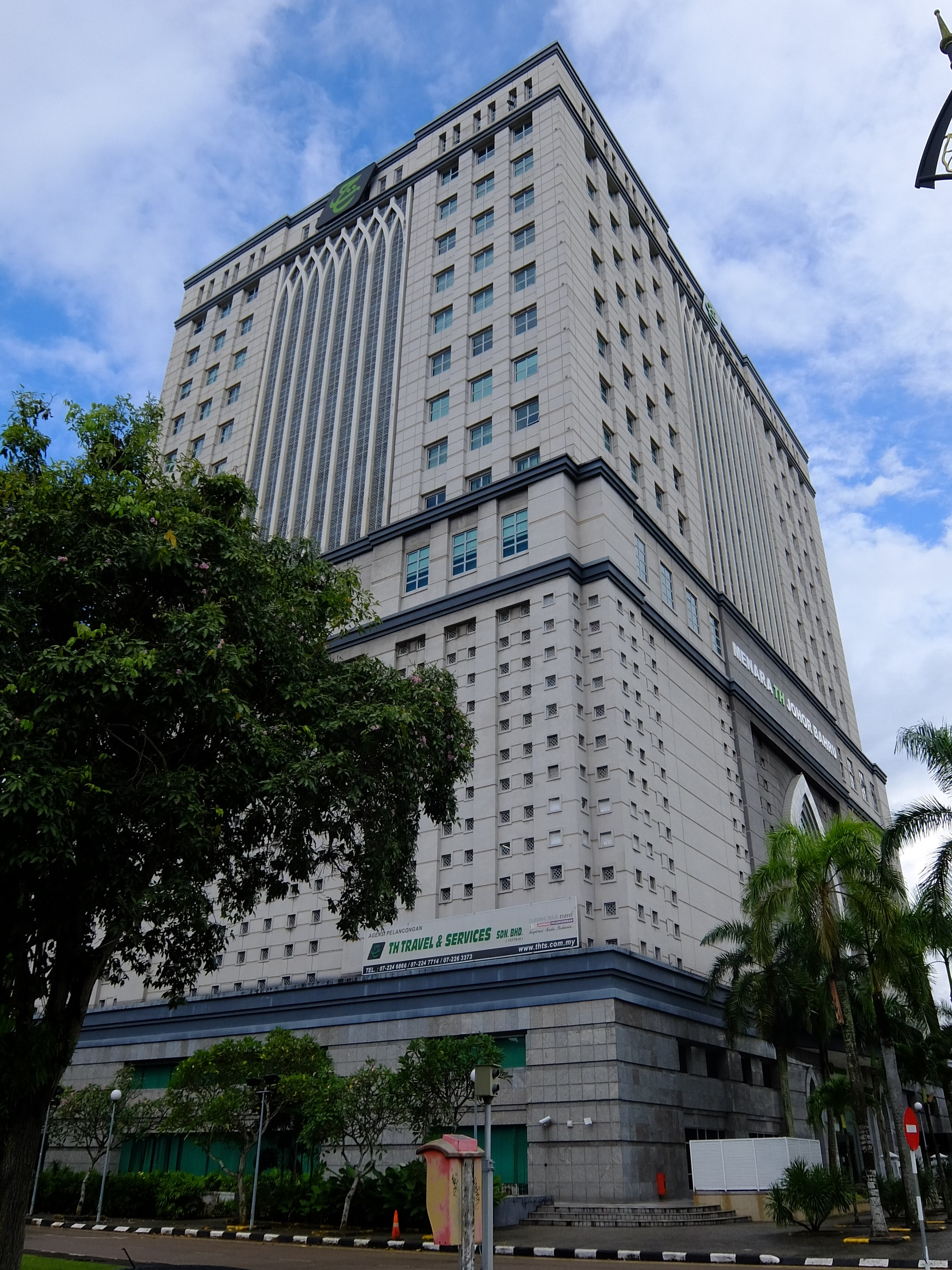
柔佛朝圣基金会大厦

新山市作为国际都市，每日都有与来自世界各地的旅客来往，每年穆斯林也会通过朝圣基金会前往麦加朝圣。由于新山临近新加坡，每日游客与客工都通过新柔长堤来往，形成新山的独特景色。此外，新山也是仅次于吉隆坡的经济城市，并在2020年全球城市GWac为高级自足城市。

### 領事馆
新山市作为马来西亚第二大城市，共有3个国家已经在新山市建立了领事馆或任命名誉领事馆，而日本领事馆于2014年迁移到吉隆坡大使馆内。
- 捷克[154]
- 印度尼西亞[155]
- 新加坡[156]

### 姐妹城市
新山市在国际上与许多城市交流，其中共与九座城市缔结姐妹市和友好城市。
| 國家         | 城市       | 伙伴关系 | 締結年份 |
| ------------ | ---------- | -------- | -------- |
| 土耳其       | 伊斯坦布尔 | 姐妹市   | 1983年   |
| 沙烏地阿拉伯 | 吉达       | 姐妹市   | 1984年   |
| 中国         | 深圳       | 姐妹市   | 2006年   |
| 马来西亚     | 古晋       | 姐妹市   | 2011年   |
| 中国         | 汕头       | 友好城市 | 2011年   |
| 印度尼西亞   | 泗水       | 姐妹市   | 2014年   |
| 中国         | 潮州       | 友好城市 | 2015年   |
| 菲律賓       | 哥打巴托市 | 友好城市 | 2015年   |
| 中国         | 常州       | 友好城市 | 2016年   |
|              | 大邱       | 友好城市 | 2023年   |

### 新新关系——新巴关系
涉及到的主要城市列表:
- 巴淡
- 新山
- 新加坡

马来西亚最南端的城市新山与新加坡有着密切的双边关系。两国毗邻，共享自然资源，例如水。此外，柔佛州、新加坡和廖内群岛省共同组成了新柔廖增长三角区。
新加坡——新山——巴淡关系始于新柔廖增长三角区。新柔廖增长三角区是新加坡，马来西亚柔佛州和印尼廖内群岛省之间的合作伙伴关系，结合了三个地区的竞争优势，使该分区域对区域和国际投资者更具吸引力。更具体地说，它将新加坡的基础设施，资本和专业知识与自然和劳动力资源以及柔佛州和廖内群岛省的丰富土地联系在一起。
新柔廖于1994年在印尼、马来西亚和新加坡这三个国家之间建立，以加强该地区的经济联系并优化这三个国家之间的互补性。它始于1989年的新柔廖增长三角区，包括新加坡，马来西亚柔佛州和印尼廖内群岛省的一部分，尤其是廖内群岛。
2012年1月，新加坡人访问了巴淡岛，而与新山的联系则更为紧密，每天约有7万。印尼政府要使廖内群岛具有像柔佛州的竞争力，但还有很长的路要走。

### 引用
1. ↑  . Flood Map : Water Level Elevation Map.   [2015-08-22]. （原始内容存档于2015-08-22）.
2. ↑  Aman, Azanis Shahila. . NST Online. 2024-11-03  [2024-12-28]. （原始内容存档于2025-02-19） （英语）.
3. ↑  Ni Pengfei，Marco Kamiya, Guo Jing, Zhang Yi, etc.  (PDF). United Nations Human Settlements Programme.   [2025-01-05]. （原始内容存档 (PDF)于2023-03-15）.
4. ↑  . Euromonitor.   [2024-12-26]. （原始内容存档于2025-01-20）.
5. ↑  BERNAMA. . BERNAMA. 2024-11-06  [2024-12-28] （英语）.
6. ↑  Zainol Abidin Idid (Syed.). . Badan Warisan Malaysia.   [2017-09-10]. ISBN 978-983-99554-1-5. （原始内容存档于2021-02-07） （马来语）.
7. 1 2   (PDF). Malaysian Digital Repository. 2013-03-12  [2015-06-27]. （原始内容 (PDF)存档于2015-06-27）.
8. ↑  . Majlis Bandaraya Johor Bahru.   [2015-11-14]. （原始内容存档于2015-11-17）.
9. ↑  Margaret W. Young; Susan L. Stetler; United States. Department of State. . Gale. October 1985  [2017-09-10]. ISBN 978-0-8103-2059-8. （原始内容存档于2021-02-07）.
10. ↑  Gordon D. Feir. . Lulu Publishing Services. 2014-09-10: 378–  [2017-09-10]. ISBN 978-1-4834-1507-9. （原始内容存档于2021-02-07）.
11. ↑  Cheah Boon Kheng. . NUS Press. 2012-01-01: 13–  [2017-09-10]. ISBN 978-9971-69-508-8. （原始内容存档于2021-03-19）.
12. ↑  Library of Congress. . Library of Congress. 2009: 4017–  [2018-04-05]. （原始内容存档于2021-02-07）.
13. ↑  Team, Discuz! Team and Comsenz UI. . E-Sabah.   [2017-10-06]. （原始内容存档于2021-02-07）.
14. ↑  Carl Parkes. . Moon Publications. 1994  [2017-09-10]. （原始内容存档于2021-03-03）.
15. ↑  Faridah Abdul Rashid. . Xlibris Corporation. 2012: 383–  [2017-09-10]. ISBN 978-1-4771-5994-1. （原始内容存档于2021-02-07）.
16. ↑   (地图). 中国地图出版社. 2014. ISBN 978-7-5031-6255-8.
17. ↑  周定国. . . 北京: 中国对外翻译出版公司: 432. ISBN 978-7-5001-0753-8.
18. 1 2  . New Straits Times. AsiaOne. 2010-07-24  [2015-07-24]. （原始内容存档于2015-07-24）.
19. 1 2  . 星洲网. 2008-06-22  [2020-10-28]. （原始内容存档于2017-12-23）.
20. 1 2 3  . Coronation of HRH Sultan Ibrahim. 2015  [2015-07-02]. （原始内容存档于2015-07-02）.
21. ↑  Carl A. Trocki. . NUS Press. 2007: 152–  [2017-09-10]. ISBN 978-9971-69-376-3. （原始内容存档于2021-03-09）.
22. 1 2  S. Muthiah. . 印度教徒報. 2015-06-19  [2015-08-19]. （原始内容存档于2015-08-19）.
23. 1 2  . 星洲日報. 2014-10-12  [2015-11-14]. （原始内容存档于2015-11-17）.
24. ↑  . 星洲日報. 2011年3月20日  [2015年11月14日]. （原始内容存档于2015年11月17日）.
25. ↑  . www.theiskandarian.com.   [2017-11-22]. （原始内容存档于2017-12-01）.
26. ↑  . National Library Board. 1914-05-12  [2015-06-30]. （原始内容存档于2015-06-30）.
27. ↑  Winstedt (1992), p. 141
28. ↑  Winstedt (1992), p. 143
29. ↑  . jotjb.gbs2u.com.   [2017-09-10]. （原始内容存档于2020-12-24）.
30. ↑  Oakley (2009), p. 181
31. 1 2 3  Patricia Pui Huen Lim; Diana Wong. . Institute of Southeast Asian Studies. 2000-01-01: 140–145  [2017-09-10]. ISBN 978-981-230-037-9. （原始内容存档于2021-02-07）.
32. ↑  Richard Reid. . 澳大利亞戰爭紀念館. Australia-Japan Research Project.   [2015-07-02]. （原始内容存档于2015-07-02）.
33. ↑  Bill Yenne. . Osprey Publishing. 2014-09-20: 140–  [2017-09-10]. ISBN 978-1-78200-982-5. （原始内容存档于2016-05-10）.
34. ↑  Arthur Cotterell. . Marshall Cavendish International Asia Pte Ltd. 2014-07-15: 341–  [2017-10-18]. ISBN 978-981-4634-70-0. （原始内容存档于2021-02-07）.
35. ↑  . Johor Bahru City Council.   [2015-07-04]. （原始内容存档于2015-07-04） （英语及马来语）.
36. ↑  Dataran Bandaraya Johor Bahru （页面存档备份，存于）Tourism Johor
37. ↑  Zaini Ujang. . ITBM. 2009: 46–  [2017-09-10]. ISBN 978-983-068-464-2. （原始内容存档于2021-02-07）.
38. ↑  Oxford Business Group Malaysia. . Oxford Business Group. : 69–  [2017-09-10]. ISBN 978-1-907065-20-0. （原始内容存档于2021-02-07）.
39. ↑  . 中时电子报.   [2017-09-10]. （原始内容存档于2021-02-07）.
40. ↑  . 光华网. 2015-11-23  [2017-10-28]. （原始内容存档于2017-10-14）.
41. ↑  Ahmad, Nabila. . The Star. 2017-07-13  [2017-09-11]. （原始内容存档于2017-09-11）.
42. ↑  Nathalie Fau; Sirivanh Khonthapane; Christian Taillard. . Institute of Southeast Asian Studies. 2014: 253–  [2017-09-10]. ISBN 978-981-4517-89-8. （原始内容存档于2021-02-07）.
43. 1 2  Eric Wolanski. . Springer Science & Business Media. 2006-01-18: 349–  [2017-09-10]. ISBN 978-1-4020-3654-5. （原始内容存档于2021-02-12）.
44. ↑  乔向. . 中国: 上海书局. 1966: 61  [2017-10-04]. （原始内容存档于2021-02-07）.
45. ↑  Al-Gailani, S.A.; Mohammad, A.B.; Shaddad, R.Q. . 槟城, Malaysia: IEEE Xplore: 121–124. 2012  [2015-07-10]. ISBN 978-1-4673-1461-9. doi:10.1109/ICP.2012.6379839.
46. ↑  Al-Gailani, S.A.; Siat Ling Jong; Michele D'Amico; Jafri Din; Hong Yin Lam. . Hindawi Publishing Corporation: 7. 2014-01-05  [2015-07-10]. doi:10.1155/2014/741678. （原始内容存档于2021-02-07）.
47. ↑  . World Meteorological Organisation.   [2015-03-25]. （原始内容存档于2013-10-23）.
48. ↑  . 星洲网. 2007-11-09  [2017-10-17]. （原始内容存档于2019-05-12）.
49. ↑  . 中国报. 2017-04-08  [2021-06-26]. （原始内容存档于2020-09-22）.
50. ↑  . 星洲网. 2011-09-02  [2017-10-17]. （原始内容存档于2019-05-12）.
51. ↑  . 新山市政厅.   [2015-07-27]. （原始内容存档于2015-07-27）.
52. ↑  . Laman Web Rasmi Mahkamah Negeri Johor.   [2015-07-27]. 原始内容存档于2015-08-01.
53. ↑  . Laman Web Rasmi Polis Negeri Johor.   [2015-07-27]. 原始内容存档于2015-08-01.
54. ↑  . Jabatan Penjara Malaysia.   [2015-07-27]. 原始内容存档于2015-08-01.
55. ↑  .   [2017-09-14]. （原始内容存档于2021-02-07）.
56. ↑  . Khazanah Nasional.   [2017-10-18]. （原始内容存档于2020-12-24）.
57. 1 2 3 4 5  . Iskandar Regional Development Authority. Iskandar Malaysia.   [2015-07-27]. （原始内容存档于2015-07-27）.
58. 1 2  . 南華早報. 1996-08-31  [2015-07-26]. （原始内容存档于2015-07-26）.
59. ↑  Aldo Tri Hartono. . DetikCom. 2014-08-11  [2015-07-26]. （原始内容存档于2015-07-26） （印度尼西亚语）.
60. ↑  . Jawa Pos Group. 2015-07-04  [2015-07-09]. （原始内容存档于2015-07-26） （印度尼西亚语）.
61. 1 2  . 海峽時報. 2013-07-07  [2015-08-20]. （原始内容存档于2015-08-20）.
62. ↑  Tash Aw. . 纽约时报. The Malay Mail. 2015-05-13  [2015-07-26]. （原始内容存档于2017-09-10）.
63. ↑  Zazali Musa. . The Star. 2015-07-14  [2015-07-26]. （原始内容存档于2021-02-07）.
64. ↑  . Daily Express (Malaysia). 2015-07-15  [2015-07-26]. （原始内容存档于2015-07-26）.
65. ↑  土司工作室. 土司工作室 , 编. . 马来西亚: 大将出版社. 2002: 9832385024  [2017-10-11].
66. ↑  Dominic Loh. . 星洲日報. 2013-11-24  [2015-07-26]. （原始内容存档于2019-05-13）.
67. ↑   (PDF). Eastern Regional Organisation for Planning and Housing. 2013  [2015-07-27]. （原始内容 (PDF)存档于2015-07-27）.
68. ↑  . 8th World Islamic Economic Forum. 2012  [2015-07-27]. （原始内容存档于2015-07-27）.
69. ↑  . British High Commission, Kuala Lumpur. 英國政府. 2014-07-17  [2015-07-27]. （原始内容存档于2016-03-08）.
70. ↑  . e南洋. 2014-09-08  [2017-10-14]. （原始内容存档于2017-10-15）.
71. ↑  Karen Chiu; Grace Cao. . 英文虎報. 2013-12-05  [2015-07-26]. （原始内容存档于2015-07-26）.
72. ↑  Vivien Teu. . Perspectives. 2014-02-12  [2015-07-26]. （原始内容存档于2015-07-26）.
73. ↑  . Iskandar Regional Development Authority. Iskandar Malaysia. 2015-03-10  [2015-07-26]. （原始内容存档于2015-07-26）.
74. ↑  . 2012-01-02  [2017-02-15]. （原始内容存档于2021-02-07）.
75. ↑  . 2016-03-07  [2017-02-15]. （原始内容存档于2019-05-12）.
76. ↑  . Hawk Tyre Service Sdn Bhd.   [2017-02-15]. （原始内容存档于2021-02-07）.
77. ↑  . Wenken.   [2017-02-15]. （原始内容存档于2017-02-15）.
78. ↑  Lee, Yongqiu.  [Chaozhou cultural heritage of a temple]. Shantou University Library—Chaoshan special collection. 汕头大学.   [2009-05-12]. （原始内容存档于2009-12-07） （中文）.
79. ↑  Tan, Ben. . New Straits Times (Malaysia: New Straits Times Press). 2010-02-28: 22  [2010-12-19]. （原始内容存档于2012-04-05）.
80. ↑  Eileen Lee; Shin Pyng Wong; Lyon Laxman.  (PDF). Athens Journal of Humanities & Arts. Athens Institute for Education and Research: 159. April 2014  [2015-07-24]. （原始内容存档 (PDF)于2020-09-30）.
81. ↑  Robbie B.H. Goh. . Hong Kong University Press. 2005-03-01: 3–  [2017-09-10]. ISBN 978-962-209-731-5. （原始内容存档于2021-03-08）.
82. ↑  . The Malay Mail. 2015-12-28  [2016-03-28]. （原始内容存档于2016-03-28）.
83. ↑  麦留芳. . 1987: 89.
84. ↑  . Okgojb.   [2017-10-03]. （原始内容存档于2021-02-07）.
85. ↑  . 马来西亚旅游局.   [2014-05-25]. （原始内容存档于2014-05-27）.
86. ↑  .   [2017-10-31]. （原始内容存档于2021-02-07）.
87. ↑  . 中国报“柔佛人”.   [2017-09-19]. （原始内容存档于2017-09-28）.
88. ↑  . Emporis.   [2017-10-14]. （原始内容存档于2021-02-07）.
89. ↑  . 星洲日报. 2014-07-03  [2017-10-11]. （原始内容存档于2019-05-13）.
90. ↑  . RF China.   [2017-10-11]. （原始内容存档于2017-04-10）.
91. ↑  . 东方日报. 2015-01-07  [2017-10-14]. （原始内容存档于2018-09-27）.
92. ↑  . 星洲网. 2017-08-03  [2017-10-11]. （原始内容存档于2019-05-13）.
93. ↑  . Express Bus Malaysia.   [2015-07-29]. （原始内容存档于2015-07-28）.
94. ↑  . Taxi Johor Bahru.   [2015-08-20]. （原始内容存档于2015-08-20）.
95. ↑  . The Malaysia Site.   [2015-07-29]. （原始内容存档于2015-07-28）.
96. ↑  . The Straits Times/Asia News Network. Philippine Daily Inquirer. 2015-07-05  [2015-08-20]. （原始内容存档于2015-08-20）.
97. ↑  . channelnewsasia.   [2017-09-10]. （原始内容存档于2014-08-05）.
98. ↑  . The Edge Markets. 2017-05-02  [2017-07-22]. （原始内容存档于2017-08-03）.
99. ↑  . 联合早报. 2017-10-08  [2017-10-08]. （原始内容存档于2021-02-07）.
100. 1 2  Simon Richmond; Damian Harper. . Lonely Planet. December 2006: 247–253  [2017-08-31]. ISBN 978-1-74059-708-1. （原始内容存档于2021-02-07）.
101. ↑  . 星洲网. 2017-06-21  [2017-08-31]. （原始内容存档于2018-06-14）.
102. ↑   (PDF). Malaysian Industrial Development Authority: 6. 2011  [2015-07-29]. （原始内容 (PDF)存档于2015-07-29）.
103. ↑  . Malaysia Travel. 马来西亚旅游局.   [2017-09-10]. （原始内容存档于2020-05-02）.
104. ↑  . Legoland.   [2017-09-10]. （原始内容存档于2017-09-10）.
105. 1 2  . You Ctrip.   [2017-09-10]. （原始内容存档于2021-02-07）.
106. ↑  . Persekutuan Tiong-Hua.   [2007-10-01]. （原始内容存档于2007-09-17）.
107. ↑  . 联合早报. 2017-02-13  [2017-10-18]. （原始内容存档于2021-02-07）.
108. ↑  . Flickr. 2018-03-31  [2021-05-24]. （原始内容存档于2021-08-31）.
109. ↑  . 中國報 China Press. 2018-03-31  [2021-02-19]. （原始内容存档于2021-02-07）.
110. ↑  . Travel Yahoo.[]
111. ↑  . 星洲网 Sin Chew Daily Malaysia Latest News and Headlines. 2022-07-10  [2025-06-15] （中文（中国大陆））.
112. ↑  . www.angkongkeng.com.   [2025-06-15].
113. ↑  . 星洲网. 2017-09-08  [2017-09-09]. （原始内容存档于2019-06-01）.
114. ↑  . 星洲日报. 2016-10-05  [2017-10-15]. （原始内容存档于2019-05-12）.
115. 1 2  . 馬來西亞觀光局官方網站.   [2017-10-15]. （原始内容存档于2021-02-07）.
116. ↑  . Iskandar Regional Development Authority. Iskandar Malaysia.   [2015-08-20]. （原始内容存档于2015-08-18）.
117. ↑  . Johornow.   [2017-09-10]. （原始内容存档于2021-02-07）.
118. ↑  . www.radio-asia.org.   [2017-10-05]. （原始内容存档于2020-06-29）.
119. ↑  . 東方網 - 馬來西亞東方日報.   [2017-10-11]. （原始内容存档于2019-04-04）.
120. ↑  . e南洋. 2014-06-14  [2017-10-22]. （原始内容存档于2017-10-23） （简体中文）.
121. ↑  Chris Taylor. . 孤独星球. : 89 （英语）.
122. ↑  . JOHOR NOW 就在柔佛. 2017-02-09  [2017-09-09]. （原始内容存档于2021-02-07）.
123. ↑  . 大马华人周刊. 2013-06-15  [2014-10-30]. （原始内容存档于2020-02-20）.
124. ↑  . www.tripadvisor.com.tw.   [2017-09-10]. （原始内容存档于2021-02-07）.
125. ↑  . Johor Public Library.   [2015-08-09]. （原始内容存档于2015-08-09） （马来语）.
126. ↑  . Johor Public Library.   [2015-08-09]. （原始内容存档于2015-08-09） （马来语）.
127. ↑  . Johor Public Library.   [2013-05-14]. （原始内容存档于2015-08-09） （马来语）.
128. ↑  VM Team. . Virtual Malaysia. 5 August 2013  [2021-05-24]. （原始内容存档于2015-08-13）.
129. ↑  . Johor State Health Department.   [2015-08-03]. （原始内容存档于2015-08-03） （马来语）.
130. ↑  . Johor State Health Department.   [2015-08-03]. （原始内容存档于2015-08-03） （马来语）.
131. 1 2   (PDF). Newcastle University Medical School: 15.   [2015-08-03]. （原始内容 (PDF)存档于2015-03-23）.
132. ↑  . 新山优质资讯平台. 2016-01-25  [2017-09-09]. （原始内容存档于2021-02-07）.
133. ↑  . 東方網 - 馬來西亞東方日報.   [2017-09-09]. （原始内容存档于2017-09-09）.
134. ↑  . 星洲网. 2014-11-16  [2017-09-09]. （原始内容存档于2019-05-14）.
135. ↑  . Iskandar Regional Development Authority. Iskandar Malaysia.   [2015-08-03]. （原始内容存档于2015-08-03）.
136. ↑  . KPJ Puteri Specialist Hospital.   [2015-08-03]. （原始内容存档于2015-08-03）.
137. ↑   (PDF). Educational Management Information System.   [2015-08-04]. （原始内容 (PDF)存档于2015-03-16）.
138. ↑  . Austin Heights.   [2015-08-04]. （原始内容存档于2015-08-04）.
139. ↑  . 马来西亚乐高乐园.   [2015-08-18]. （原始内容存档于2015-07-29）.
140. ↑   (PDF). 新山中央医院.   [2015-08-21]. （原始内容 (PDF)存档于2015-08-21） （马来语）.
141. ↑  . 星洲网. 2017-09-08  [2017-09-10]. （原始内容存档于2019-05-13）.
142. ↑  . FSI.   [2017-10-12]. （原始内容存档于2020-02-19）.
143. ↑  . Southern Edu.   [2017-10-12]. （原始内容存档于2021-02-07）.
144. ↑  . 马来西亚北方大学.   [2016-03-28]. （原始内容存档于2016-04-19）.
145. ↑  . 世界体育场.   [2015-08-04]. （原始内容存档于2014-03-27）.
146. ↑  . 中国报“柔佛人”. 2017-08-04  [2021-06-26]. （原始内容存档于2020-09-27） （中文）.
147. ↑  . World Orgs. 2018-08-05  [2021-05-24]. （原始内容存档于2021-05-24）.
148. ↑  . Sports Prima.   [2015-08-04]. （原始内容存档于2015-08-04）.
149. ↑  . the-AFC.com. Asian Football Confederation. 2015-10-31  [2016-09-09]. （原始内容存档于2018-10-05）.
150. ↑  Vick, Vijhay. . FourFourTwo.com. Haymedia Market Group. 2015-11-01  [2016-09-25]. （原始内容存档于2016-10-22）.
151. ↑  . ESPNFC.com. ESPN. 2015-10-31  [2016-09-25]. （原始内容存档于2020-04-06）.
152. ↑  .   [2021-05-21]. （原始内容存档于2021-10-08）.
153. ↑  .   [2021-05-17]. （原始内容存档于2021-05-17）.
154. ↑  .   [2017-10-30]. （原始内容存档于2017-10-12）.
155. ↑  .   [2017-10-30]. （原始内容存档于2019-01-23）.
156. ↑  Helmut K Anheier; Yudhishthir Raj Isar. . SAGE Publications. 2012-03-31: 376–  [2017-09-10]. ISBN 978-1-4462-5850-7. （原始内容存档于2021-02-07）.
157. ↑  .   [2015-10-17]. （原始内容存档于2015-06-30）.
158. ↑  . Middle East Institute.   [2013-06-18]. （原始内容存档于2021-06-10）.
159. ↑  . 搜狐新闻.   [2018-08-11]. （原始内容存档于2021-05-22）.
160. ↑  Yu Ji. . The Star Online.   [2015-07-01]. （原始内容存档于2015-07-01）.
161. ↑  . 搜狐新闻.   [2012-02-16]. （原始内容存档于2021-05-22）.
162. ↑  . ANTARAJATIM.   [2014-03-18]. （原始内容存档于2021-05-22）.
163. ↑  . 星洲日报.   [2015-10-17]. （原始内容存档于2021-05-22）.
164. ↑  . CotabatoCity.net.ph.   [2015-12-01]. 原始内容存档于2017-05-05.
165. ↑  . 每日头条.   [2016-11-08]. （原始内容存档于2015-10-21）.
166. ↑   [Friendship cities]. 대구광역시.   [2023-08-04].
167. ↑  . Government of Daegu Metropolitan City.   [2018-07-22]. （原始内容存档于2018-07-23）.
168. ↑  . the original.   [2010-08-28]. （原始内容存档于2010-09-09）.
169. ↑  . Jakarta Global.   [2012-11-16]. 原始内容存档于2012-11-16.

### 书籍
- 麦留芳，方言群认同：早期星马华人的分类法则, 1987年中央研究院民族学研究所印行（Institute of Ethnology Academia Sinica, Monograph Series B, No. 14）

## 外部連結
- 新山市政厅（MBJB）的官方網頁 （页面存档备份，存于）
- 新山人口的統計
- 馬來西亞新山：從小潮州到小印度 （页面存档备份，存于）

地图及卫星照片
- 谷歌地图
- OpenStreetMap上有關254237831  新山的地理